# 中華人民共和國鐵路運輸
中國的鐵路運輸始於清朝末年的上海淞沪铁路。截至2023年底，中國大陸的鐵路總里程數已达15.9萬公里，拥有仅次于美国的全球第二大铁路网。其中高速铁路系统达4.8万公里以上，为全球最大规模的高速铁路系統。
幾乎所有的鐵路運營都由中國國家鐵路集團有限公司負責，中國國家鐵路集團有限公司是2013年3月鐵道部解散後成立的國有企業（即中國鐵路總公司）。2019年6月改制為股份制公司並劃歸財政部管轄。

中國的鐵路是世界上最繁忙的鐵路系統之一。2024年，中國鐵路實現旅客運輸量43.124億人次、旅客周转量15799.1億人公里；实现货运发送量51.7477億噸、货运周转量35861.9億噸公里。1980年至2013年期間，貨運周轉量增長了五倍以上，同期客運周轉量增長了七倍以上。由于中国铁路网络亟需增加客运及货运能力，仅2014年全國鐵路投資便达到了1304億美元，并在此后连续6年突破8000亿元人民币。仅2015年就新建了9,000公里的鐵路。此外，中国还制定了中長期铁路规划，预计2050年將路網规模擴大到274,000（170,000英里）。

## 概述
在中國大陸，铁路是重要的基础设施、大众化的交通工具，在中國大陸的综合交通运输体系中处于骨干地位。中國大陸地員广阔、人口众多、人口聚集性強，聚集地距離相對集中，自然资源分布不均。与北美不同，中國大陸的中小城市的航空客货运输发展的成本极高，所以经济、快捷的铁路普遍占有更大的优势，故铁路在中國大陸成为一种受广泛使用的运输方式。中國大陸的国民经济的发展不断推动着铁路运输量的增长，铁路运输在国民经济的发展中处于相当重要的地位。铁路也是能源、矿物等重要物资的重要运输方式。2009年，中國大陸的铁路就承担了85%的木材、85%的原油、60%的煤炭、80%的鋼鐵及冶炼物资的运输任務。截至2024年底，中国大陆的铁路实际营业里程已经达16.2万公里，占世界鐵路的10.3%，但換算運輸周轉量却占到世界的68%，体现出中國大陸铁路的周转调度与线路资源利用率的精准高效。截至2024年12月，中國大陸运营时速超过250公里的普通鐵路客運專綫和高速鐵路客運專綫总里程已經超过48,000公里，穩居世界各國家和地區的首位。同时，中國大陸（不含港澳地區）的电气化铁路总长度達到了12.34万公里以上，亦居世界首位。
中華人民共和國境內（不含港澳地區）大部分的中长途旅客运输主要由國家鐵路運輸承担。截至2024年底：
- 全區铁路旅客运输的旅客发送量完成43.1240亿人次[1]
  - 其中国家铁路为40.8516亿人次[1]
- 全區的铁路旅客周转量完成15,799.10亿人公里[1]
  - 其中国家铁路为15,776.35亿人公里[1]
- 全區铁路货物运输的货物发送量完成51.7477亿吨[1]
  - 其中国家铁路为39.8531亿吨[1]
- 全區铁路货运总周转量完成35,861.90亿吨公里[1]
  - 其中国家铁路为32,580.63亿吨公里[1]

铁路運輸能力緊張仍然是其所面对的重要问题。客运方面，由于近年来普通鐵路客運專綫及高速鐵路客運專綫的建设，普通和高速动车组的生产和运营，很大程度上缓解了高峰客流时段的客运压力，截至2015年12月，全區旅客列车每天能提供超过960萬個席位（含普速鐵路旅客列車，棚車，路用列車，市郊列車，通勤列車，普通動車组列車，高速動車组列車和國際鐵路聯運列車）。2024年全年，中國鐵路旅客運輸量為43.124亿人，比上年增長11.9%。非节假日的“一票难求”的情况不复存在，但是动车组列车超员的情况还会偶尔出现，尤其在春運、暑運、節假日（如十一黄金周）等客流高峰時段超员现象仍然存在較多。长距离货物运输中铁路运价过高且便利性低，例如京津冀地区铁路运输仅占所有货物运量的10.2%。中国货运铁路总里程未知，但与位居首位的美国货运铁路里程差距较大（22万公里货运铁路）。
高鐵飛速發展之餘在偏遠地區的大量普通慢車還是保持運作甚至有新建，因為諸多地勢崎嶇且經濟落後地區普通慢車有其扶貧的公益角色，成為當地主要外界聯絡和物流唯一平價方式。普快列車票價20餘年來保持不漲，至今還有單趟區間2元人民幣的低票價存在不少地方，中国国家铁路集团2019年公布其負債高達5萬億餘元人民幣，多數就是鐵路被視為國家公益性設施而非營利設施的性質而嚴管票價。
中国人口与铁路里程的比例仍然有略微失衡，至2021年底中國大陸人均拥有铁路（含高速铁路，普速铁路，窄軌鐵路，山区铁路，森林铁路，工矿铁路以及国际联运口岸接綫铁路等）约为10.6cm。为了解除此一“瓶颈”，中國大陸在经历了若干年铁路建设之后，已经进入了调整，巩固，充实，提高的平稳发展时期。中國大陸以鐵路連接的鄰近國家和地區有：香港、哈萨克斯坦、蒙古、俄罗斯、越南與、緬甸（兴建中）等。

## 历史

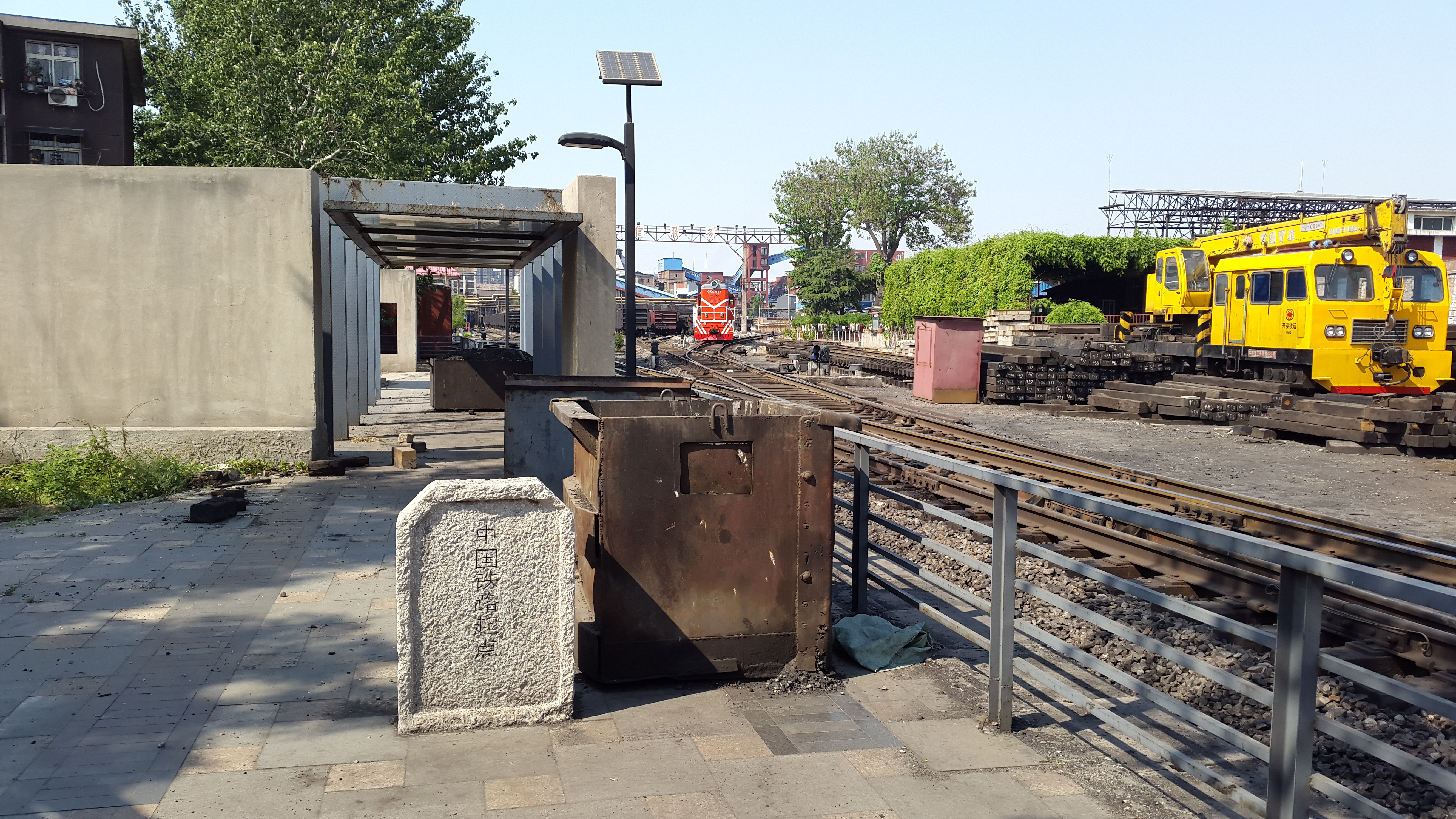
中国铁路起点，位于河北唐山

中華人民共和國建國初期，國內近一半的铁路因為戰亂而不能正常使用，部分地方鐵路仍為窄軌鐵路，與英國等國修建的標準軌1435毫米不相兼容。
1949年10月中华人民共和国铁道部成立，参与国内的铁路建设和运营工作。当年年底，因战争受损的铁路相继恢复通车，在之后的数十年里，一些新的铁路线路建成投用。文化大革命时期，铁路运营秩序陷入混乱。邓小平在1973年以郑州铁路局作为重点对象，进行了全路的整顿，取得了明显的效果，但之后随着邓被打倒，一切又陷于混乱之中。1977年文革结束后，铁路事业得到整顿并恢复发展。1997年至今，中國铁路已进行了6次大规模的提速。在此期间，铁路的电气化、高速化改造也在同步进行。2024年底，中國铁路總长度达到16.2万公里，其中高速铁路4.8万公里。

## 路徽
中國大陸的铁路路徽诞生于1950年1月19日，由陈玉昶（1912年－1969年）设计，并于1950年1月22日在人民日报颁布。整个路徽图案代表蒸汽机车的正面投影，上半部由蒸汽机车轮廓投影抽象出来的“人”字代表人民，下半部为钢轨的横断面代表铁道，整个图案代表着“人民铁道”。整个图案还含有“工人”二字，它点明了铁路行业之属性，即铁路是属于工人阶级的。自此该路徽成为中國大陸铁路的标志，而且还是自中华人民共和国成立以来工业系统中最早统一使用并沿用至今的标志。
按交通運輸部规定，所有归属中国国家铁路集团的或使用国铁线路的地方铁路、路外企业的铁道机车车辆，均需要带有路徽，作为产权标记（而神華集團則為例外：轄下韶山4B型電力機車曾有路徽（后被撤换），但其「神華號」系列機車（HXD1及HXD2）一直沒有路徽）。

## 铁路管理体制

### 国铁
在中國大陸，主要由中国国家铁路集团负责铁路运营，交通运输部下辖的国家铁路局行使政策制定等职能并指导、协调、监督和帮助地方铁路、专用线，但中国国家铁路集团并不负责城市轨道交通的任何事务。中国大陆地区各个城市的轨道交通（包括机场捷运，城市高架轻轨，普通有轨电车与地铁）的建设目前由住房与城乡建设部和国家发改委负责管辖和审批。目前的铁路管理体制为中国国家铁路集团有限公司、局（铁路公司）、站（段）三级管理体制，下设18个铁路局或者铁路公司（17个铁路局，1个铁路公司），每个铁路局（铁路公司）下设车站（段）及地方合资铁路公司。铁路局（铁路公司）的设立属于区域性公司运营体制，每个铁路局（铁路公司）仅负责特定地区。国家铁路局负责全国铁路的规划与管理，以及行政审批。
过去的铁路管理体制为部、局、分局、站（段）四级管理体制。2005年3月18日，铁道部撤銷了全国共41个、存在了50多年的鐵路分局和2个铁路公司（南疆铁路公司、北疆铁路公司），实施由鐵路局直接管理站段的改革，以提高管理效率及鐵路運輸能力，并减少运营管理成本。解決了中国大陆鐵路長期以來存在的鐵路局和鐵路分局兩級法人以同一方式經營同一資產的體制性弊端，站段數量由1491個減少到627個。
2013年9月，中华人民共和国铁道部被撤销，成立国家铁路局作为铁路监督管理部门，而国家铁路（及大部分国铁控股合资铁路）的运营部门改制为中國鐵路總公司（2019年改組為中国国家铁路集团有限公司），负责铁路的建设，运营与管理。
| 铁路局（合资铁路/控股铁路公司） | 简称 | 管辖范围                                                      |
| --- | ---- | ------------------------------------------------------------- |
| 中国铁路哈尔滨局集团有限公司 | 哈局 | 黑龙江省#、内蒙古自治区（东部）#                              |
| 中国铁路沈阳局集团有限公司 | 沈局 | 辽宁省、吉林省、内蒙古自治区（东南部）^、河北省^、黑龙江省^   |
| 中国铁路北京局集团有限公司 | 京局 | 北京市#、天津市#、河北省#、山东省^、山西省^                   |
| 中国铁路太原局集团有限公司（下属合资铁路/控股铁路公司：大秦铁路股份有限公司） | 太局 | 山西省#、河北省^、北京市^、天津市^、陕西省^                   |
| 中国铁路呼和浩特局集团有限公司 | 呼局 | 内蒙古自治区（中西部）#                                       |
| 中国铁路郑州局集团有限公司（下属合资铁路/控股铁路公司：安李支线公司、汤鹤支线公司） | 郑局 | 河南省#、山西省^、陕西省^、山东省^                            |
| 中国铁路武汉局集团有限公司（下属合资铁路/控股铁路公司：沪汉蓉铁路湖北有限公司）、漯阜铁路有限责任公司 | 武局 | 湖北省#、河南省^                                              |
| 中国铁路西安局集团有限公司（下属合资铁路/控股铁路公司：西延铁路有限责任公司） | 西局 | 陕西省#、四川省^、甘肃省^                                     |
| 中国铁路济南局集团有限公司 | 济局 | 山东省#、河南省^（台前）、辽宁省^（烟大铁路轮渡，至旅顺西站） |
| 中国铁路上海局集团有限公司（下属合资铁路/控股铁路公司：萧甬铁路有限责任公司、合九铁路有限責任公司、新长铁路有限責任公司、浙江金温铁道开发有限公司、宁启铁路有限责任公司、合宁铁路有限公司、合武铁路安徽有限公司）       | 上局 | 上海市、江苏省、安徽省、浙江省、河南省^、湖北省^              |
| 中国铁路南昌局集团有限公司（下属合资铁路/控股铁路公司：武夷山铁路有限责任公司、泉州铁路有限责任公司、龙岩铁路有限责任公司、厦门海沧铁路有限责任公司）                                                                   | 南局 | 江西省#、福建省、湖北省^                                      |
| 中国铁路广州局集团有限公司（合资铁路/控股铁路公司：广深铁路股份有限公司、广东铁路有限公司、石长铁路有限责任公司、海南铁路有限公司、厦深铁路广东有限公司、茂湛铁路有限责任公司、沪昆铁路客运专线湖南有限责任公司等28家） | 广铁 | 广东省#、湖南省、海南省、广西壮族自治区^、重庆市^（渝怀线）   |
| 中国铁路南宁局集团有限公司（下属合资铁路/控股铁路公司：广西沿海铁路股份有限公司） | 宁局 | 广西壮族自治区#、广东省^、湖南省^                             |
| 中国铁路成都局集团有限公司 | 成局 | 四川省#、重庆市#、贵州省#、云南省^、湖北省^                   |
| 中国铁路昆明局集团有限公司（下属合资铁路/控股铁路公司：水红铁路有限责任公司） | 昆局 | 云南省#、贵州省^、四川省^                                     |
| 中国铁路兰州局集团有限公司 | 兰局 | 甘肃省#、宁夏回族自治区                                       |
| 中国铁路乌鲁木齐局集团有限公司 | 乌局 | 新疆维吾尔自治区、甘肃省^                                     |
| 中国铁路青藏集团有限公司 | 青藏 | 西藏自治区、青海省                                            |
| 附注：#代表管辖该省（自治区、直辖市）大部分铁路、^代表管辖管辖该省（自治区、直辖市）小部分铁路 |      |                                                               |

### 地方铁路

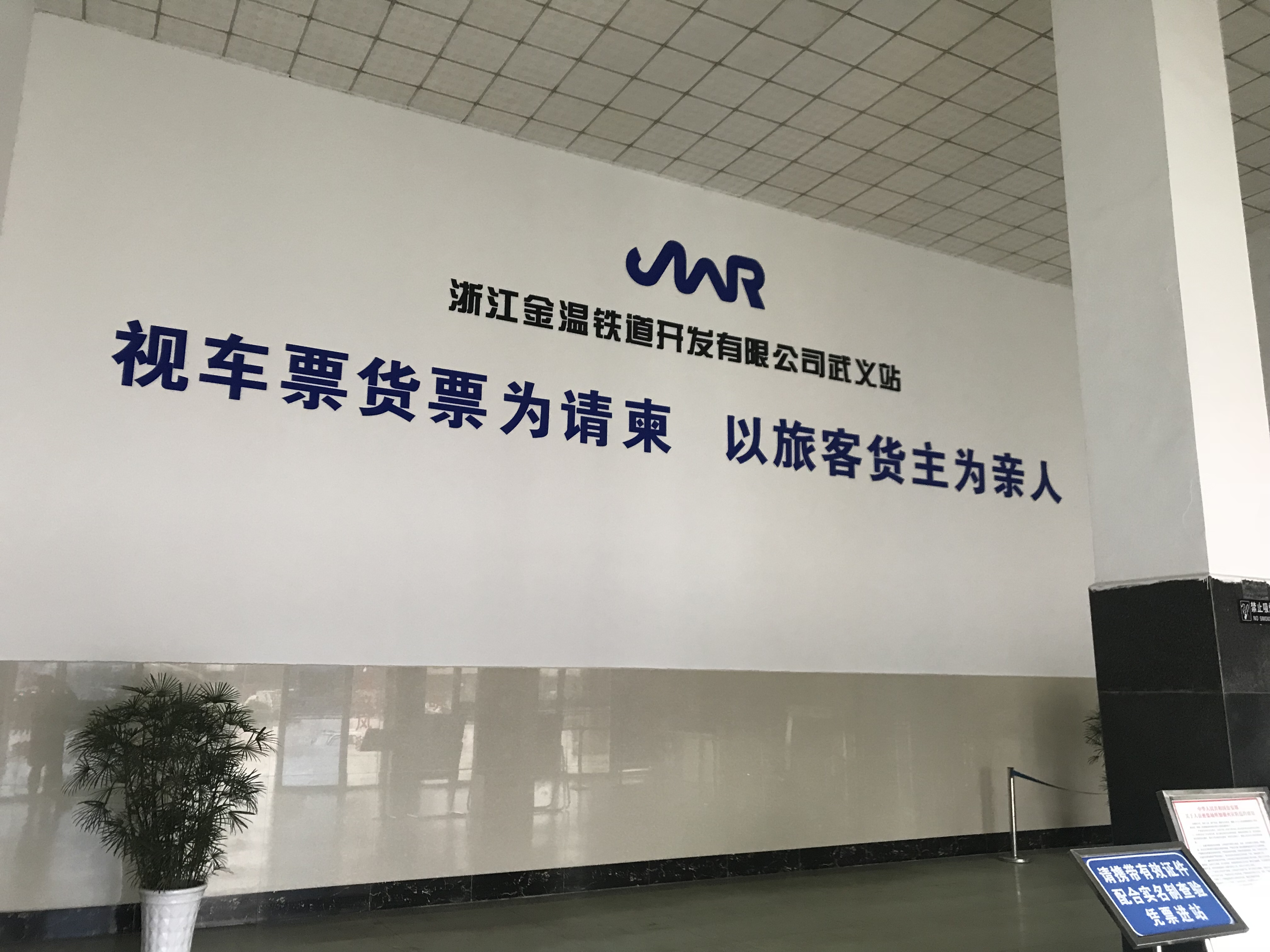
武义站进站大厅悬挂的金温公司核心价值理念：“视车票货票为请柬，以旅客货主为亲人”

由地方政府在交通厅（局）下设地方铁路局或铁路公司所有、运营，如金温铁路由浙江金温铁道开发有限公司运营，广清城际铁路和广州东环城际铁路由珠三角城际公司所有、广东城际运营，西户铁路由西安市轨道交通集团有限公司负责运营。亦有地方铁路委托国铁运营，如新长铁路。

### 企业铁路
神华铁路由国家能源投资集团下属的神华铁路货车运输有限责任公司负责运营，主要从事煤炭运输。是独立于国家铁路的国内第二大铁路运营商，自营铁路2155公里，是国家西煤东运第二条大通道，年运输能力超过5亿吨，拥有铁路自备货车52275 辆。神华铁路由包（头）—神（木）铁路、神（木北）—朔（州西）铁路、朔（州西）—黄（骅）铁路、大（同东）—准（格尔薛家湾）铁路组成。

### 民营铁路
2006年，广东省罗定市政府以4186万元人民币，把罗定铁路售予民营公司深圳市中技实业集团（目前由天津国恒铁路控股股份有限公司控股），使之成为自中华人民共和国成立以来首条民营（私营）铁路，并成立中铁（罗定）铁路公司负责管理。至2006年12月，连接罗定至广西岑溪的罗岑铁路开始动工，铁路股权同属深圳中技控股的中铁（罗定岑溪）铁路公司。但目前全大陸地區仅有的这两条私人资本民营铁路正面临资金短缺，运量不足的困难，罗岑铁路原计划于2009年建成，但因此几乎成了一个烂尾工程，至今仍未通车。
2022年，由杭绍台铁路有限公司控股的杭绍台城际铁路正式运营，成为继罗定铁路之后，中国大陆第二条民营铁路，同时为中国大陆首条建成运营的民营铁路。该铁路线曾计划自主运营，但仍由国铁集团取得了该项目的建设权，以及线路通车初期的运输和管理权。

## 鐵路網

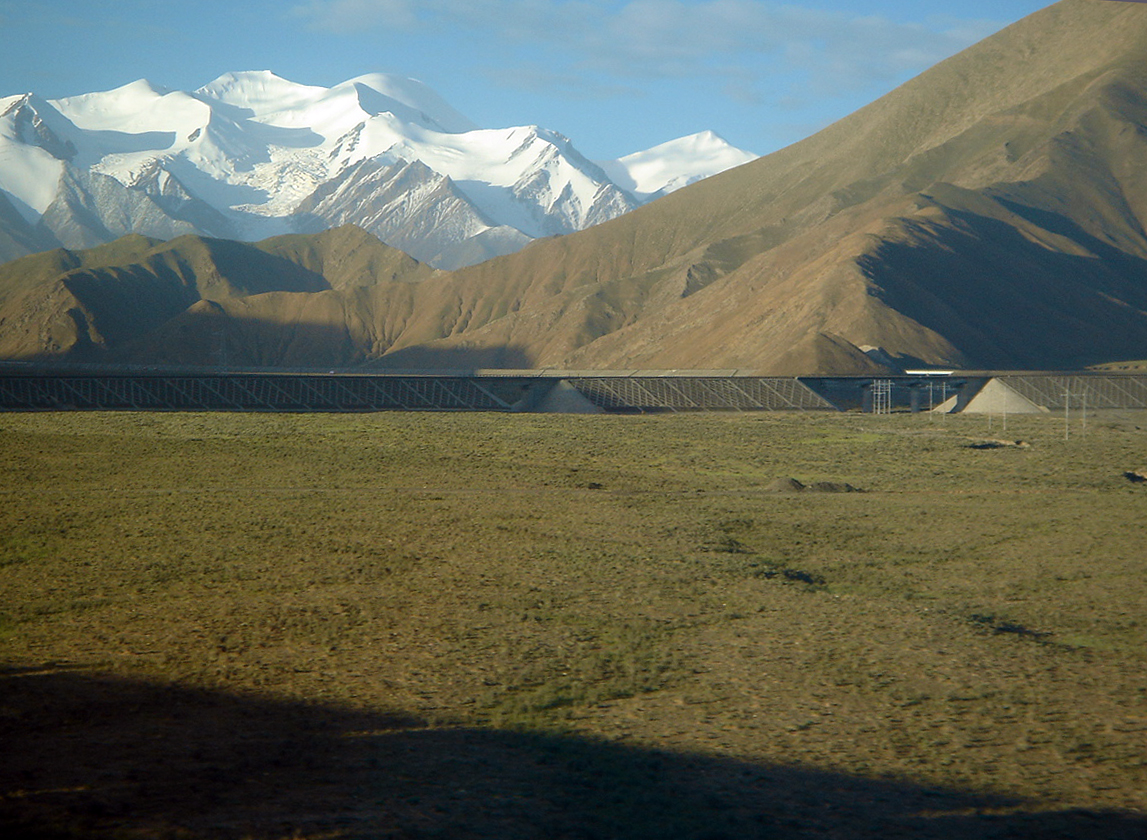
西藏自治区第一条铁路——青藏铁路

现时，中國大陸铁路网长度位居世界第二。截至2023年底，中國大陸铁路营业里程达到16.2万公里，其中铁路复线里程（不包括多重複線）为9.85万千米，复线率为60.9%；电气化铁路里程为12.34万公里，居世界第一，电气化率为76.2%。国家铁路营业里程13.4万公里，其中铁路复线里程（不包括多重複線）为8.42万千米，复线率62.8%；电气化铁路里程为10.38万公里，电化率77.5%。全国除了有约500公里的窄轨铁路外，其余均为标准轨距铁路（1,435毫米）。全部軌道長度於2015年底時，為26万公里。
受历史、地理条件、经济发展等因素影响，大陸中东部地区的铁路交通较发达，路网密度较高，而西部地区交通基礎設施较落後，铁路数量相对较少，密度较低。自2000年西部大開發开展以來，中国大陸西部12个省區的基礎設施发展加速，多条铁路已经建成投产，包括青藏铁路、渝怀铁路、宁西铁路、遂渝铁路、广大铁路、内昆铁路等，但是與中東部相比仍存在一定差距，并制約著西部地區經濟發展。至今佔二分之一國土面積的西部地區的鐵路密度仍远远不到全國平均水平。到2024年底，中國大陸西部地区铁路总营业里程已从2000年的2万公里增加到6.6万公里，比2000年增长了230%，已占全国铁路营业里程的40.7％。2009年11月5日，新疆的精伊霍铁路、兰新铁路烏魯木齊—精河段複線、奎北铁路、乌将铁路同时竣工開通運營。渝贵铁路和成贵客运专线分别于2018年1月25日和2019年12月16日全线开通。成昆铁路复线2022年12月26日全线开通，丽香铁路于2023年11月26日开通。川青铁路预计2028年全线开通。
目前中國大陸铁路仍然处于快速增长的时期。全国铁路固定资产投资完成 8506 亿元，投产新线 3113 公里，其中高速铁路 2457 公里。
|                                                                                                   | \| 年份 \| km \| ±% p.a. \| \| ------------------------------------------------------------------------------------------------- \| ------- \| ------- \| \| 1949 \| 21,800 \| — \| \| 1955 \| 25,600 \| +2.71% \| \| 1960 \| 33,900 \| +5.78% \| \| 1965 \| 36,400 \| +1.43% \| \| 1970 \| 41,000 \| +2.41% \| \| 1975 \| 46,000 \| +2.33% \| \| 1980 \| 53,300 \| +2.99% \| \| 1985 \| 55,000 \| +0.63% \| \| 1990 \| 57,800 \| +1.00% \| \| 1995 \| 62,400 \| +1.54% \| \| 2000 \| 68,700 \| +1.94% \| \| 2005 \| 75,400 \| +1.88% \| \| 2007 \| 77,966 \| +1.69% \| \| 2008 \| 79,687 \| +2.21% \| \| 2009 \| 85,818 \| +7.69% \| \| 2010 \| 90,504 \| +5.46% \| \| 2011 \| 93,200 \| +2.98% \| \| 2012 \| 97,600 \| +4.72% \| \| 2013 \| 103,144 \| +5.68% \| \| 2014 \| 112,000 \| +8.59% \| \| 2015 \| 121,000 \| +8.04% \| \| 2016 \| 124,000 \| +2.48% \| \| 2017 \| 127,000 \| +2.42% \| \| 2018 \| 131,000 \| +3.15% \| \| 2019 \| 139,000 \| +6.11% \| \| 2020 \| 146,300 \| +5.25% \| \| 2021 \| 150,000 \| +2.53% \| \| 2022 \| 155,000 \| +3.33% \| \| 2023 \| 159,000 \| +2.58% \| \| 2024 \| 162,000 \| +1.89% \| \| 来源：历史统计:金砖国家历年铁路营业里程比较(1838～2010) National Bureau of Statistics of China[a] \| \| \| |         |
| 年份                                                                                              | km | ±% p.a. |
| 1949                                                                                              | 21,800 | —       |
| 1955                                                                                              | 25,600 | +2.71%  |
| 1960                                                                                              | 33,900 | +5.78%  |
| 1965                                                                                              | 36,400 | +1.43%  |
| 1970                                                                                              | 41,000 | +2.41%  |
| 1975                                                                                              | 46,000 | +2.33%  |
| 1980                                                                                              | 53,300 | +2.99%  |
| 1985                                                                                              | 55,000 | +0.63%  |
| 1990                                                                                              | 57,800 | +1.00%  |
| 1995                                                                                              | 62,400 | +1.54%  |
| 2000                                                                                              | 68,700 | +1.94%  |
| 2005                                                                                              | 75,400 | +1.88%  |
| 2007                                                                                              | 77,966 | +1.69%  |
| 2008                                                                                              | 79,687 | +2.21%  |
| 2009                                                                                              | 85,818 | +7.69%  |
| 2010                                                                                              | 90,504 | +5.46%  |
| 2011                                                                                              | 93,200 | +2.98%  |
| 2012                                                                                              | 97,600 | +4.72%  |
| 2013                                                                                              | 103,144 | +5.68%  |
| 2014                                                                                              | 112,000 | +8.59%  |
| 2015                                                                                              | 121,000 | +8.04%  |
| 2016                                                                                              | 124,000 | +2.48%  |
| 2017                                                                                              | 127,000 | +2.42%  |
| 2018                                                                                              | 131,000 | +3.15%  |
| 2019                                                                                              | 139,000 | +6.11%  |
| 2020                                                                                              | 146,300 | +5.25%  |
| 2021                                                                                              | 150,000 | +2.53%  |
| 2022                                                                                              | 155,000 | +3.33%  |
| 2023                                                                                              | 159,000 | +2.58%  |
| 2024                                                                                              | 162,000 | +1.89%  |
| 来源：历史统计:金砖国家历年铁路营业里程比较(1838～2010) National Bureau of Statistics of China[a] | |         |

### 干线通道
2001年1月，中國大陸铁道部提出“八纵八横”铁路網主骨架的建构策略，作为中国第十个五年计划的重要规划。“八縱八橫”铁路大通道具有運輸能力大、線路里程長、联接大城市、連接鐵路多、輻射范圍廣等特点，对中国的经济发展、资源调度、西部大開發、以及國家生產力布局和產業結構調整具有重要影響，当中十六条大通道均是由一条或多条功能相近的主要铁路干线所构成。近十年来，为建设“八纵八横”干线，除了新建总长达3800公里的铁路（如秦沈客运专线、铜九铁路、广珠铁路）外，也在既有線修建復線2500公里，包括陇海铁路宝鸡至兰州段、兰新铁路兰州至武威段等﹔另外既有線電氣化改造4400公里，包括浙赣铁路、沪杭铁路、京沪铁路、膠濟鐵路等。
2009年7月1日，洛湛铁路永州至玉林段正式开通，至此中国已实现“八纵八横”铁路网主骨架。
|          | 干线通道       | 干线通道        | 长度（公里） | 組成線路 |
| -------- | -------------- | --------------- | ------------ | --- |
| 八纵通道 | 京哈通道       | 京哈通道        | 2344         | 京哈铁路，经滨洲铁路延伸至满洲里 途经：北京—沈阳—长春—哈尔滨—（满洲里） |
| 八纵通道 | 東部沿海通道   | 東部沿海通道    | 4019         | 瀋大鐵路 - 烟大铁路轮渡 - 蓝烟铁路 - 胶新铁路 - 新长铁路 - 宣杭铁路 - 萧甬铁路 - 甬台温铁路 - 温福铁路 - 福厦铁路 - 鹰厦铁路 - 梅坎鐵路 - 广梅汕铁路 - 广茂铁路 - 黎湛铁路 途经：沈阳—鞍山—大连—烟台—青岛—临沂—新沂—淮安—盐城—南通—无锡—湖州—杭州—宁波—台州—温州—宁德—福州—厦门—龙岩—梅州—河源—广州—湛江 |
| 八纵通道 | 京滬通道       | 京滬通道        | 1463         | 京沪铁路途经：北京—天津—济南—徐州—南京—上海 |
| 八纵通道 | 京九通道       | 京九通道        | 2403         | 京九铁路（連接北京及深圳，經港鐵東鐵綫到香港九龍。） 途经：北京—南昌—深圳—香港 |
| 八纵通道 | 京廣通道       | 京廣通道        | 2324         | 京广铁路一广珠铁路 途经：北京—石家庄—郑州—武汉—长沙—广州—佛山—中山—江门—珠海 |
| 八纵通道 | 大湛通道       | 大湛通道        | 3108         | 同蒲铁路—太焦鐵路—（焦柳铁路—石长铁路—湘桂铁路—黎湛铁路）—洛湛鐵路 途经：大同—太原—焦作—洛阳—石门县—益阳—永州—柳州—湛江 |
| 八纵通道 | 包柳通道       | 包柳通道        | 3011         | 包神鐵路 - 神延铁路 - 西延鐵路 - 西康鐵路 - 襄渝鐵路 - 川黔鐵路 - 黔桂鐵路 - 湘桂铁路 途经：包头—西安—重庆—贵阳—柳州—（南宁） |
| 八纵通道 | 蘭昆通道       | 蘭昆通道        | 2261         | 陇海铁路 - 宝成铁路 - 成昆铁路 途经：兰州—成都—昆明 |
| 八橫通道 | 京蘭通道       | 京蘭通道        | 3943         | 京包铁路 - 包兰铁路，经兰青铁路、青藏铁路延伸至拉萨 途经：北京—呼和浩特—兰州—（西宁—拉萨） |
| 八橫通道 | 煤運北通道     | 大同—秦皇岛通道 | 685          | 大秦铁路 |
| 八橫通道 | 煤運北通道     | 神木—黃驊通道   | 855          | 神黄铁路（神朔铁路 - 朔黃鐵路） |
| 八橫通道 | 煤運南通道     | 太原—青島通道   | 922          | 石太铁路 - 石德铁路，途经：太原—德州 邯長鐵路 - 邯濟鐵路 - 膠濟鐵路，途经：长治—济南—青岛 |
| 八橫通道 | 煤運南通道     | 侯馬—日照通道   |              | 侯月鐵路 - 新月铁路 - 新兗鐵路 - 兗石鐵路 途经：侯马—月山—新乡—兖州—日照 |
| 八橫通道 | 陸橋通道       | 陸橋通道        | 4120         | 陇海铁路 - 兰新铁路 - 北疆铁路 途经：连云港—徐州—郑州—兰州—乌鲁木齐—阿拉山口 |
| 八橫通道 | 寧西通道       | 寧西通道        | 1558         | 宁西铁路，经宁启铁路延伸至启东 途经：西安—南京—（启东） |
| 八橫通道 | 沿江通道       | 沿江通道        | 1893         | 達萬鐵路 - 宜万铁路 - 長荊鐵路 - 武九铁路 - 銅九鐵路 - 宁铜铁路 途经：重庆—武汉—九江—铜陵—芜湖—南京—（上海） |
| 八橫通道 | 滬昆（成）通道 | 滬昆（成）通道  | 2653         | 沪昆铁路（沪杭铁路 - 浙赣铁路 - 湘黔铁路 - 贵昆铁路），達成鐵路 - 遂渝鐵路 - 渝懷鐵路 途经：上海—杭州—金华—株洲—怀化—（重庆—成都）—贵阳—昆明 |
| 八橫通道 | 西南出海通道   | 西南出海通道    | 1700         | 南昆铁路 - 湘桂鐵路 - 黎湛铁路 途经：昆明—南宁—黎塘—湛江 |

### 高速鐵路

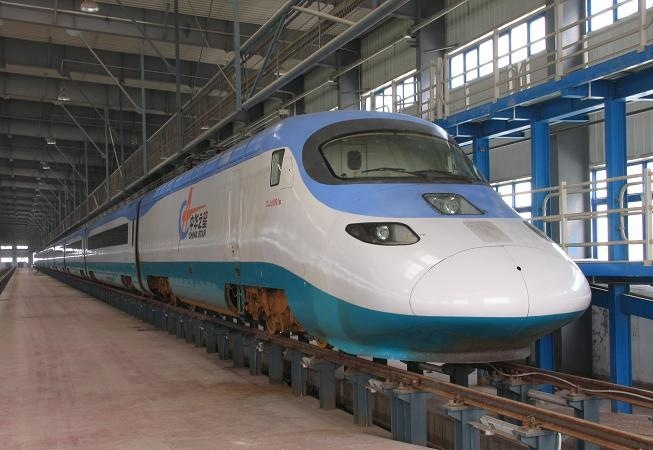
「中華之星」电力动车组

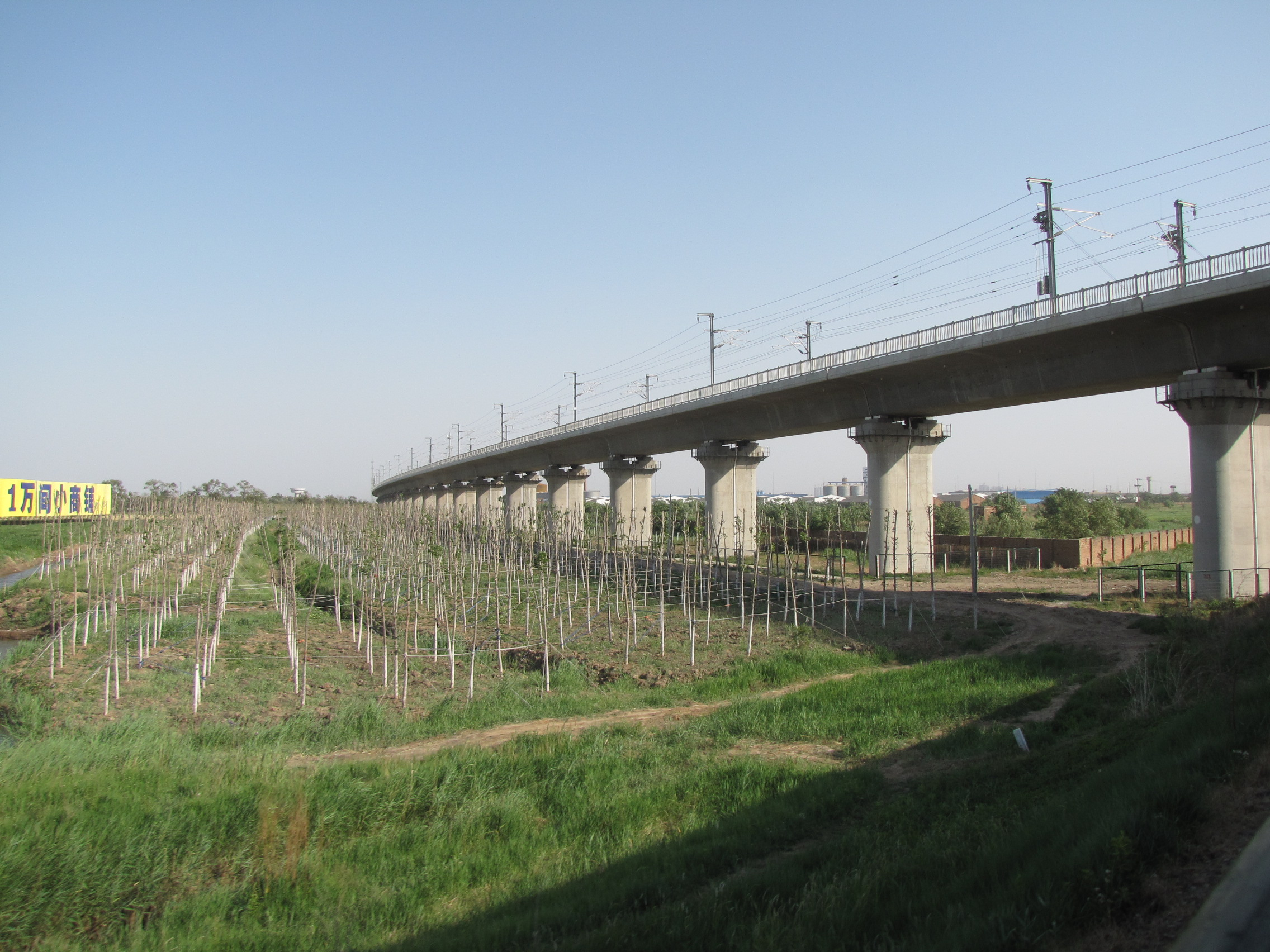
京津城际铁路

中國大陸在高速铁路领域的发展较世界上部分发达国家晚，但自21世纪以来发展迅速。目前中國大陸已经构建了全球最大规模的高速铁路网。1998年5月，广深铁路电气化提速改造完成，設計最高時速為200公里，同年8月廣深鐵路率先使用由瑞典租賃的X2000擺式高速動車組。由於全線採用了眾多達到1990年代國際先進水平的技術和設備，因此當時廣深鐵路被視為中國大陸由既有线改造踏入高速鐵路的开端。而中国第一条真正意义上的高速铁路，是在2002年建成开通的秦沈客运专线，全線設計時速達到200～250公里，同年「中華之星」电力动车组在秦沈客运专线創造了當時「中國大陸鐵路第一速」的321.5 km/h，轰动一時。在2007年实行的中国铁路第六次大提速，中国首次在各主要提速干线（如京沪线、京广线、京哈线、胶济线等）大规模开行时速高达200～250公里的中国铁路高速（CRH）动车组列车，达到了目前世界上既有线提速改造的先进水平。2008年8月，中国首条设计时速达300公里的高速铁路——京津城际铁路通车运营。
截至2024年，中國大陸地區运营时速200公里以上的高速鐵路运营里程已經超过48000公里，其中包括提速改造後的既有線鐵路和新建的高速鐵路。到2022年，在建和規劃興建的高速鐵路总里程已達2万公里，其中包括了5種類型的線路：「八縱八橫」客運專線、城際客運系統、經提速改造後的既有線、完善路網布局和西部開發性新線，以及海峽西岸鐵路。
目前中國大陸地區的高速鐵路列車为和谐号电力动车组及复兴号电力动车组，其中和谐号电力动车组为中國鐵道部由2004年起先後向多间外國企業購買高速鐵路車輛技術，以引進國外先進技術並消化吸收的方式，由中国中车旗下的鐵路車輛製造企業进行国产化生産；复兴号电力动车组是中国铁路总公司组织中国中车自主研发，营运于中国铁路客运专线及高速铁路的电力动车组。

### 窄轨铁路
历史上中国拥有过许多窄轨铁路。此与当时的历史因素有关，例如于1900年代修筑的正太铁路（今为标准轨距的石太铁路）及1930年代修筑的同蒲铁路，当时均采用轨距1000毫米的窄轨。另外的例子还有潮陽窄軌鐵路（轨距1200毫米）、个碧石铁路（轨距600毫米）等。但这些铁路不少是因战争破坏，或因后来的铁路发展需要改建成标准轨距铁路，或直接停运。
中华人民共和国在1949年建立之后，主要建设1435mm标准轨铁路。但也有一些与地方政府合资建设的地方窄轨铁路，例如位于河南省、属于郑州铁路局管辖的禹郸铁路（許昌至周口）始建于1966年，轨距为762毫米。
1965年10月以前，在蘇聯鐵路部門幫助下，中国大陆于1953年开始修建蒙古縱貫鐵路南段部分的集二铁路，并于1954年完成铺轨。集二铁路原本是一条宽轨綫路，軌距為1524mm，同时也是当时唯一一条右行铁路（当时其他铁路都是左行），并在集宁南站设换轮厂。后由於中苏交惡，为防止苏联利用铁路“突袭”边境，集二铁路在1965年10月緊急改为1435mm的標準軌綫路，而換輪厂也隨之遷到二连站。
目前中国大陆国铁在运营中的窄轨铁路仅剩下四川省嘉阳煤矿的厂矿自有铁路芭石铁路、蒙宝铁路和昆河铁路（原滇越铁路）。其中芭石铁路、蒙宝铁路转变为旅游铁路继续运营。而昆河铁路（原滇越铁路）始建于1903年，轨距为1000毫米；从昆明到中越边境河口，全长467公里，昆明来往河口的旅客列车已于2003年6月1日停运，后来为了方便沿线铁路职工通勤，及解决沿线公路不发达地区的交通运输困难，全线仍一度运行少数客货列车。而目前仅在昆明北站到石咀站，以及昆明北站到呈贡王家营站区间开行通勤列车，其余区间停运。2017年，为了配合昆明地铁4号线的建设导致昆河铁路部分路段被拆除，该铁路正式进入全线停运状态。

### 线路等级
中國大陸的铁路车站按作业性质可分为客运站、货运站、同时兼备客货功能的客货运站，以及编组站。
中华人民共和国铁道部按铁路的远期年输送能力和在铁路网中的重要性，对各条铁路划定级别。目前国铁线路共分为四个等级，分别为客运专线、Ⅰ级铁路、Ⅱ级铁路和Ⅲ级铁路。而地方铁路分为三个等级，地方Ⅰ级铁路、地方Ⅱ级铁路和地方Ⅲ级铁路。按相同等级比较，地方铁路各方面的设计标准均较国铁线路低。
对于不同等级标准的铁路，其最小曲线半径和最大限制坡度都有一定的限制规定。

### 铁路车站

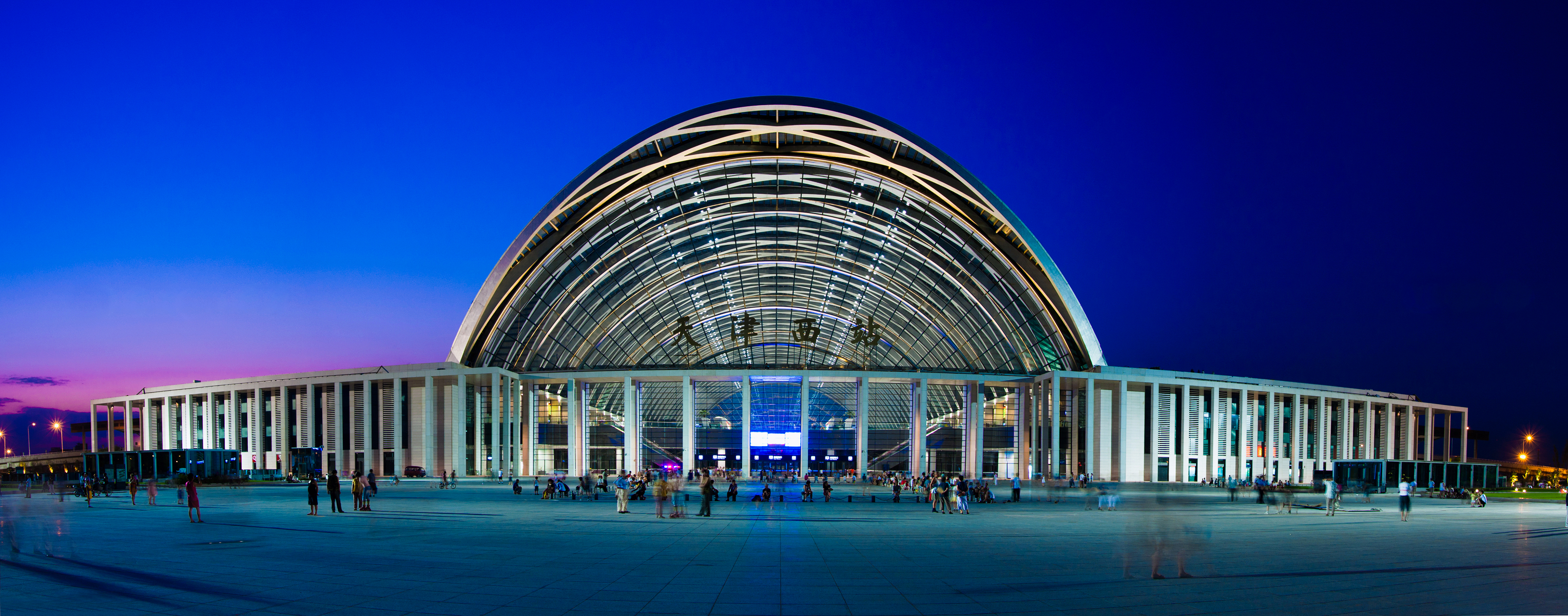
2011年落成的新天津西站

中华人民共和国铁道部会按各车站的日均接发旅客数量、日均装卸车数量、日均调车作业车辆数量等指标条件，并可考虑车站所在地的政治，经济，文化，外交和运输布局上的重要性，将铁路车站划分为六个等级，即特等站、一等站、二等站、三等站、四等站和五等站。其中特等站由铁道部统一评等，一等及以下等级车站由铁路局自行审批。站等每三年核定一次，日常不進行調整。到2007年底，中国国家铁路车站有5544个。其中特等站50个、一等站236个、二等站353个、三等站939个。另有上萬個沿綫四等站和五等站。截至2015年底，其中办理客运业务的有2386个，办理货运业务的有4762个。

#### 客运站
隨著中国大陸铁路路网的快速扩张，鐵總表示，预计到2020年中国將建成3000座現代化鐵路客运站，其中省会级车站有500余座，地级市车站有1000余座，其余1500余座为县级车站。仅在第十一个五年计划（十一五）期间，铁道部共要投资约8000亿元人民币新建或改造1642座新客站。截至2015年11月底，全国已建成了上海南站、南京南站、合肥南站、張家口南站、日喀則站、和田站等铁路新客站1322座。新建的铁路客运站在站区规划、功能布局、交通转接、建筑造型等多方面的设计上，都与以往传统的火车站设计有较大改变。新设计除了强调效率和效益，也更注重环境协调和自然通风节能，并体现地域文化。另外，将铁路客运站发展成城市中的交通枢纽也是一个重要趋势，强调铁路与城市轨道交通、公交、出租车等其他交通工具的无缝衔接。

#### 编组站

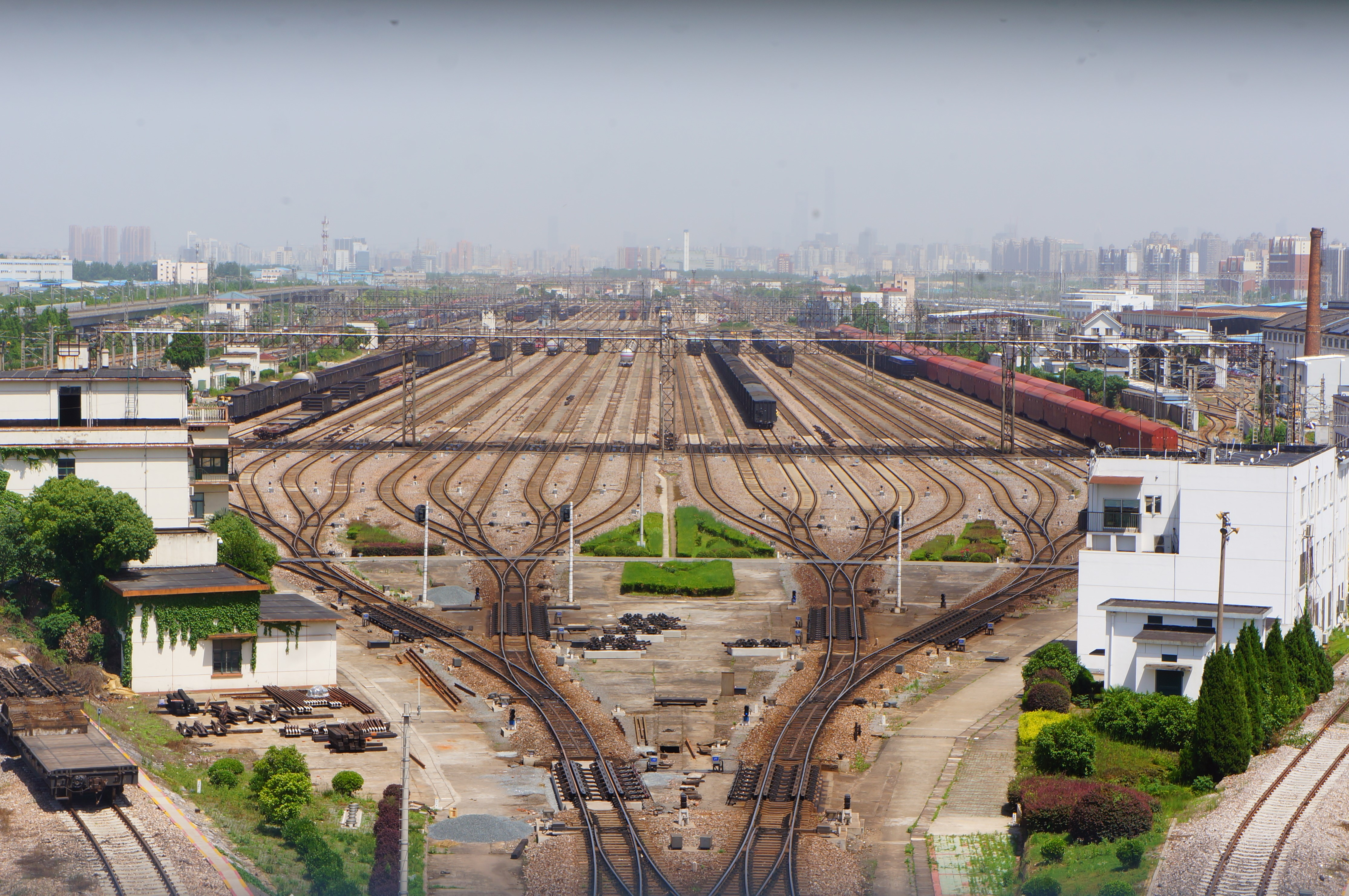
位于上海市嘉定区的南翔编组站

铁路编组站亦按所处地点交汇的铁路干线数量、站场编组能力等因素，划分为三个等级，分别为路网性编组站、区域性编组站、地方性编组站。截至2009年，中国大陆共有50个编组站。
大陸地區目前规模最大，乃至亚洲最大的编组站为武漢北编组站，採用雙向縱列式6級10場機械化駝峰編組站站型布置，站内拥有151條線路，总长390多公里，佔地约5.3平方公里，每日平均接发列车约600列，设计解编能力为24000辆/日，实际编解能力约为36000辆/日。但郑州北站目前的规模是从1950年代到1980年代期间分3期工程扩建而成，因此在2009年5月18日建成启用的武汉北编组站（一期工程） 也号称为亚洲最大的一次建成编组站，该站采用双向三级七场站型布置，全站共有118条线路，初期开通96条线路，总长222公里，占地面积约4.6平方公里，设计解编能力约15000辆/日（近期）、22000辆/日（远期）。

### 铁路枢纽
根据中國大陸地區第十一个五年计划（十一五）对铁路发展的规划，除了投资建设铁路新客站，并建成六大枢纽性的客运中心和十大区域性客运中心。枢纽性（或称路网性）客运中心为全国性客流集散地，配备全国性的铁路机车车辆检修中心，例如北京、上海、武汉、广州、成都等地区的动车段；区域性客运中心为区域性客流集散地，配备规模较小的区域性机车车辆检修基地。
2008年中，铁道部最终划定，中国铁路的六大枢纽性客运中心，分别为北京、上海、广州、武汉、成都与西安；而区域性客运中心共计十个，分别为哈尔滨、沈阳、济南、郑州、南昌、福州、昆明、南宁、兰州和乌鲁木齐。

## 货物运输

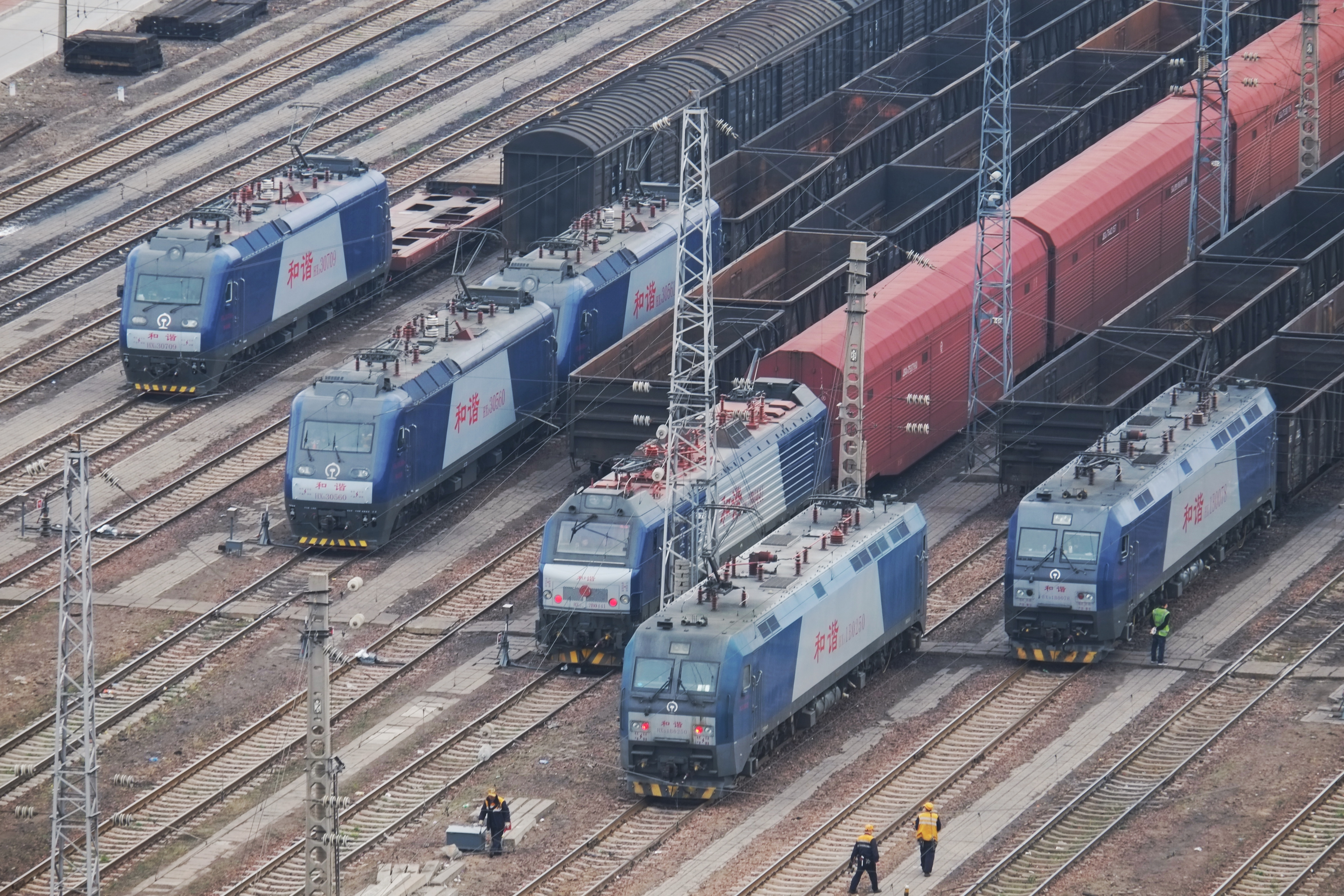
和谐1B、和谐2B、和谐3型电力机车牵引货物列车于郑州北站待发

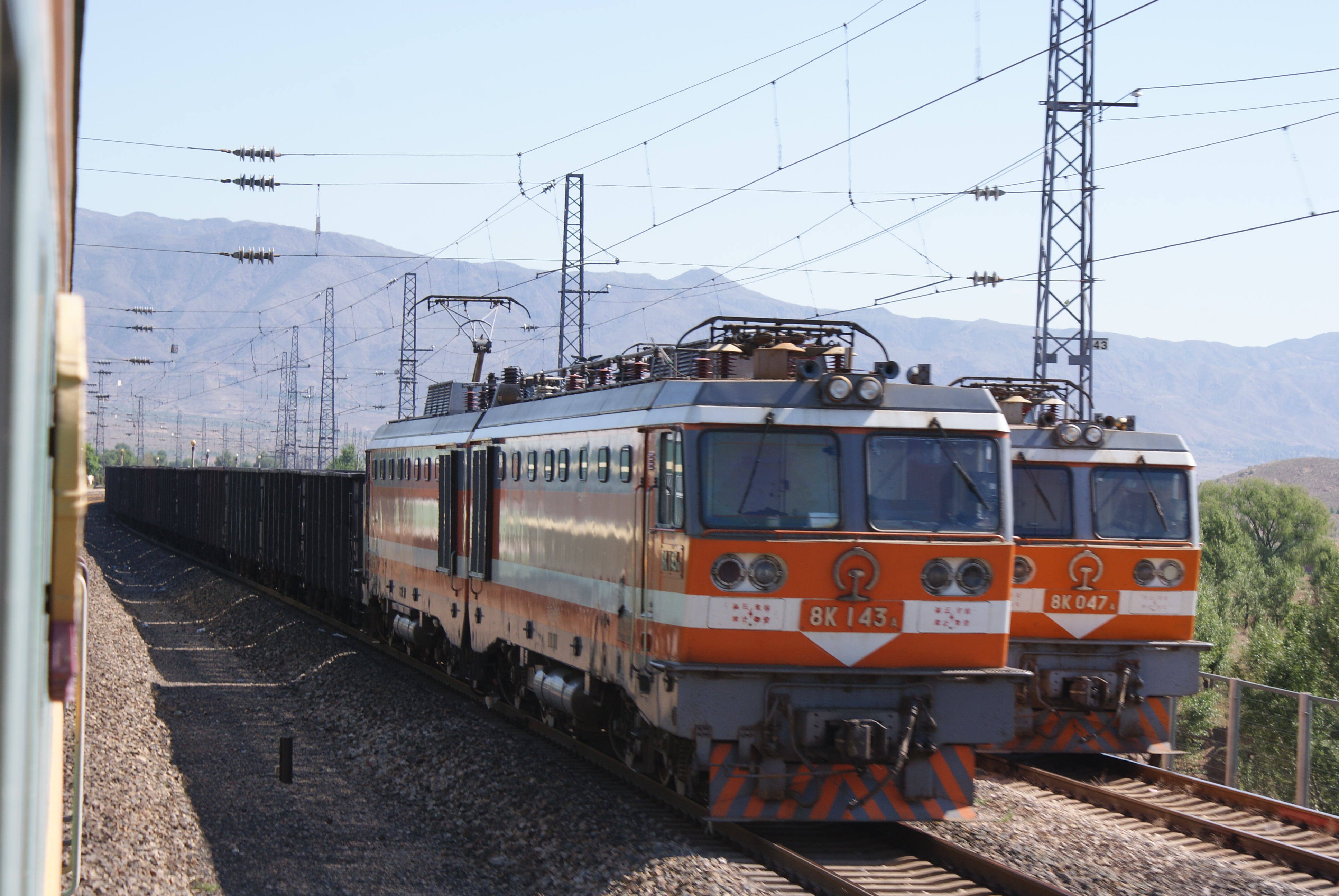
由8K型电力机车牵引的煤炭列车运行在丰沙铁路

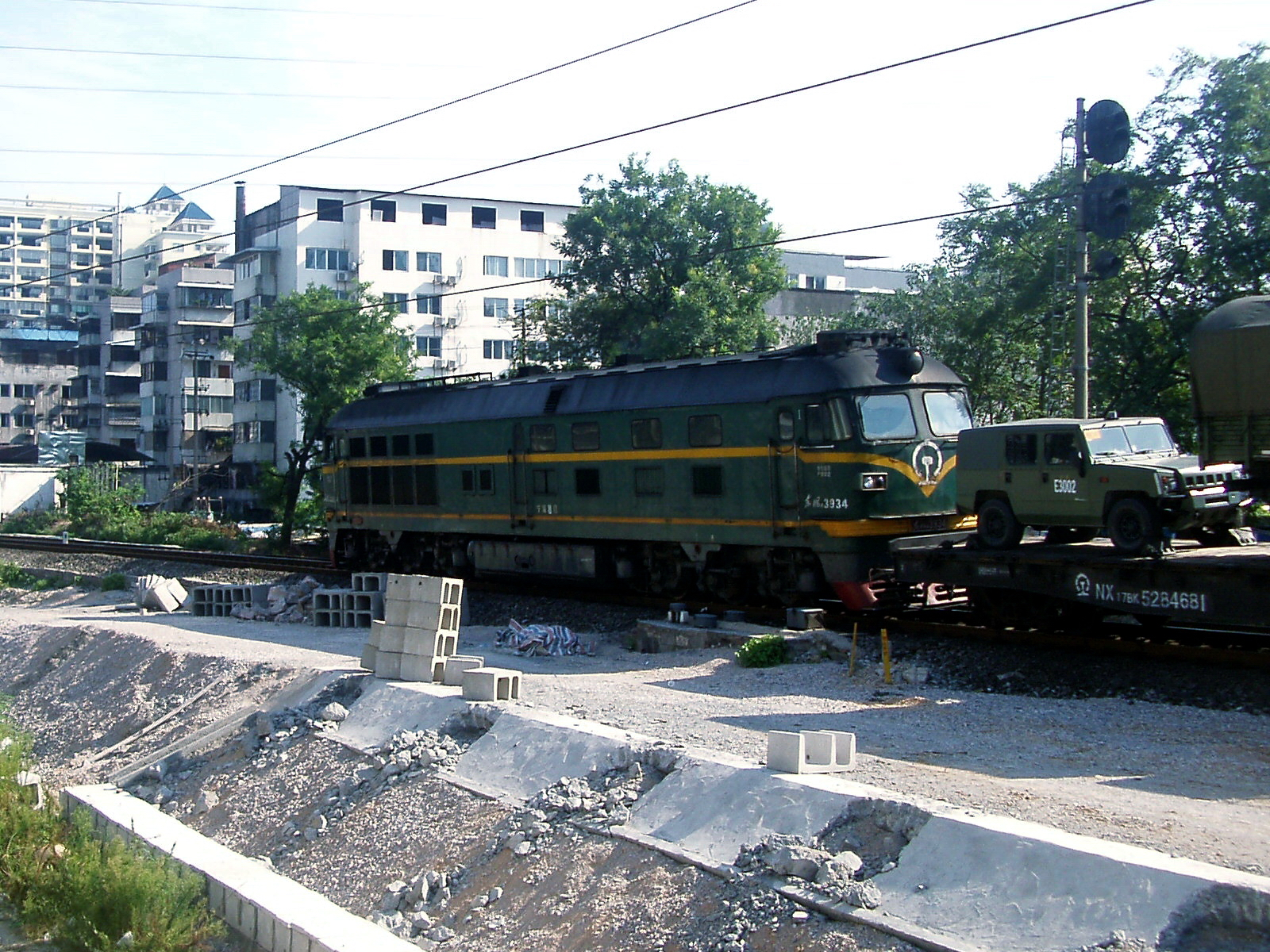
由东风4B型柴油机车牵引的军事运输列车（桂林站附近）

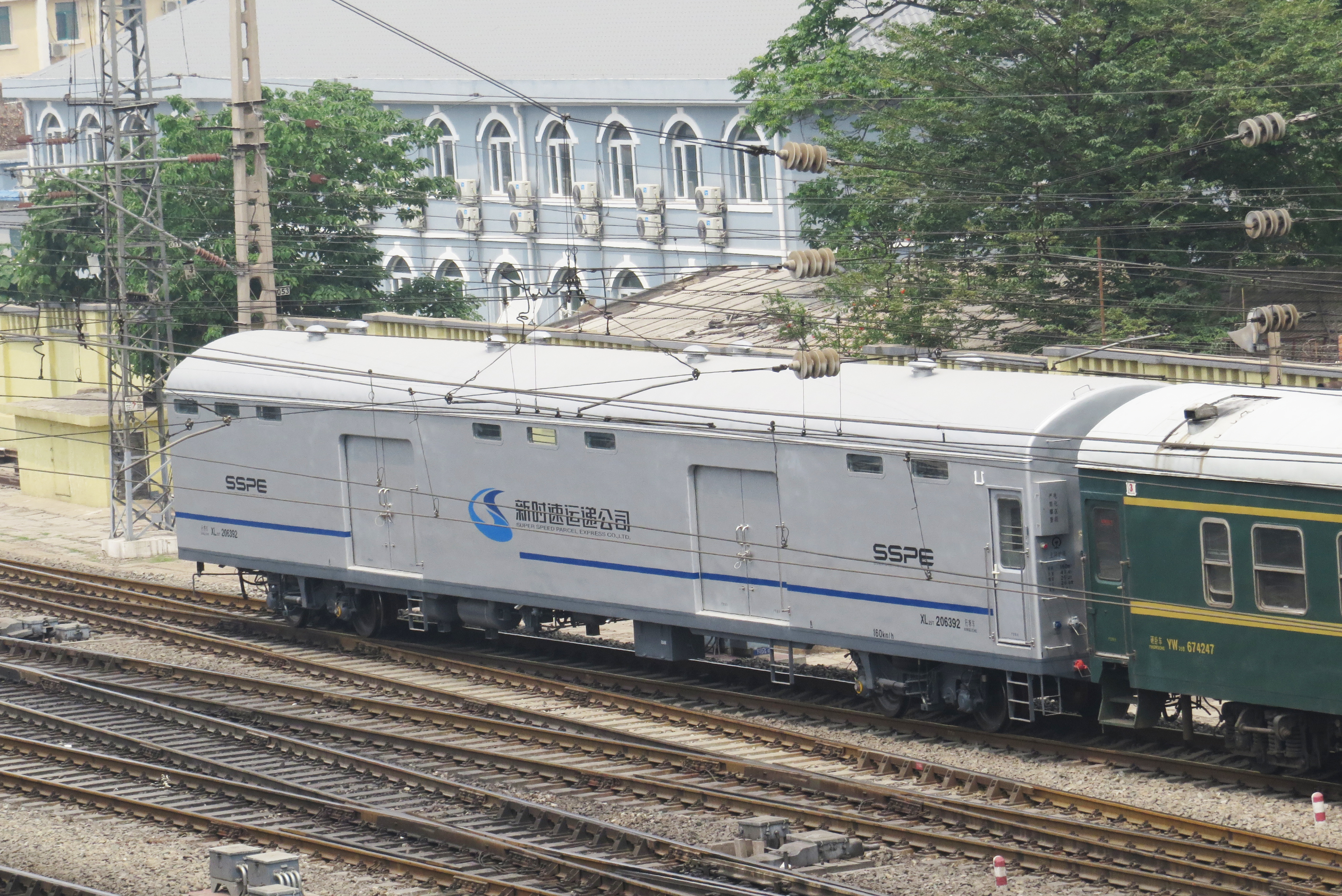
用于行邮专列的XL25T型行李车

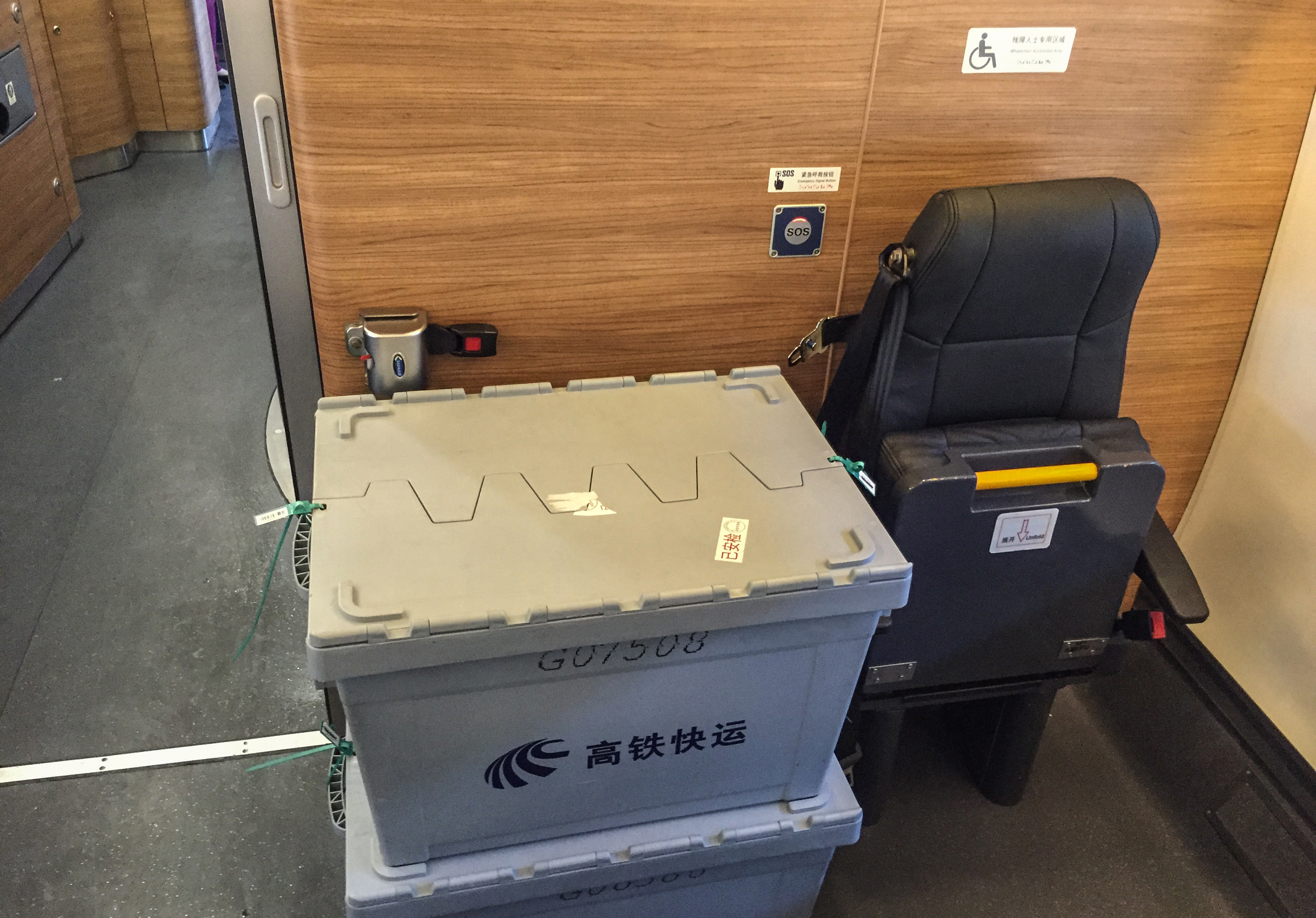
中国铁路于2014年起提供高铁快递服务，将所运送的包裹通过高铁列车（包括正班车和检测车）运输至目的地。图为中国标准动车组车厢内的“高铁快运”包裹

货物运输在中國大陸地區的铁路运营中占了很大的比例。2024年中國大陸地區铁路货运总发送量（包括行李）达51.7477亿吨，全區铁路货物周转量完成35,861.90亿吨公里。根据2009年的调查，中國大陸地區的铁路九成以上的货运运力是用于保障該地區民生的重点物资运输，主要货物包括煤、焦炭、木材、礦产、粮食、水泥、化肥等大宗商品，另外行包運輸（包裹）、行邮运输（邮政）也占有一席之位。
但近年中國大陸地區的公路运输发展迅速，特别是经济发达、公路密度大的地区（如珠江三角洲、长江三角洲地区），公路以其高速、灵活以及低价的优势，分流了铁路相当多的短途货运量，导致铁路流失了一定数量的货源。实际上，根据2017年的数据，铁路运输占全国货物运输量比重极低，仅为7.8%。
目前中國大陸地區铁路货物运输种类主要分为整车、零担和集装箱。整车适用于大宗货物；零担适用于零星货物；集装箱适用于精密、贵重、易损货物。而行包专列和行邮专列分别开行于1995年及2004年，為目前中國大陸地區内運行速度最快的貨運列車，由中铁快运公司集中统一管理。另外铁路也具有特种运输、军事运输、抗洪抢险和救灾物资、涉农物资等特殊运输任务的功能。
集中化、单元化和大宗货物运输重载化是中國大陸地區铁路货运的发展趋势。中國大陸地區正大力发展拥有智能化装车系统、大容量储存能力和高效规模化的战略装车点，能够集中存储、整列装车、整列发车，有效提高货物运输效率。建设从2006年开始，截至2008年7月底，全国已建成444个战略装车点，覆盖了大部分煤矿、港口、炼油厂、钢厂等货物发送量较大的装车作业点。中國大陸地區正在全国建设的18个铁路集装箱中心站，作为只提供集装箱服务的枢纽中心。2004年4月18日起，随着中国铁路第五次大提速的展开，开通了北京—上海的铁路双层集装箱“五定”运输班列，北京至上海只需运行38小时，较以往的铁路运输时间大大缩短。中铁集装箱物流公司是铁路集装箱业务的主要承运人。而中國大陸地區第一条现代化重载运煤专线——大秦铁路，在2008年实现煤炭运量3.4亿吨，成为世界上年运量最大的铁路。 另一方面，在京广铁路、京沪铁路、京哈铁路、陇海铁路等繁忙铁路干线已经普遍开行5000至6500吨重载货物列车、双层集装箱列车。铁路货车也逐步进行从以往60吨级到目前普遍应用70噸级通用貨車、80噸级煤炭專用貨車、100噸级礦石和鋼鐵專用貨車的升级换代。重载化对提高中國大陸地區铁路运能、缓解运输紧张具有重要意义。
同时，为了应对日益增加的电商快递需求，中国铁路从 2014 年起，利用高铁线路的不载客检测车等资源，开行了高铁快递服务。

### 货车
中國大陸地區铁路货车包括敞车、平车、棚车、保温车和罐车等通用货车与集装箱车、长大货物车、家畜车、水泥车、粮食车和特种车等专用货车。
一个完整的货车标记包括基本型号、辅助型号和车号。
| 车种       | 基本型号 | 车号范围        |
| ---------- | -------- | --------------- |
| 棚车       | P        | 3000000-3499999 |
| 敞车       | C        | 4000000-4899999 |
| 平车       | N        | 5000000-5099999 |
| 集装箱车   | X        | 5200000-5249999 |
| 矿石车     | K        | 5500000-5531999 |
| 长大货物车 | D        | 5600000-5699999 |
| 罐车       | G        | 6000000-6309999 |
| 保温车     | B        | 7000000-7231999 |
| 毒品车     | W        | 8000000-8009999 |
| 家畜车     | J        | 8010000-8039999 |
| 水泥车     | U        | 8040000-8059999 |
| 粮食车     | L        | 8060000-8064999 |
| 特种车     | T        | 8065000-8074999 |
| 守车       | S        | 9000000-9049999 |

## 旅客运输

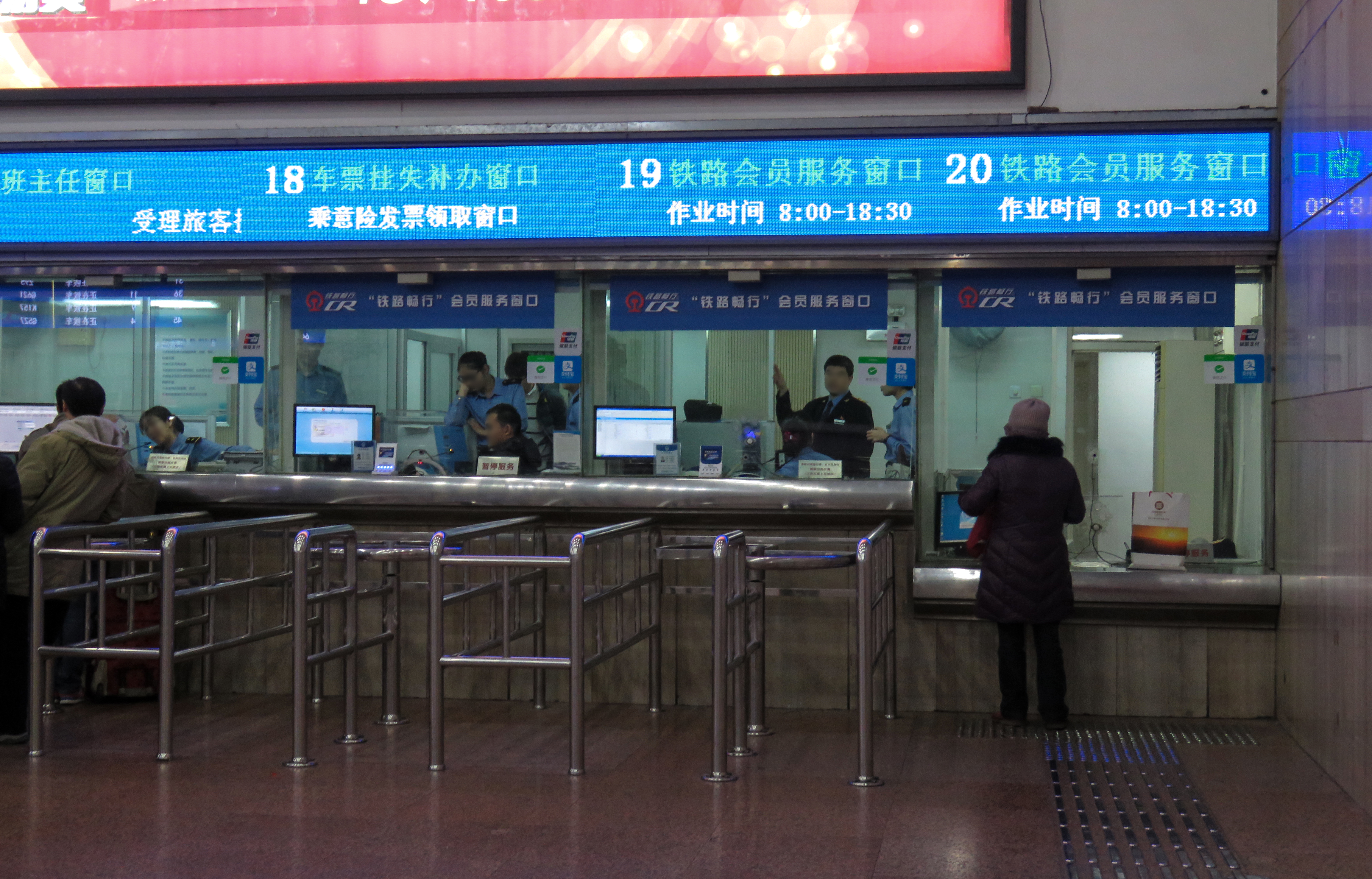
北京西站售票大厅内的“铁路畅行”常旅客会员服务窗口

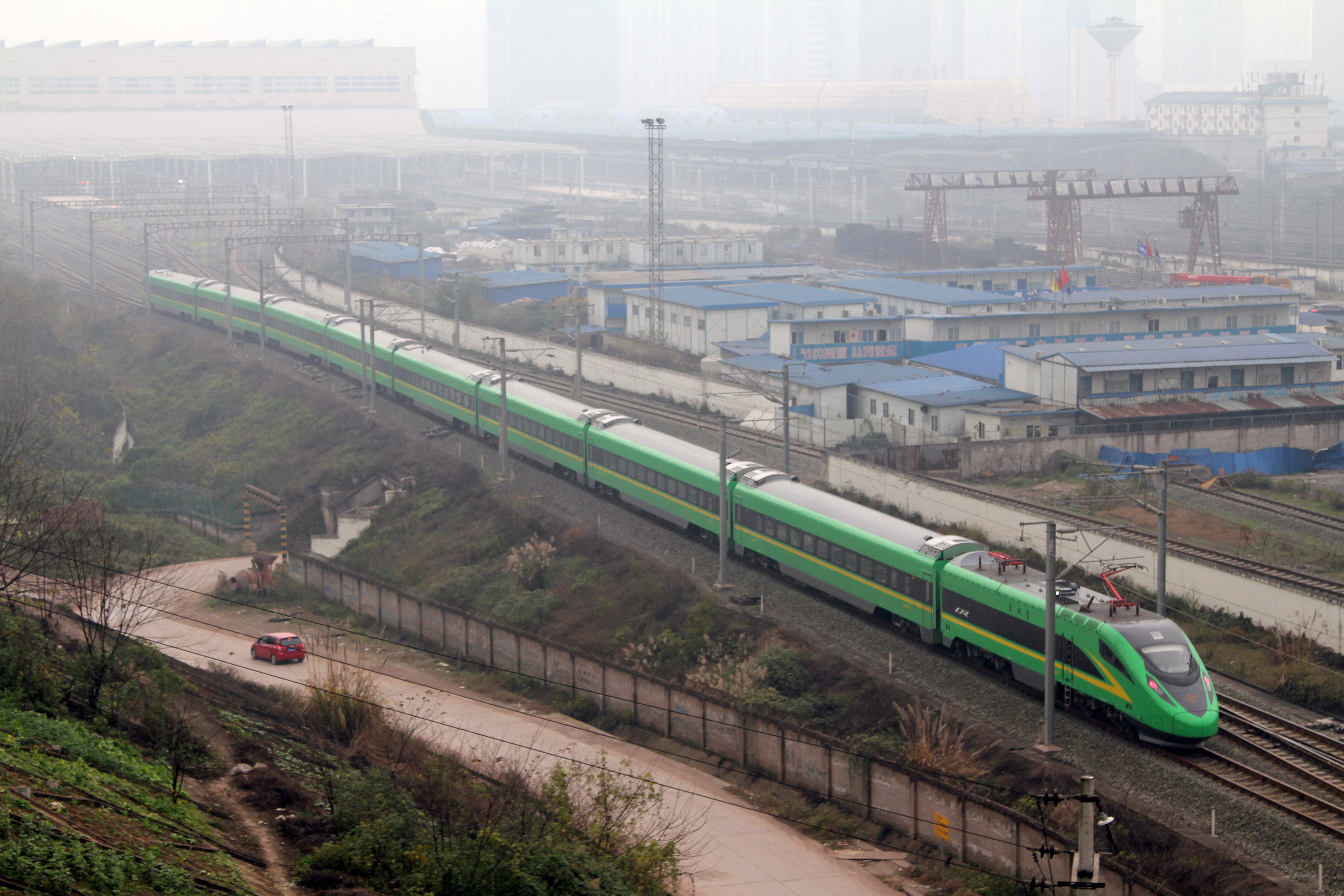
动力集中式复兴号CR200J型电力动车组于重庆北站北场

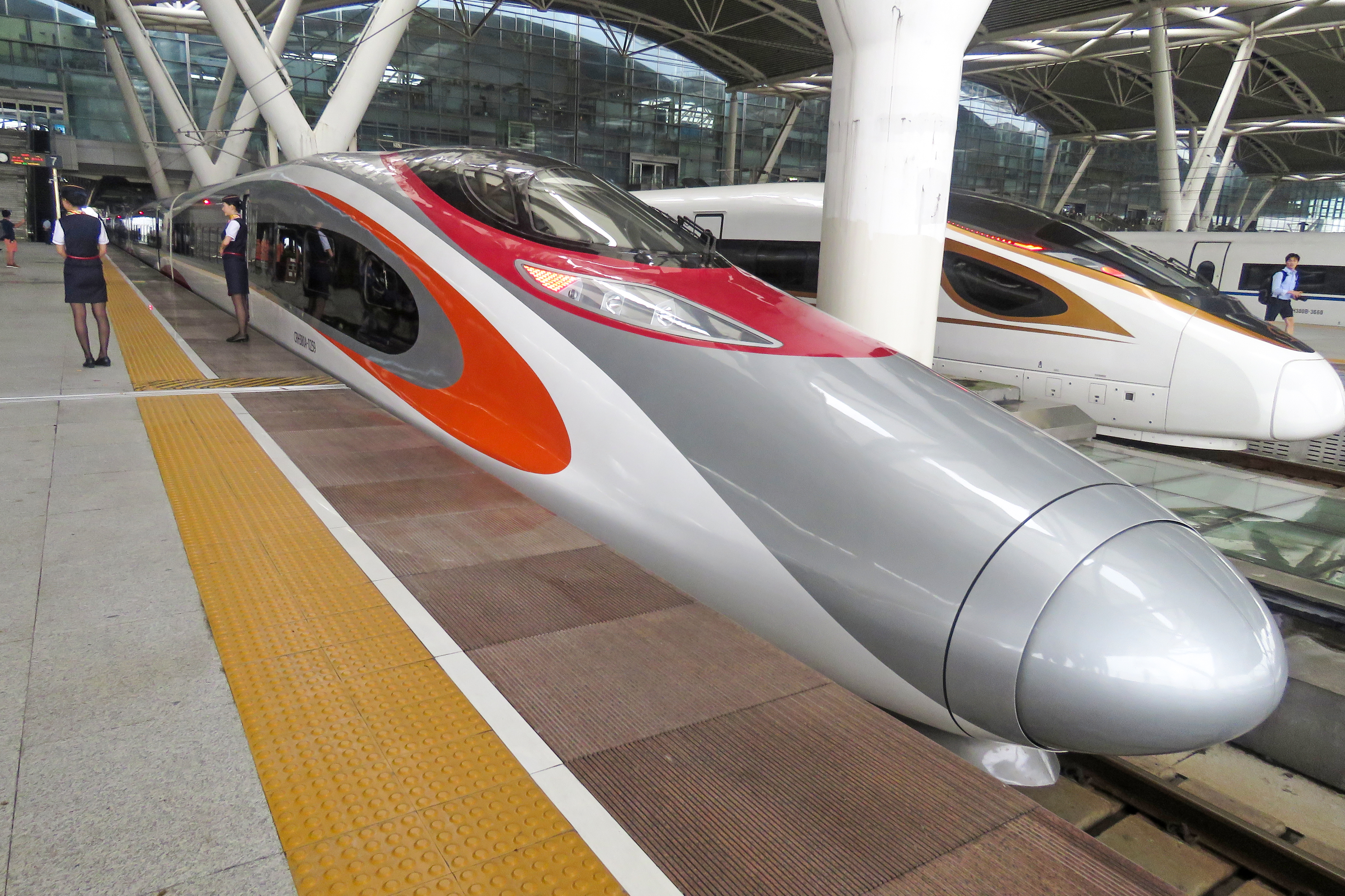
港铁动感号担当的广深港高速铁路跨境列车停靠广州南站

在中國大陸地區，鐵路運輸是主要的旅客運輸方式之一，每年的铁路旅客运输量持续上升，2024年中國大陸地區鐵路旅客發送量達到43.124亿人次。
由于每年经由鐵路运输的旅客發送量持续增加，凸显出铁路运能的不足，中國大陸地區铁道部除了充分利用新線能力，亦進一步健全票額利用動態分析制度、靈活調整车票限售區段、擴大席位複用和票額共用，以實現客運能力利用最大化。另外，为擴大票務信息的透明度，自2009年2月起，中國大陸地區鐵道部要求全國各大車站實時显示車票剩余數量，車站必須在售票大廳明顯位置公布車票預售期、車票剩余情況和熱門車次限購張數等资料，而不能简单显示为“有”或“无”车票。
近年铁道部也开始跟随电子商务的趋势，通过各种途径为旅客提供增值服务。由2010年1月开始，开始试运行“www.12306.cn（页面存档备份，存于）”中国铁路客户服务中心网站，网站具备列车时刻、票价、正晚点、余票、代售点等信息查询功能；另外以往仅在少数城市试行的电话订票服务，也同时大规模推广到全国十多个省市，实行就近取票，惟电话订票亦因操作繁琐、取票限制等不足而备受部分民众批评。2010年9月，铁道部宣布，铁路网络订票项目进入了实质性推进阶段，技术方案基本确定，铁道部并与中国银联签署了战略合作协议，用电话、互联网等新兴方式购买火车票或将成为可能。
从2011年12月起，全国各铁路局陆续开通网络和电话订票，同时全面实行实名购票。通过铁路客户服务中心网站可以预订到大部分车次的车票并通过网上银行进行支付。支付完成后可以凭有效证件在任意铁路售票点出票（不能晚于开车前15分钟），在某些站点间乘客可以凭购票时所使用的二代居民身份证，直接通过车站自动检票机进、出站。由于开通网络购票时预售期临近春运高峰，众多的访问量一度导致铁路客户服务中心网站瘫痪，甚至出现网上付款成功后却显示订票未成功的情况。2017年12月20日，中国铁路总公司开始试行与飞行常客奖励计划类似的“铁路畅行”常旅客会员服务。
中国国家铁路集团公司也和港鐵公司（跨境铁路资产由九廣鐵路公司持有）合作，联营提供跨境铁路客运服務。自2018年9月起，广深港高铁香港段开通，提供自香港西九龙站往返内地38个长途站点和6个短途站点的高速铁路服务。高速铁路服务将在香港西九龍站进行一地两检，在香港西九龍站內地口岸區办理出入境手续。

### 列車類型

#### 旅客列车
| 车次 | 车次               | 描述 |
| ---- | ------------------ | --- |
| G    | 高速动车组旅客列车 | 營運最高时速380公里，现限速300～310km/h ，部分线路限速则为350～360km/h，主要使用350-380km/h级和谐号和复兴号高速電力動車組，列车车次为G1－G9998。部分G字头列车在胶济客运专线等较低等级线路上运行时仍采用G字头车次。 |
| C    | 城际动车组旅客列车 | 營運最高時速380公里，现限速140～380km/h ，主要使用350-380km/h级和谐号和复兴号高速電力動車組。列車車次为C1－C9998。                                                                                                 |
| D    | 动车组旅客列车     | 最高時速250-300公里，现限速140-250km/h，主要使用160-250km/h级和谐号和复兴号普通電力動車組，主要运行在既有线改造和200-250km/h级线路上。列車車次为D1- D9998。                                                        |
| Z    | 直达特快旅客列车   | 最高時速160公里，中途不停車或者僅停靠少數車站的夕發朝至跨局或管内列車(跨局列車是指可以在本鐵路局/公司管轄範圍以内和以外的綫路上行駛的列車)，列車車次为Z1-Z9998。                                                   |
| T    | 特快旅客列车       | 最高時速140公里 / 160公里（少数按直达特快等级运行的列车）的跨局或管内列車(管内列車是指僅可以在本鐵路局/公司管轄範圍内运营的列車)，列車車次为T1-T9998。                                                             |
| K    | 快速旅客列车       | 最高時速120公里 / 140公里的跨局或管内列車，列車車次为K1-K9998。 |
|      | 普通旅客快车 普快  | 最高時速120公里的跨局或管内列車（直快仅限跨局列车），列車車次范围是1001-5998。 |
|      | 普通旅客列车 普客  | 最高時速100公里的跨局或管内列車，列車車次範圍是6001-7598。 |
|      | 通勤列车 通勤      | 用于沿线铁路职工上下班通勤的列车，列车车次为7601－8998。 |
| L    | 临时旅客列车       | 在春运、暑运等客流高峰开行的列车，列車車次为L1-L9998。从2015年春运起，L字头临客列车已大为减少。 |
| Y    | 旅游列车           | 為旅遊高峰客流而開行的旅客列車，列車車次为Y1-Y998。 |

#### 不载客列车

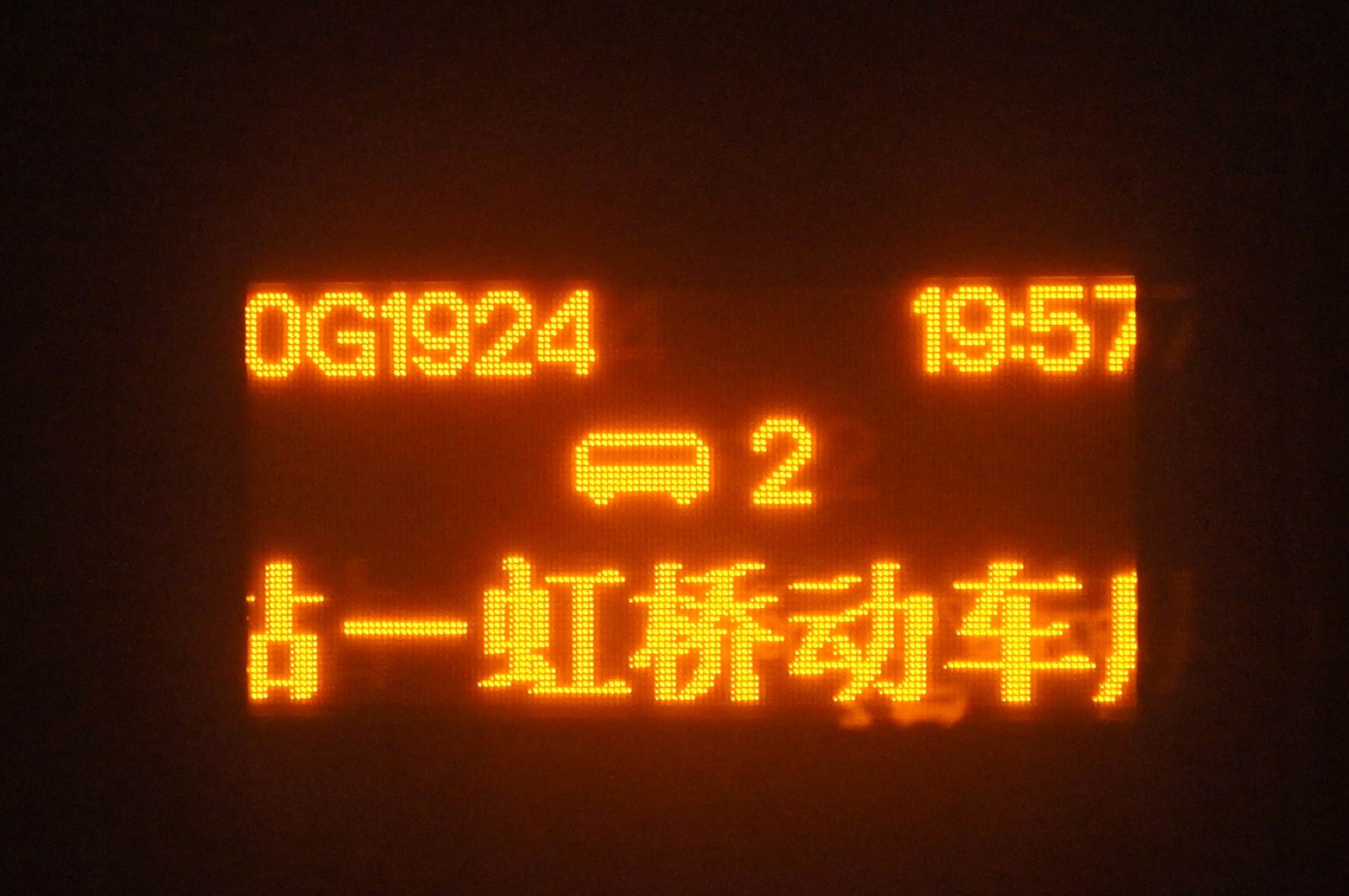
由上海虹桥站开往虹桥动车所的0G1924次列车，系在G1924次列车前加0而成

- 路用列车：车次范围为57001-57998，一般只用于铁路职工通勤。
- 回送出入厂客车底列车：回送车辆厂进行返修或在车辆厂修理完毕回送配属段的列车，列车车次为001-00298。
- 回送图定客车底：整列回送的图定客运列车，列车车次前冠以“0”。
- 因故折返旅客列车：原车次前冠以“F”

### 车票票样
目前现行的列车车票自2015年6月25日起开始试用，8月1日起正式启用。新版车票与旧版车票的不同点有：第一行的始发站、到达站站名后分别新增“站”字；第五行的乘车人信息部分改为乘车人身份证号和姓名并排标注；另外，车票正面上亦标注的标语，过海列车的票面上则会标注字样，且无论乘车区段是否过海均会加注这一提示。
国际联运列车的车票样式与内地车票样式完全不同，为车票册页形式，并以俄文、德文、中文表示，不在网络发售。国际列车在中国境内的回转车的车票与现行内地车票完全相同，部分车次也可以进行网络购票。
2016年，中国铁路总公司宣布启动全国铁路客票票面广告项目，届时火车票上将可以刊登文字广告，但兰州铁路局管内车站发售的车票早在2015年底就已刊登广告。同年，中国铁路总公司宣布所有发售或换取2016年2月8日（大年初一）车票的票面将打印春节祝福语。
2018年9月，广深港高铁香港段开通，其中經港鐵公司發售，香港西九龙站始发或終到的列车车票与现行内地国铁车票相似，只不过没有广告宣传；另外，票面汉字一律为繁体字，同时除了站点外，乘车时间及车厢等级也有英文附注，其中香港西九龙站的英文附注为“HK West Kowloon”，内地车站沿用汉语拼音标记（如“广州南站”标记为“Guangzhounan”）。經中国内地發售，始发、终点为香港西九龙站的高铁车票则与国铁车票完全相同，票面標註。

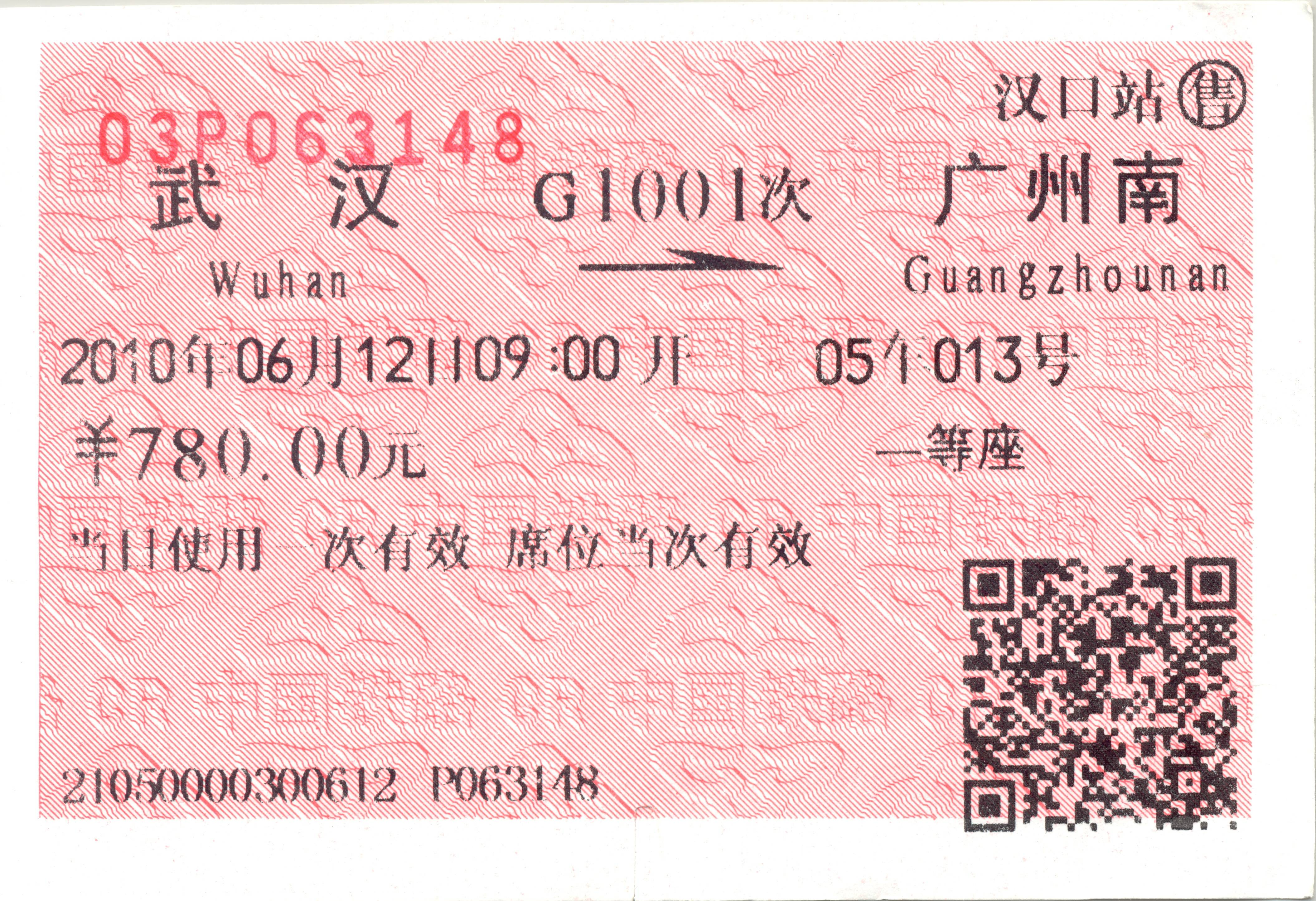
武廣客運專線G1001次由武漢站至廣州南站的高速动车组列车車票(紅票/軟紙票)
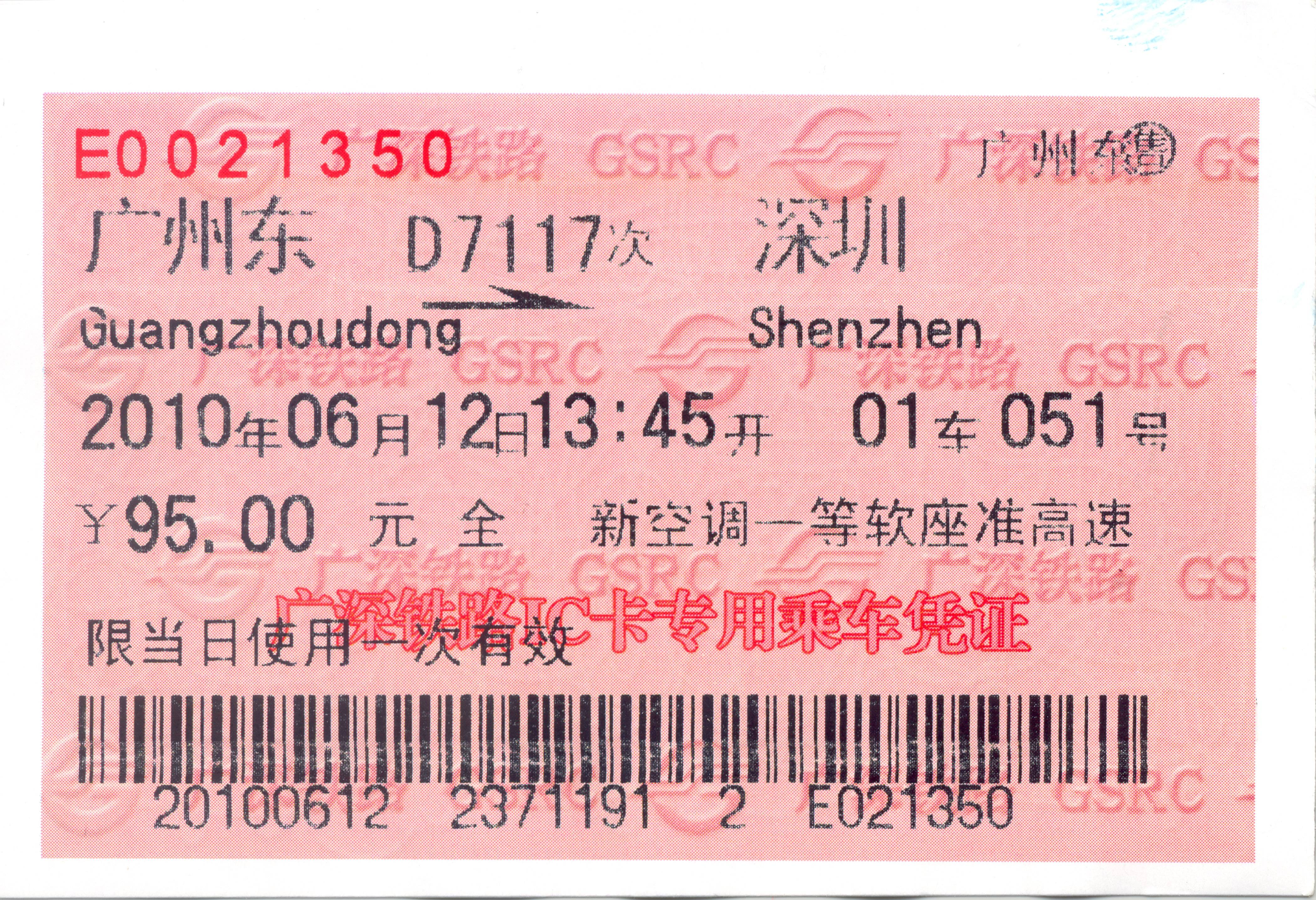
廣州東站至深圳站的动车组列车車票(具非接觸式IC晶片的紅票/軟紙票)
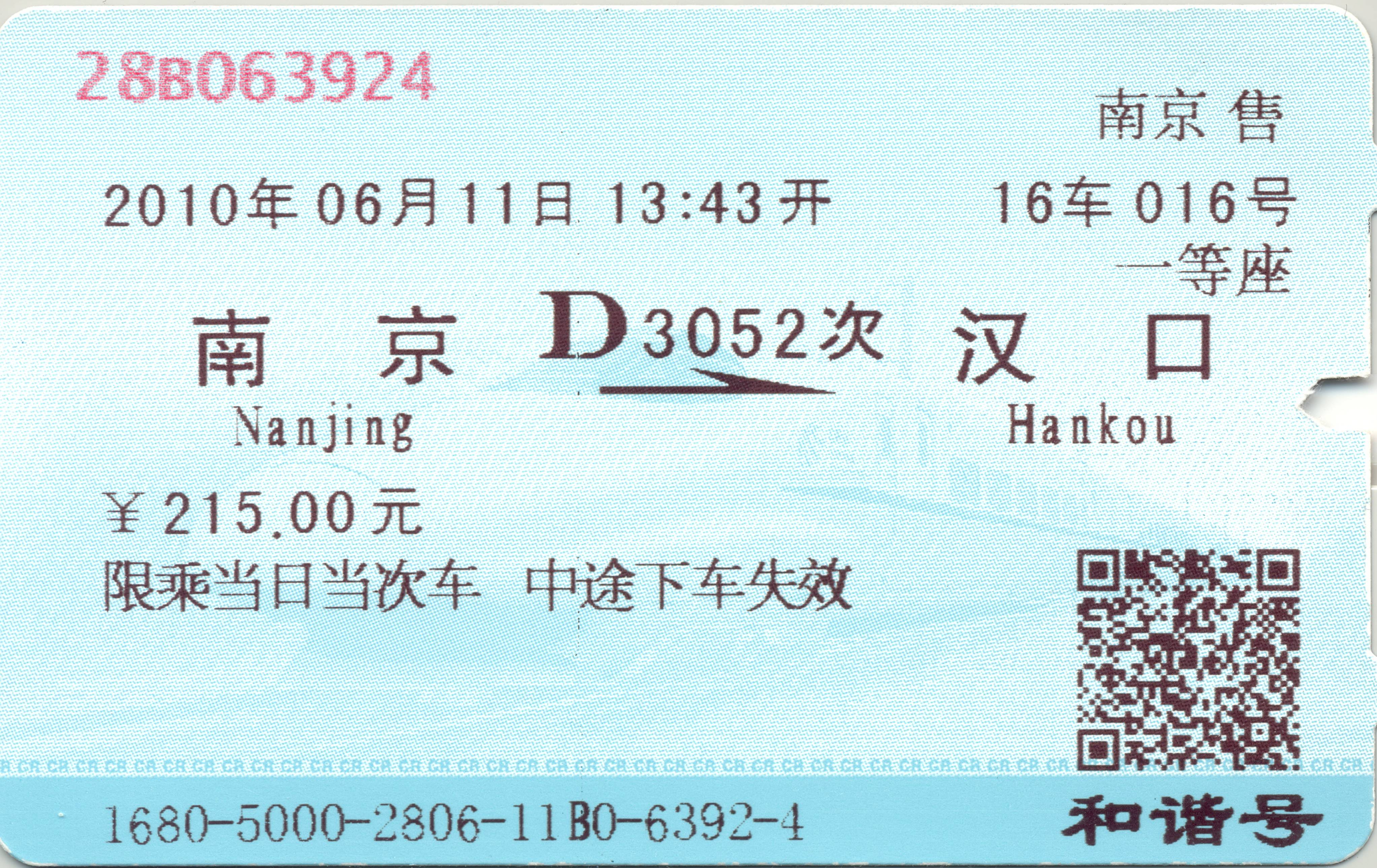
南京站至武漢漢口站的动车组列车車票(藍票/磁質票)
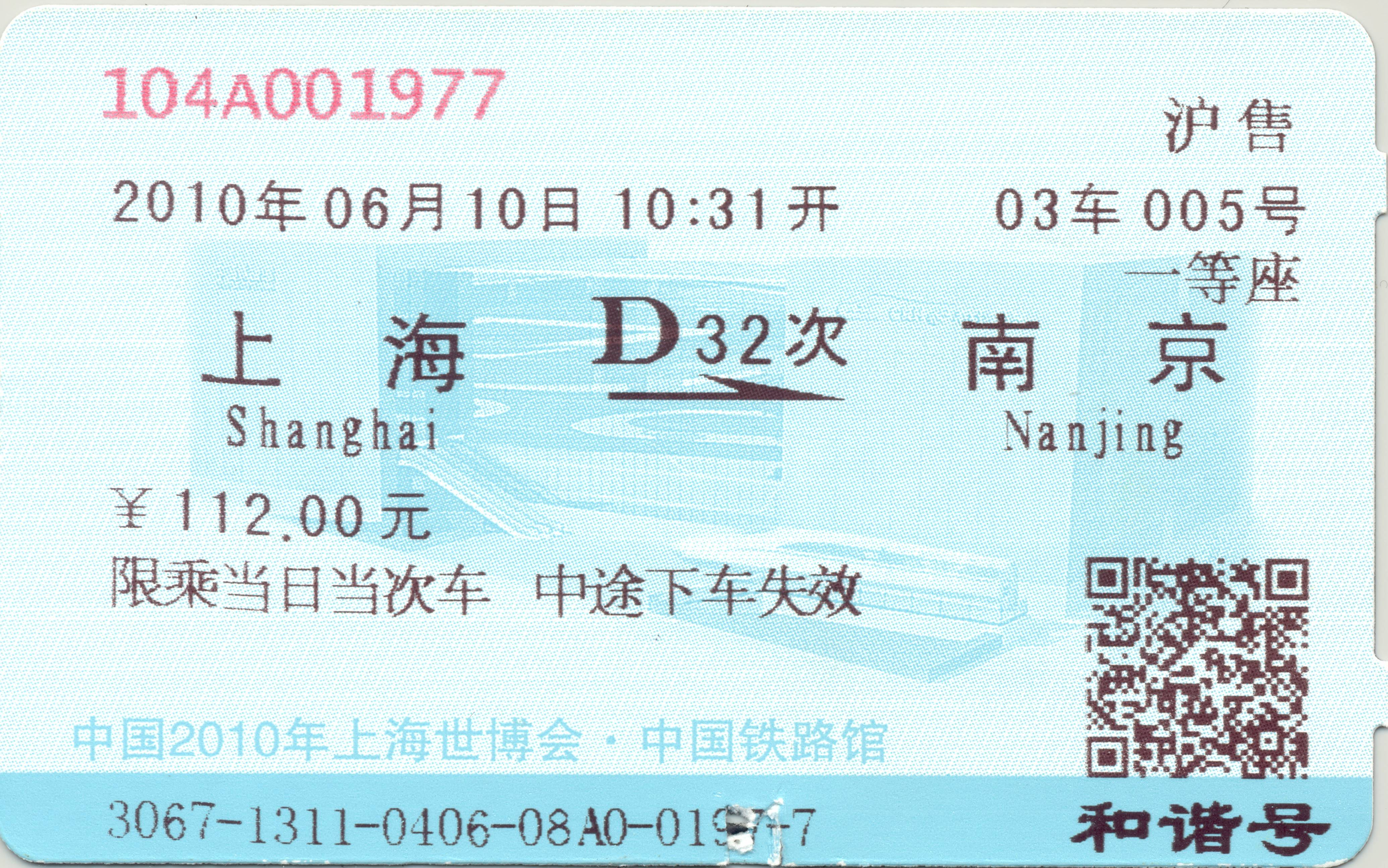
於2010年上海世博會中國鐵路館內售票机售賣的上海站至南京站的动车组列车車票(藍票/磁質票)，車票正面印有中國鐵路館的外貌
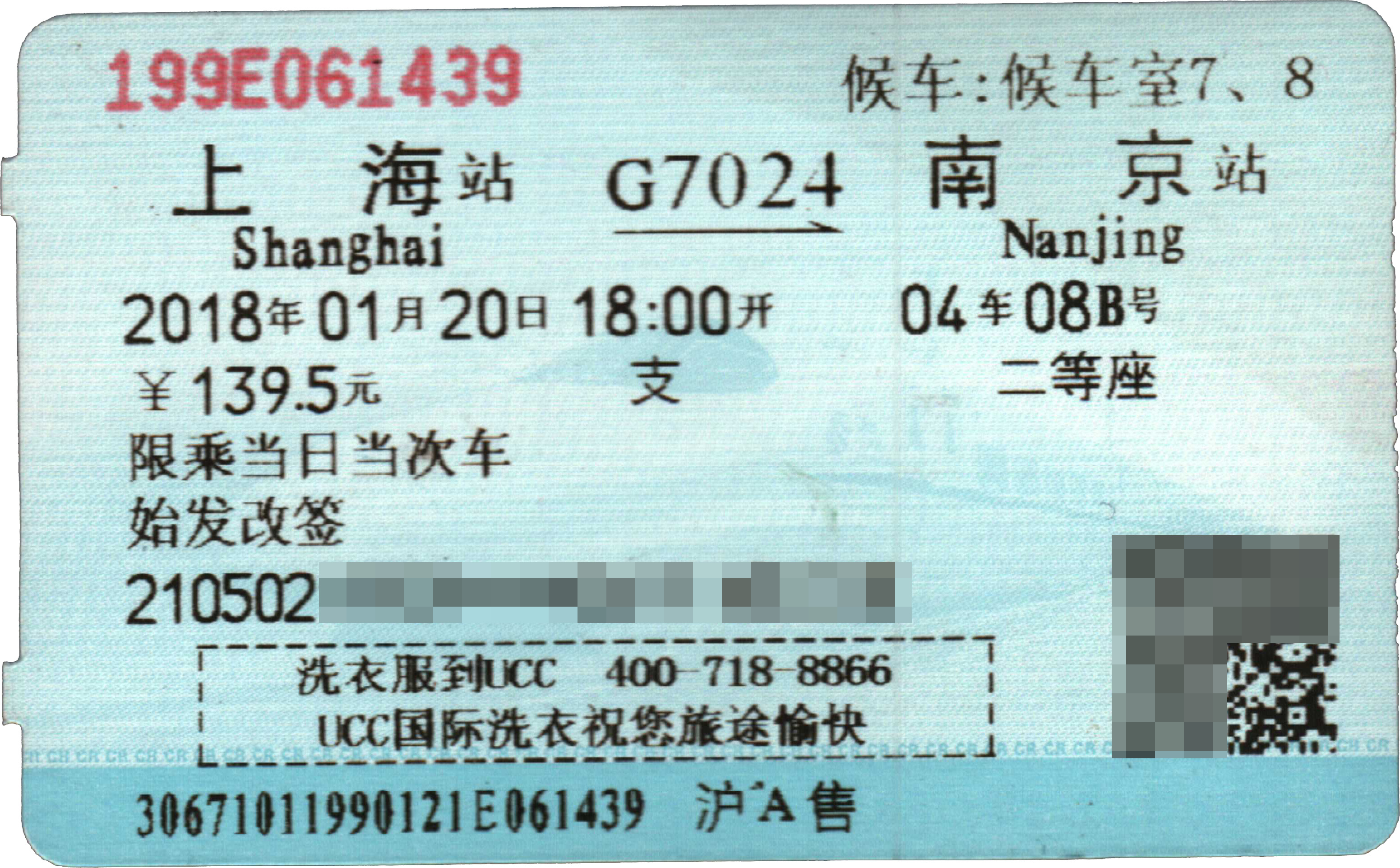
2016年起出现的带有商业广告信息的车票
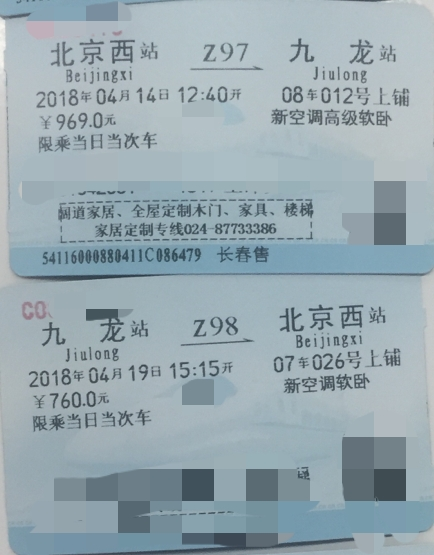
北京西往返九龙的直通车车票，九龙始发的车次并没有旅客个人信息
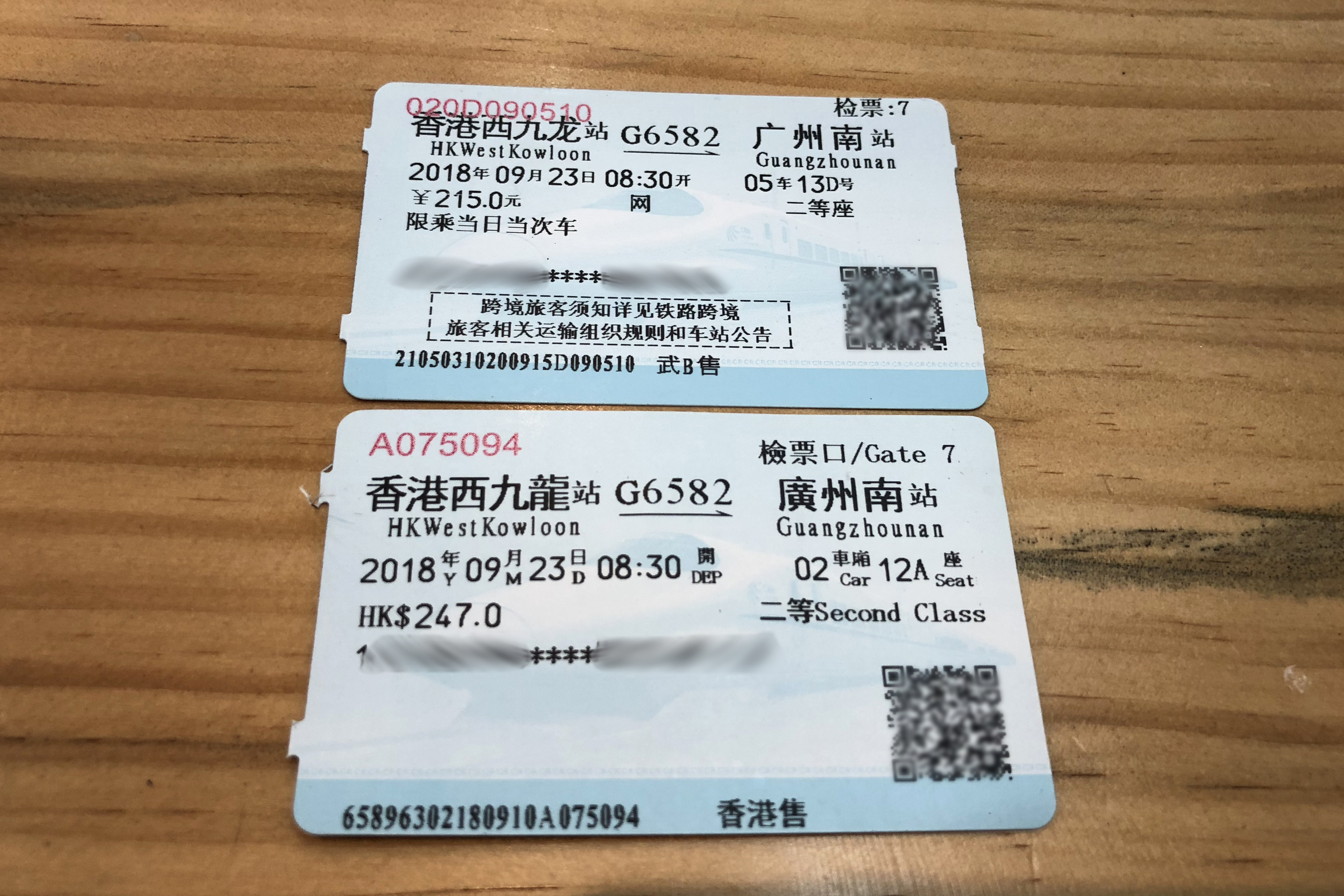
内地发售（上）和香港西九龙站发售（下）的广深港高速铁路跨境列车车票，可见香港发售车票印有繁体字和英文

## 連接港澳台的铁路运输

### 香港特別行政區
在香港，原先跨境服务只能使用东铁线（原廣九鐵路英段）的轨道，后来随着廣深港高速鐵路的开通，跨境线路变成两条。
连接香港西九龍站和广州南站的廣深港高速鐵路于2018年9月投入服务。这条新的高铁线路将把香港和广州之间的火车旅行时间从2小时缩短到1小时，并开行多条前往内地其他城市的列车（如京港高速动车组列车、沪港高速动车组列车等）连接香港西九龍站。虽然廣深港高鐵同样曾因为2019冠状病毒病疫情导致其停运，但2023年1月15日陆港边境重新恢复通关时便重新恢复服务，并增开香港西九龍站至廣州東站的班次。
已经结束营运的城際直通車服务终到于九龙的紅磡站。线路方面，城際直通車共有3条直通车路线，分别是北京线（往返北京）、上海线（往返上海）和广东线（往返肇庆和广州东，经停常平），不过随着2019冠状病毒病疫情导致陆港边境于2020年1月28日关闭，城際直通車也随之暂停服务，在2023年1月15日陆港边境重新恢复通关时也并未随之恢复。意味着作为被取代的城际直通车可能被实质性停止运营。
2023年6月，港鐵公司指出「現階段不會復運」城際直通車，其「城際直通車」手機應用程式已下架，香港立法會議員張欣宇認為城際直通車不會重啟，只是未完全落實取消，田北辰更直指該服務已成「歷史遺物」，被高鐵網絡所取代。随着2024年7月31日，内地所有城际直通车铁路口岸和红磡管制站宣告关闭，城際直通車正式结束营运。

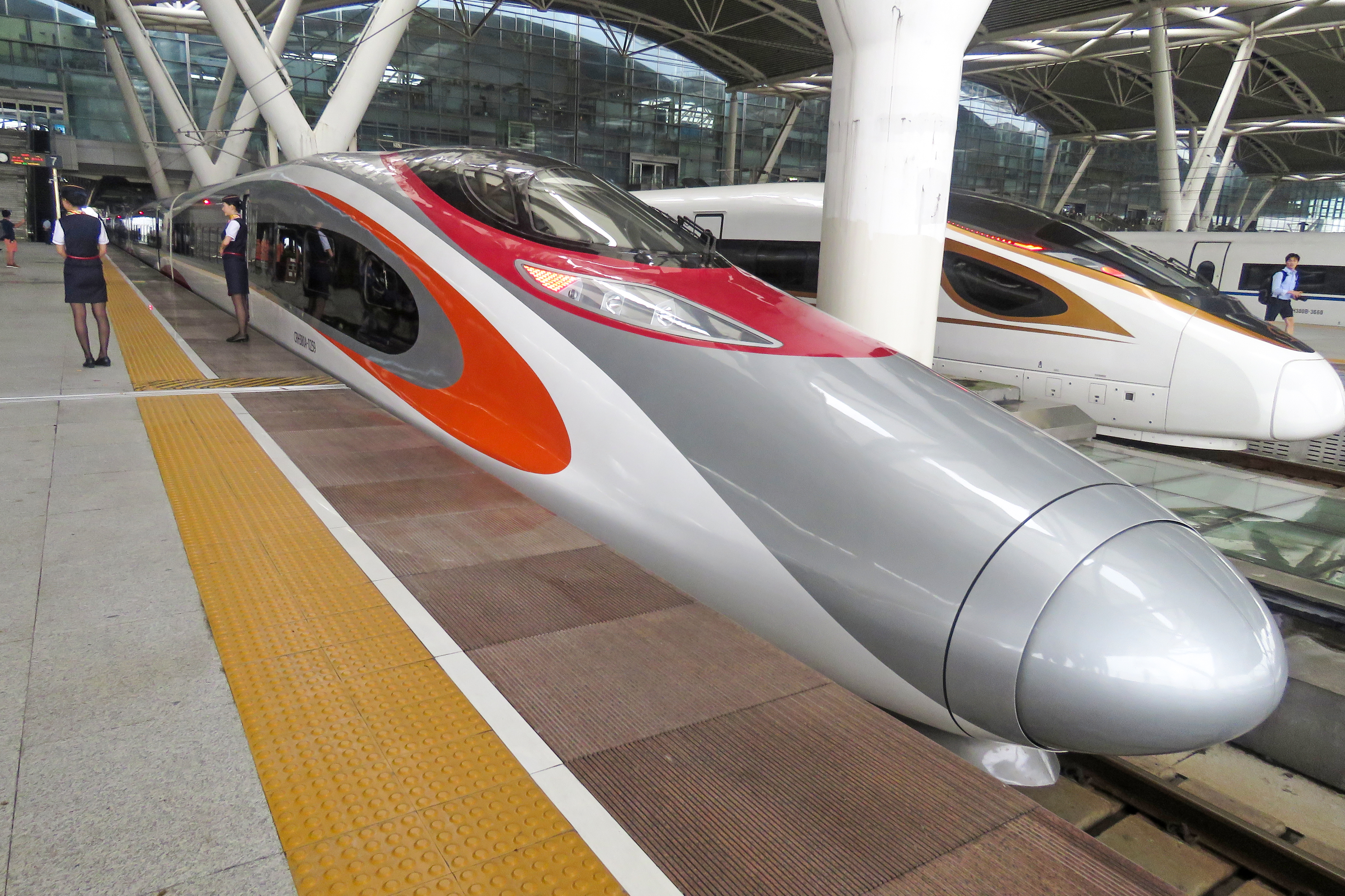
停靠在广州南站的港铁动感号列车
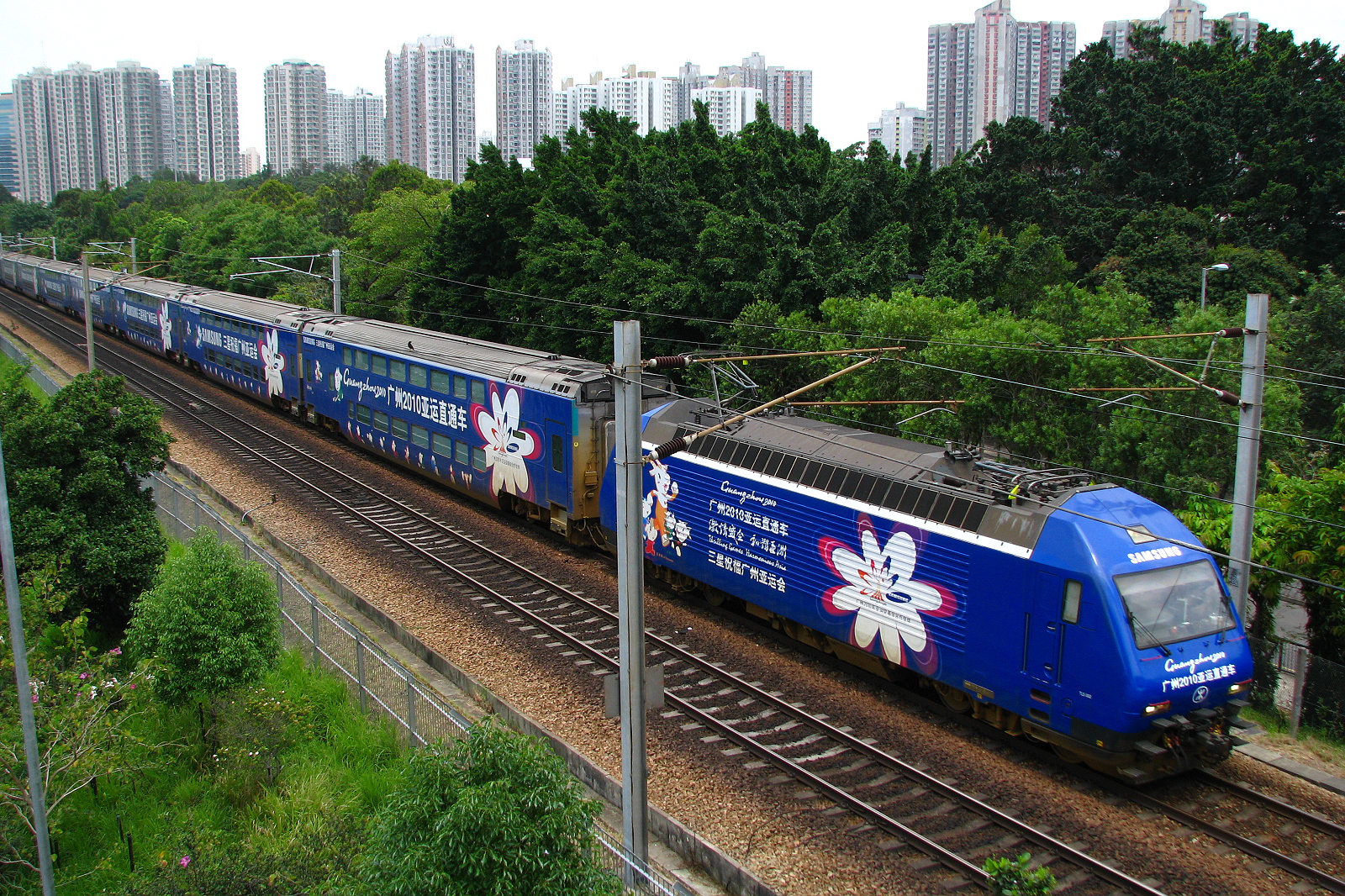
广九直通车由港铁和中国国家铁路集团有限公司共同运营。（已停止服务）

### 澳門特別行政區
早在1887年，當時的澳葡政府曾向当时的清朝政府提出，兴建澳门至广州的铁路计划，但兩國受到当时的经济及政治环境影响而未能成事。
澳門輕軌橫琴線将直达广东省珠海的横琴口岸。该线連接广珠城际铁路的國鐵橫琴站。横琴线规划于2018年完成，并于2021年3月18日正式动工，目标为于2024年下半年通车。
此外，广州、中山和珠海已提议建设新的“广州-中山-珠海-澳门城际铁路”，进一步加强珠江三角洲西岸的互联互通。

### 台灣
2008年3月，中華人民共和國铁道部和福建省人民政府在北京签署了《關於加快海峽西岸經濟區鐵路發展的會議紀要》，其中包括京台高速铁路和昆台高速铁路两条主要高速铁路建设计划。另外，中華人民共和國国家發改委在2016年7月20日發表的中長期鐵路網規劃，已明確將京台高鐵列入八條縱向的「主通道」之一，將成為未來中國高速鐵路網的骨架。而国务院亦在2017年2月28日，将京台铁路纳入“十纵十横”综合运输大通道中的北京至港澳运输通道。
相较于中国大陆单方面的积极，由于两岸现实政治对立，且事涉台湾安全等因素，在台湾政府内部或主流学界与媒体等从未对此构想有兴趣。连接台湾本岛与澎湖间的海底隧道亦纯属构想，除非两岸关系改变，该议在台湾目前现况实现的可能性极低。其中，時任中華民國行政院院長張善政於2016年3月在立法院受質詢時，就曾公開表示京台高鐵的台灣段建設「不可能發生」。

## 國際聯運
中国地处欧亚大陆东部，面积辽阔，并与14个国家接壤，也是欧亚铁路网中最重要的部分之一，也关系到亚洲的地缘政治。现时中国大陆共有16条铁路通道与周边邻国连接，其中俄罗斯4条（滿洲里，同江，琿春和綏芬河口岸）、3条（丹東，圖們，集安-滿浦和南坪口岸）、越南2条（河口-老街，凭祥—同登）、蒙古2条（策克和二連口岸）、哈萨克斯坦2条（阿拉山口 和 霍爾果斯-阿騰格里口岸）、老挝1条（磨憨口岸），與这6個國家实现直通客貨運輸，並開行中国至德國、捷克等國的集裝箱列車。
此外，中国也是国际铁路联盟（UIC）的成员之一。中华民国原为UIC的创始国之一，但因中华民国铁道部无法缴纳足够会费而被停止会籍。1979年6月，中华人民共和国取代原中华民国的UIC席位而成为正式成员，随后又在1981年1月加入UIC试验研究所（ORE），并于1982年起由中华人民共和国铁道部派2名代表常驻UIC。从此，有关UIC、ORE的宝贵资料源源不断地进入中国大陆，这些资料包括UIC标准和ORE试验研究报告，统一由铁道部标准计量研究所管理，取得良好效果。这一巨大的出版物涉及UIC的远景规划、商务、财务、运营、机车车辆、固定设备、信息、人事等八个方面所制定的许多标准，它们对铁路行业大量采用国际标准起了重要作用，取得显著的社会效益和经济效益。
中国大陆在1956年参与建立由苏联及中亚、东欧社会主义阵营国家组成“鐵路合作組織”（Организация Сотрудничества Железных Дорог，簡稱ОСЖД、铁组），铁路合作组织是一个政府及企業混合型的國際組織，成员国共同订立國際鐵路客、貨運聯運法規，例如《国际旅客联运协定》和《国际铁路货物联运协定》，組織各成員間的鐵路科技合作，订立设备标准等。
在1985年9月通过的《中共中央关于制定国民经济和社会发展第七个五年计划的建议》中，指出“北疆铁路与国外接轨后，这一（新亚欧大陆桥）区域就将是沟通欧、亚、非三大洲及太平洋、大西洋的最便捷“陆桥”，进而将形成陆桥经济带。” 而由聯合國亞太經社委員會（ESCAP）策劃的泛亞鐵路计划，內陸國家可利用中國以及东南亚各国的港口，促進這些國家的國際貿易，也使得整個區域的經濟發展更加平衡。2009年3月13日，中华人民共和国向联合国遞交了《泛亞鐵路網政府間協定》核准書，成為第八個協定批准國。
另一方面，上海合作组织成员国也不断加强铁路运输领域的合作，例如研究建设中吉乌铁路（中国大陆—吉尔吉斯坦—乌兹别克斯坦）、组织开通示范性集装箱列车等。

### 当前和过去的联运
国际旅客列车服务可前往以下目的地：
- 哈萨克斯坦、蒙古和俄罗斯：这些国家使用1,520毫米（4英尺11+27⁄32英寸）的宽轨，因此存在轨距截断，列车需要在上述国家的边境进行换轨操作后可继续运行。但401/402次列车所行驶的绥芬河到格罗迭科沃区间和连接中俄边境的铁路线是雙軌距。因此该列车可以直接驶入上述区间且无需换轨操作。
- 老挝和朝鲜：这些使用标准轨，所以列车可直接驶入上述地区。
- 越南，虽然越南主要使用1,000毫米（3英尺3+3⁄8英寸）的窄軌，但从嘉林到同登区间和连接中越边境的铁路线是雙軌距。因此列车可以直接驶入上述区间且无需换轨操作。

#### 俄羅斯
中国与俄罗斯的铁路联系有着悠久的历史。长期以来，中国的铁路网络分别在满洲里，绥芬河这两个边境口岸与俄罗斯铁路直接连接，这是因为俄国早在19世纪末至20世纪初开始兴建西伯利亚铁路，西伯利亚铁路最早的是采用直接通过了中国东北地区的“捷径”路线，即东清铁路，该线起自俄国赤塔，经中国的满洲里、哈尔滨、绥芬河，终到日本海海岸重要港口——海参崴（符拉迪沃斯托克）。满洲里口岸货物运输量大，而绥芬河则是主要为俄罗斯滨海边疆区服务，旅客可以经绥芬河到达格罗杰科沃（Гродеково）和乌苏里斯克等地。中俄之间第三个铁路口岸位于吉林省珲春，于2000年2月开始运作，连接俄罗斯境内的马哈林诺（Макхалино，一个位于乌苏里斯克—哈桑—朝鲜边境铁路上的车站），但该口岸至今运量极低，处于非正常运营状态，更由2004年8月停运，原因是俄罗斯联邦国家铁路和负责营运的吉环铁路股份公司因投资主体利益不协调未能达成运输合作协议，卡梅绍娃亚站的口岸查验设施也不完善。现已于2013年8月2日恢复运行。2009年3月18日，吉林省政府与俄罗斯滨海边疆区代表团举行了会谈，签署了《中国吉林省与俄罗斯滨海边疆区关于推进图们江运输走廊建设的会议纪要》。2009年7月，双方签署了收购协议，由吉林省东北亚铁路股份有限公司与省投资集团公司共同出资成立省国际物流公司作为该项目实施主体，吉林东北亚铁路公司并与俄方远东铁路公司就恢复珲卡铁路国际联运等有关问题签订协议。东北亚集团将投资改造珲春铁路口岸换装站，换装能力先期由80万吨/年提高到200万吨/年，最终达到650万吨/年以上。2014年全年，珲春铁路口岸进出口货物共计60.8万吨，出入境人员2346人次。
由于中国大陆采用1435毫米的标准轨距，而俄罗斯为1520毫米的宽轨，各口岸均设有轮对更换。在满洲里口岸，K19与K20次列车運行至俄罗斯的后贝加尔车站的國境轉向架更換庫，由俄鉄工作人員将1435mm准軌转向架更换为1520mm的寬軌转向架。而在绥芬河车站，跨境国际短途客运列车不需要换轮，直接在格罗迭格沃车站立折。该站设有准轨线路。货运列车在格罗迭格沃车站更换1520mm转向架并继续运行至俄罗斯海参崴车站。同江跨黑龙江中俄界河桥口岸，中俄双方各有一个换轮库。在界河桥上，为4轨线套轨的单线铁路设计。宽轨列车使用1，3号轨线，准轨列车使用2，4号轨线。
中华人民共和国成立后，在1950年代与苏联开办国际联运。客运方面，先后开行了19/20次（今K19/20）和3/4次（今K3/4）北京—莫斯科的旅客列车。
K19/K20次列车在2010年前，曾加挂莫斯科至平壤的国际列车车厢2节（一节软卧RW18，一节硬卧YW22B），在沈阳站解挂，由K27次列车在沈阳站再加挂K20次列车编组中莫斯科－平壤的联运车厢进入朝鲜，至平壤后返程时亦会由K28次列车加挂该车厢至沈阳解挂停留，再换挂K19次列车至莫斯科。但由于莫斯科－平壤联运车厢利用率不高，且由于列车经常晚点，在沈阳换挂困难，中方一直主张取消，却遭朝方坚决反对。2010年12月20日，经俄、朝、中三国铁路商定，自即日起俄罗斯铁路开行的K19/20次莫斯科—北京国际旅客联运列车编组中取消莫斯科-平壤直通客车，K27/28次列车亦不再加挂俄朝联运车厢。但是莫斯科至海参崴的“俄罗斯号”列车，仍然加挂两节莫斯科至平壤的国际联运车厢，经过朝俄图们江大桥，由俄罗斯哈桑边境车站进入朝鲜豆满江车站。根据俄铁官网的数据，该国际列车车厢平均每月不定期由莫斯科和平壤对开两趟。
虽然1960年代至1980年代间中苏交恶，国际联运仍然没有停止，但之间曾发生多次冲突，例如蘇聯扣押K4次国际列車上的中國大陆駐蘇外交官。自苏联在1990年代初解体后，中俄关系回暖，随着中俄之间的贸易来往增加，双方铁路联运也迅速发展。从1999年到2006年，中俄间货物运量由768万吨提高到3420万吨。截至2007年末，俄羅斯鐵路對外運輸結構中，對華運輸份额達到10%以上，而在中俄雙邊貿易中，60%以上的貨物通過鐵路運輸。仅在2009年1至11月份，经由满洲里铁路口岸进出口货运量已达到2192万吨。现时中俄之间经铁路运输的货物主要为原油，木材等生产原材料。原油运输、集装箱过境运输，是两国铁路部门合作的优先发展方向，保障1500万至3000万吨石油的年运输能力。
中俄第四條鐵路口岸在黑龙江的同江市哈魚島，與對岸的俄國下列寧濶耶相連接，目前跨黑龍江的鐵路橋已經竣工正等待雙方宣布開通運營。2008年11月，中俄总理举行第十三次定期会晤，期间俄罗斯运输部和中国大陆签署了一项关于计划新建一个铁路口岸的协议——《中华人民共和国政府和俄罗斯联邦政府关于共同建设、使用、管理和维护中华人民共和国黑龙江省同江市-俄罗斯联邦犹太自治州下列宁斯阔耶居民点区域内黑龙江（阿穆尔河）铁路界河桥的协定》。同江铁路大桥建成后，可连通俄罗斯远东铁路支线和中国同江地方铁路，将成为黑龙江省第二个跨境铁路通道，把俄羅斯遠東地區與東南亞國家之間的運輸距離縮短1700多公里，更方便双方经贸合作以及中国东北的中俄合资企业，对中国振興東北老工業基地计划具有重要影响。2009年9月23日，时任中共中央总书记兼中国国家主席胡锦涛与时任俄罗斯总统德米特里·梅德韦杰夫，正式签署批准《中国东北地区同俄罗斯远东及东西伯利亚地区合作规划纲要（2009—2018）》，其中規劃了四座跨境橋梁，其中有同江、黑河、洛古河大橋和相關口岸。2014年，同江铁路大桥进入建设阶段，工期为2年。2022年4月27日，中俄同江-下列宁斯阔耶界河铁路桥正式竣工。

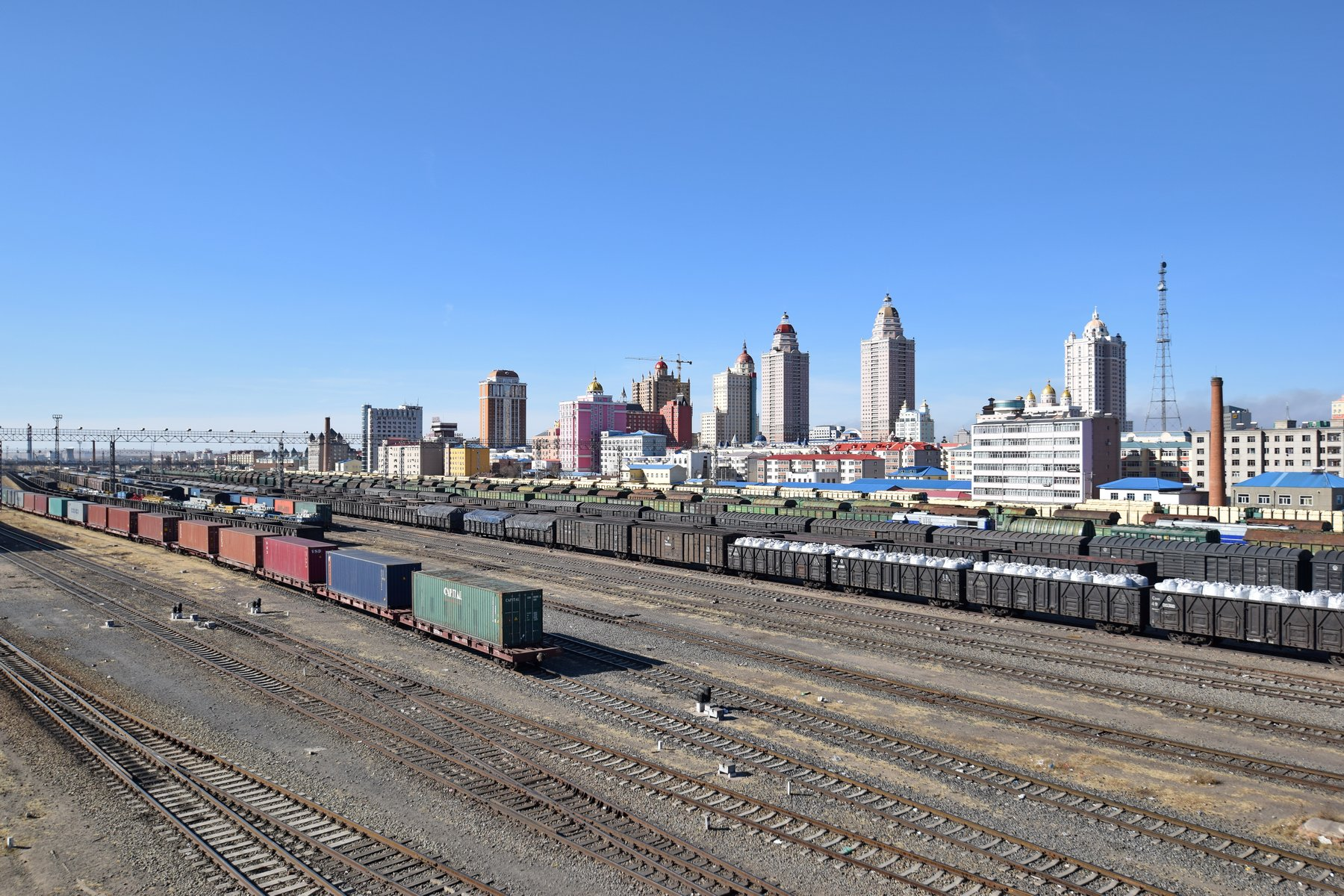
满洲里铁路口岸
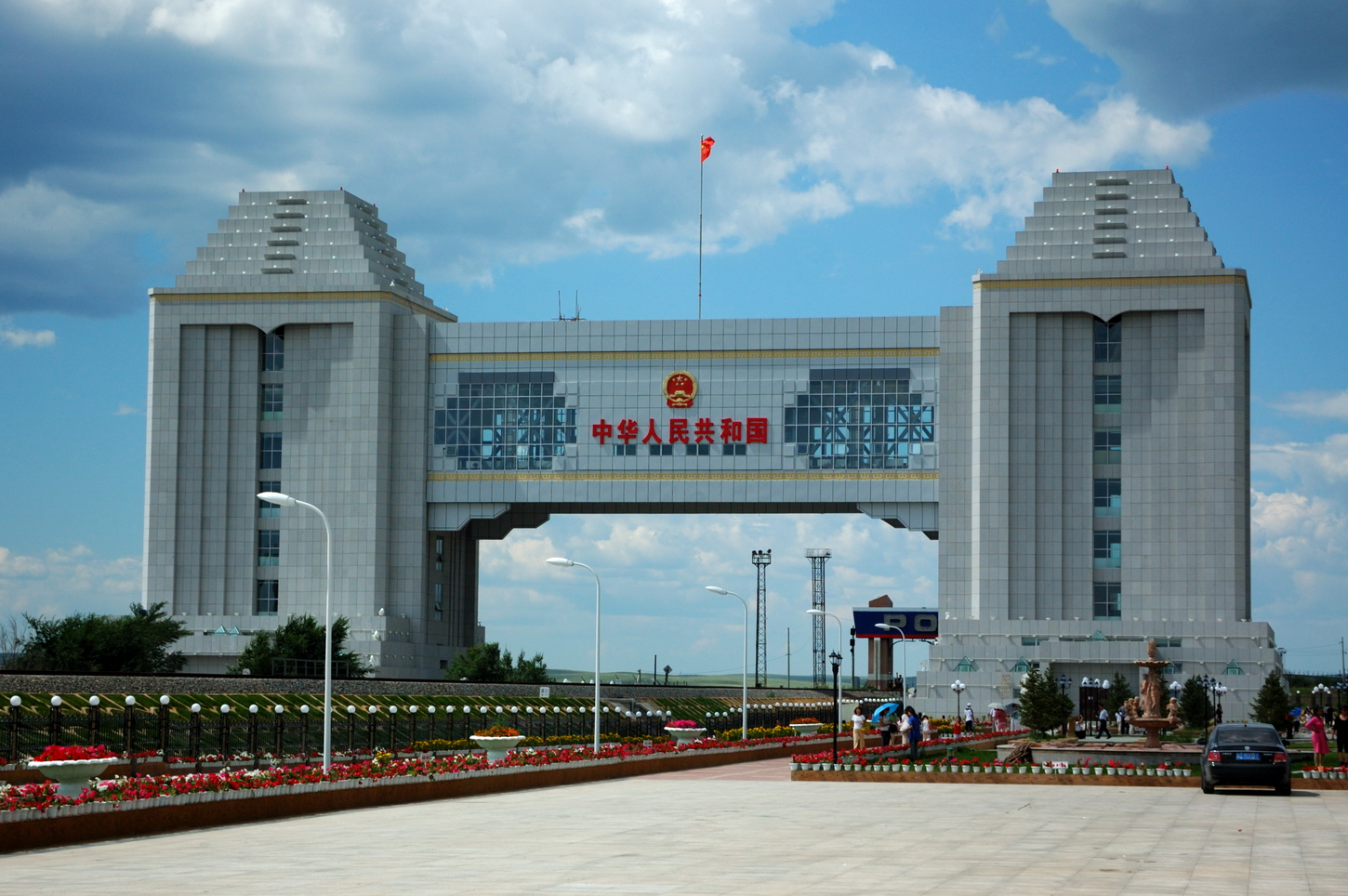
满洲里中方“国门”
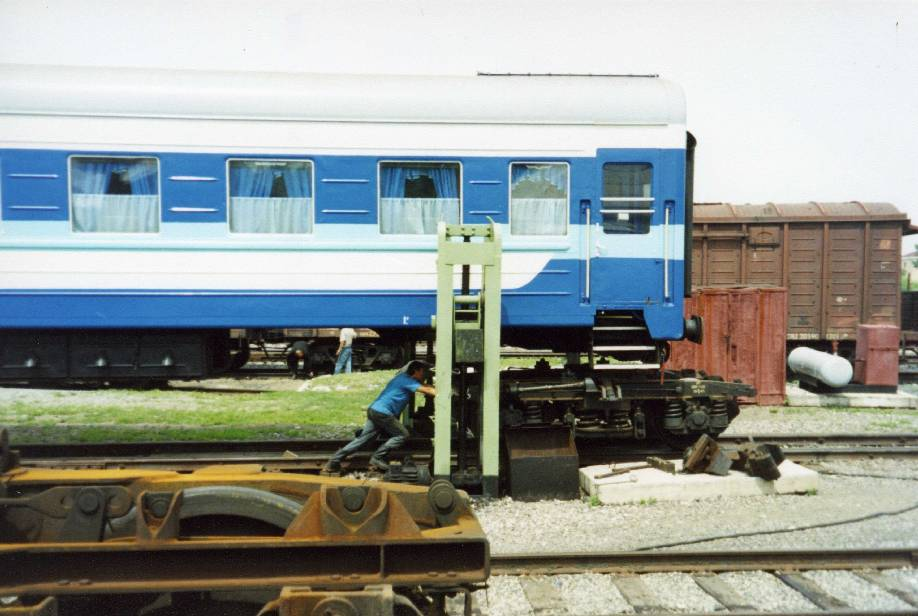
哈爾濱—符拉迪沃斯托克的国际列车在格罗迭科沃换轮
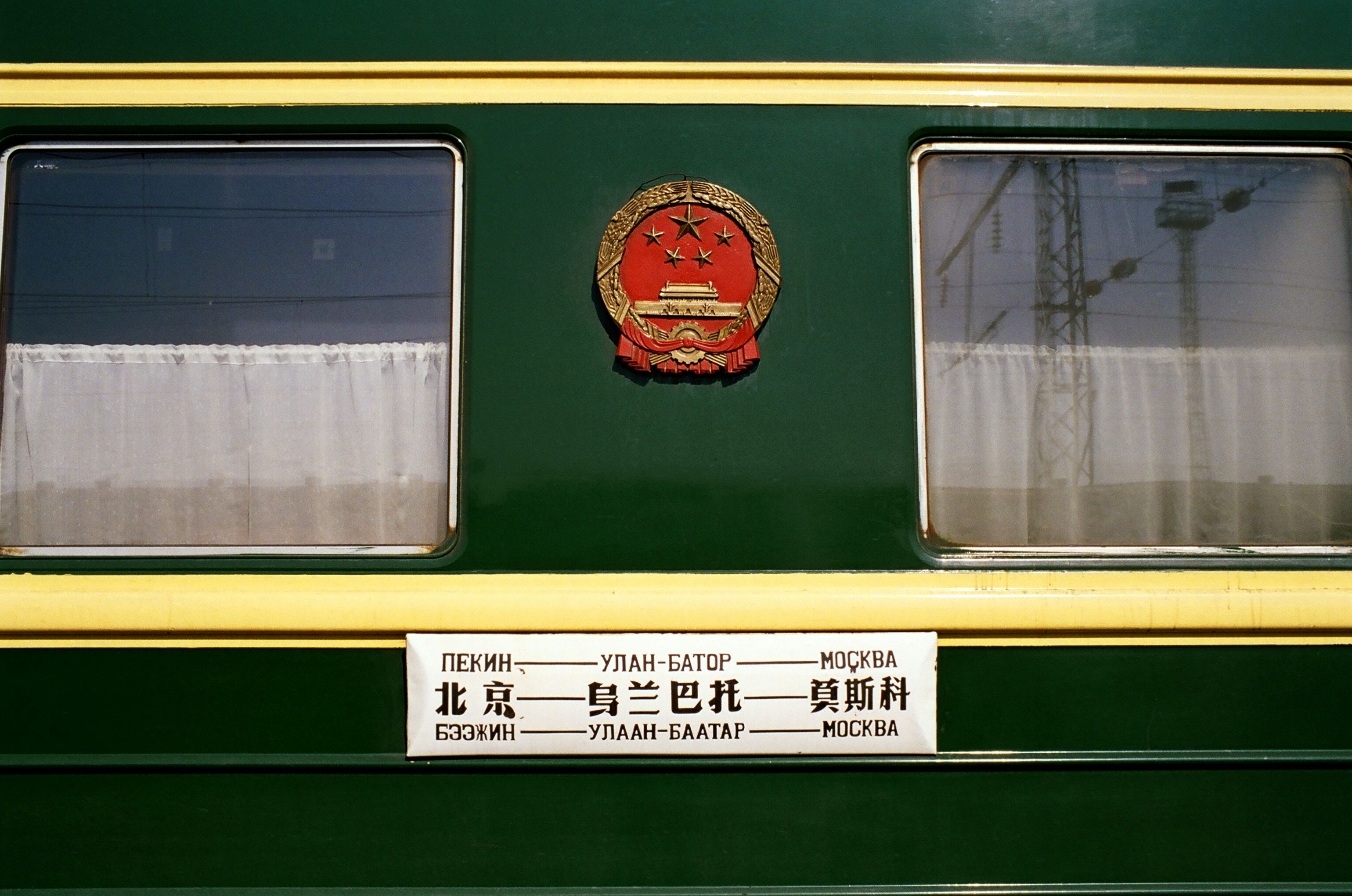
K3/4次列车（北京—乌兰巴托—莫斯科）
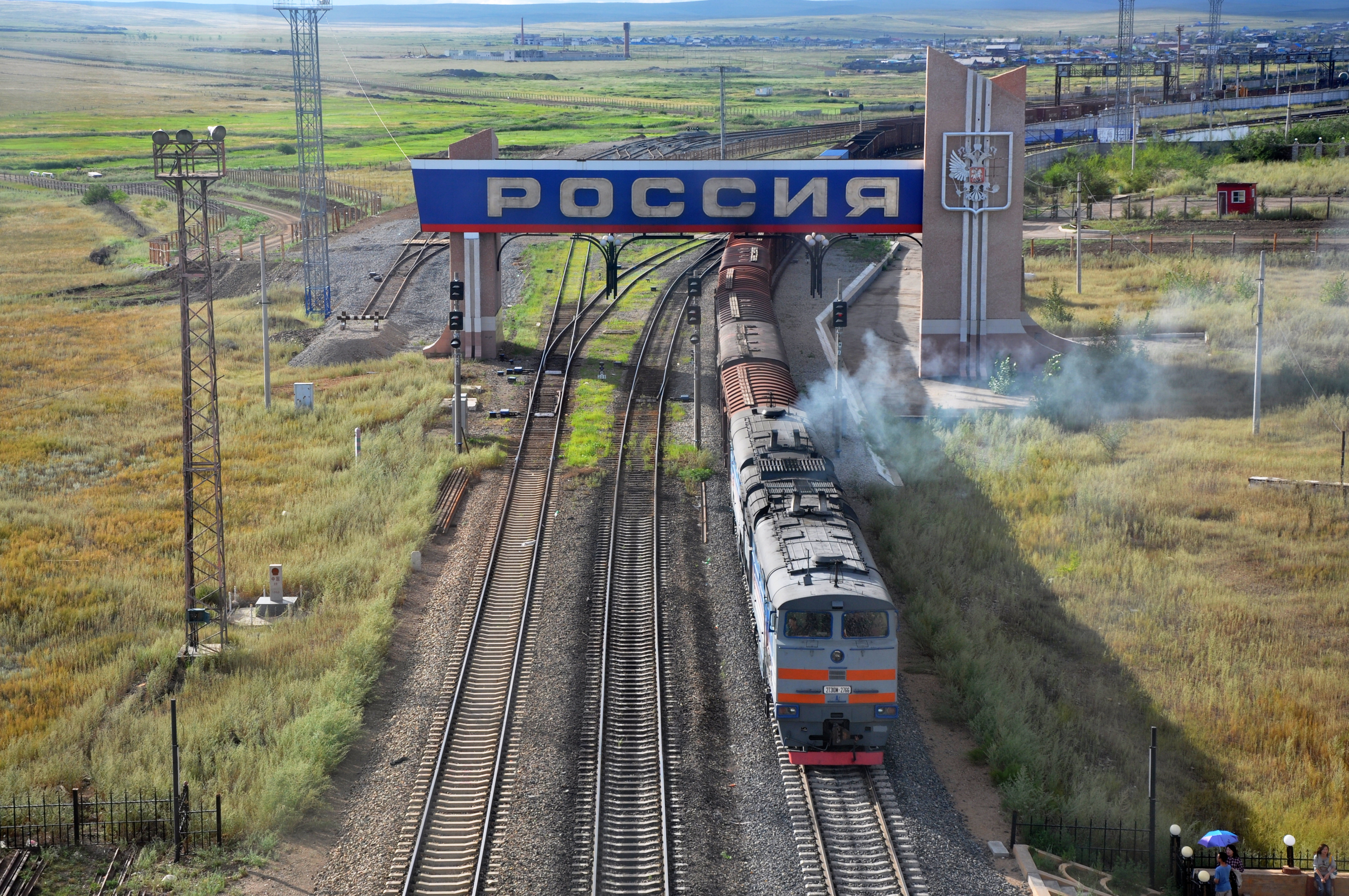
从俄罗斯通过“国门”驶向中国的火车

#### 
中国大陆与朝鲜半岛的铁路连接始于20世纪初。日俄战争期间，日本为了方便从朝鲜、辽东半岛一带调运物资、部队，于是修建了一条由奉天（今沈阳市）通往安东（今丹东市）的铁路，称安奉铁路（今沈丹铁路）；1911年鴨綠江大橋建成后，安奉铁路与朝鲜半岛的京义线铁路接轨。图们和集安铁路口岸于1930年代（满洲国时期）开设商埠，分别连接朝鲜咸镜北道南阳口岸和慈江道滿浦市。两国铁路轨距均为1435毫米的標準軌，来往两地的铁路车辆无需换轮。
1954年，中朝两国签订了《关于国境铁路联运协定》。1954年4月1日，开办了与中国、苏联及东欧社会主义国家之间的国际货物联运。同年6月3日，来往于北京和平壤之间的联运客车（即K27/28次列车）开始运行。至今，双方仍然一直按照定期签订《中朝联运议定书》展开货物、旅客联运。货运方面，新义州至丹东间定时开行若干对货物列车。客运方面，已开行了来往北京—平壤、丹东—新义州的联运客运列车服务。联合国粮食计划署对朝鲜的粮食援助也主要由中国经铁路输入。
但中国大陆与朝鲜之间自1990年代初开始就不时就货车车厢的使用问题发生摩擦。朝鲜由于物资短缺、缺少技术，无法生产大量货车，因此经常擅自将进入境内的中国铁路货车调度使用以应付需求，导致长时间拒绝交还车厢。2007年10月，中国铁道部突然一度暂停与朝鲜的主要货运服务，原因是有1800节载有食品援助和贸易商品的车厢进入朝鲜后迟迟未交还，这也导致联合国的粮食援助无法发货。

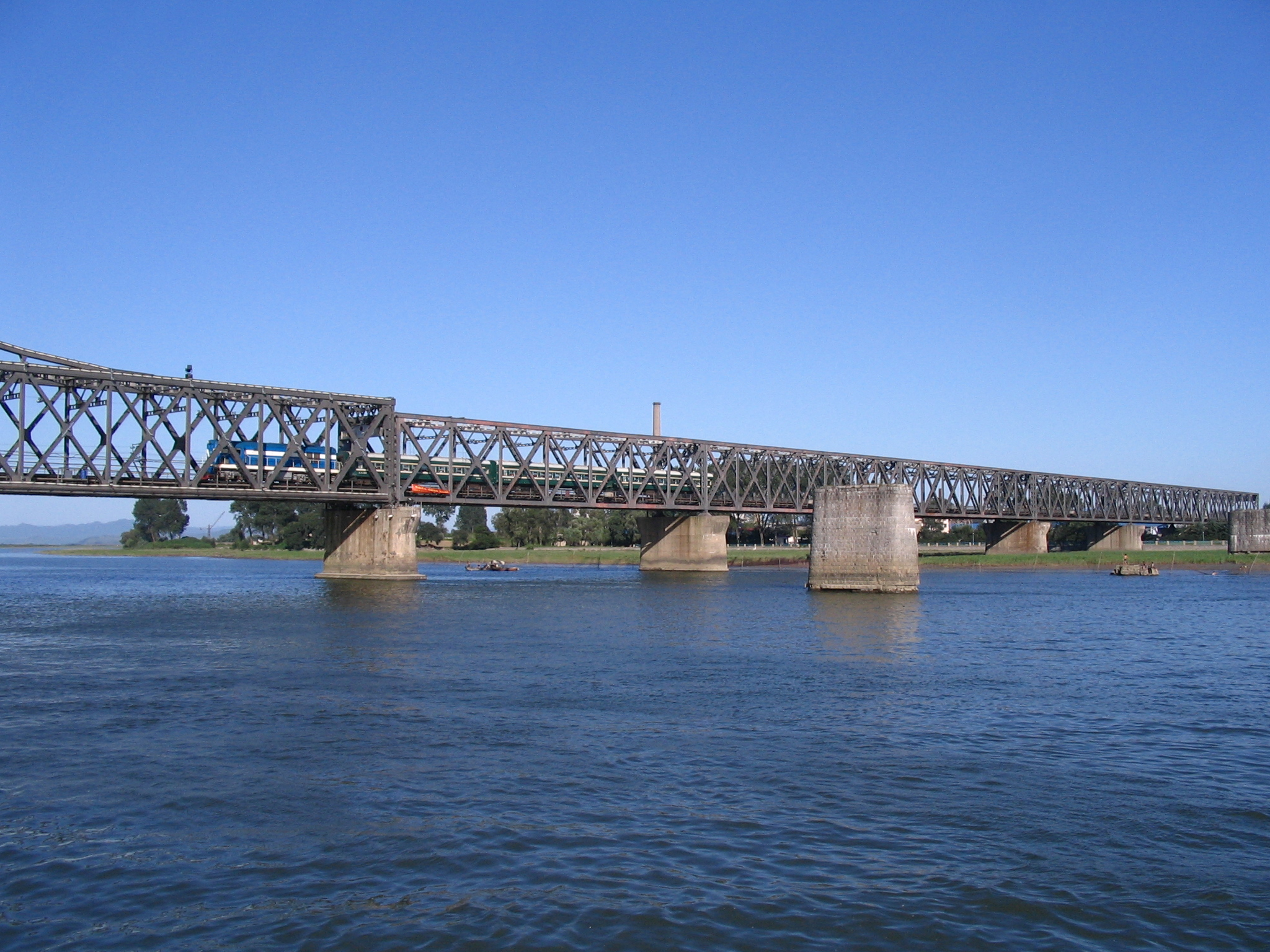
一列由新义州开往丹东的联运客车运行在中朝友谊桥上

#### 越南
中国大陆与越南之间的第一条铁路是建成于1910年的滇越铁路，为轨距1000毫米的窄轨铁路。当时法国为加紧控制其殖民地——法屬印度支那，并与英国竞争在云南的利益，迫令清政府容许其建筑一条连接中越的铁路，铁路通车以后滇越鐵路全线仍為法國人所控制。后来中日战争和国共内战的爆发，令这条铁路被迫中断。
中华人民共和国成立后，随着湘桂铁路南端过境的一段（凭祥至镇南关（友谊关））在1954年建成，中越两国铁路在友谊关接轨。1955年5月25日，中越两国代表签定了《中越铁路联运协定》和《中越国境铁路协定》，两国于同年8月1日开始办理货物联运，翌日由北京到越南首都河内的国际联运客车（今Z5/6次列车）开行。由于当时河内—同登—友誼關一段铁路仍为窄轨，客车不能直通过轨，旅客需在凭祥站换乘。1957年12月，滇越铁路恢复通车。
1960年代爆发越南战争，越南的铁路受美军轰炸破坏，为抢通援越物资的运输线，1964年，中越双方签订了《关于修建铁路和提供运输设备器材的议定书》，协议中包括将河内至友谊关的铁路改造成混合轨距（1000毫米混合1435毫米），由铁道兵负责建设，俗称“三条腿”铁路。自此，中国的铁路列车可以直通河内。
1970年代後期，受中越關係严重惡化（参见中越战争）影响，由1976年起，发生于国际联运的冲突增多。1978年8月，越方將中越边界铁路桥——云南省河口县南溪河上的中越友谊桥（河口大橋）近越南的部分炸毀，滇越铁路中斷。1979年北京—河内的旅客列车一度中断。冷战结束后中越關係逐步改善，1996年2月14日，滇越鐵路正式恢復通車，办理货运。1997年4月18日，滇越铁路恢复国际旅客联运。2002年3月，中越两国铁路首次开行桂林—下龙湾的旅游专列，前后共开行70多趟，运送游客14000多人。由于东盟自由贸易区的成立，促进了中国与东盟国家的进出口贸易，对越贸易总额持续攀升，至今每天均有数趟货物列车往来。2009年1月1日起，开行广西南寧至河內（嘉林）的国际联运客车（即T8701/8702次列车）。

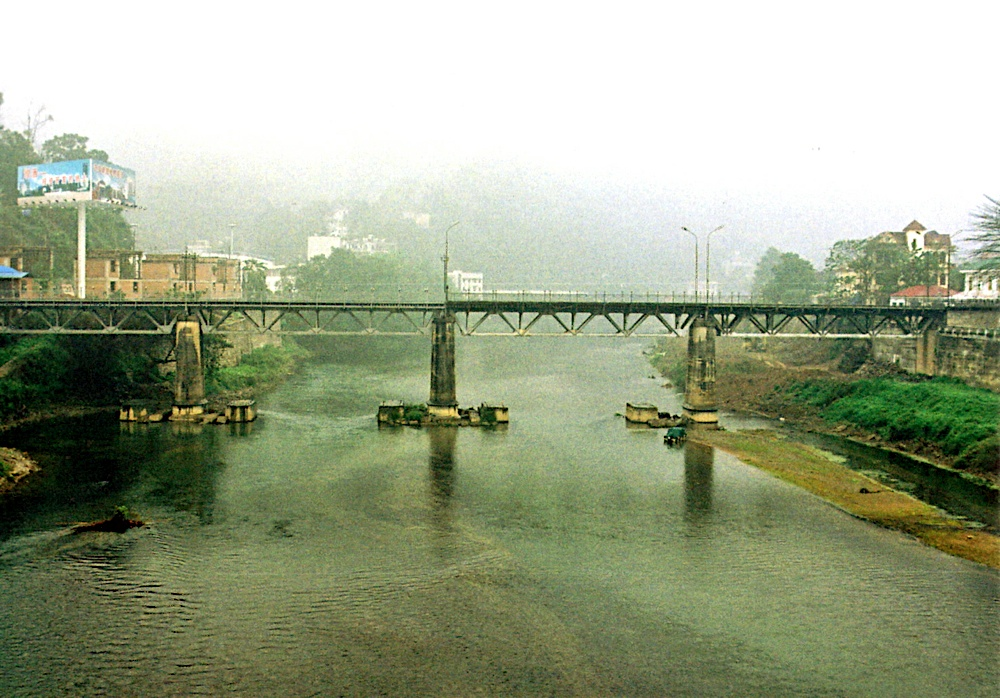
河口的滇越铁路中越友谊桥

#### 蒙古国
1952年9月15日，中国、苏联、蒙古三国政府签定了关于修建集宁到乌兰巴托铁路、开办三国之间铁路联运的协定。其中由集宁经二连到国境的集二铁路，为当时中国大陆唯一一条宽轨（1524毫米）铁路，于1955年12月1日建成通车。而北起蒙俄边境的乌兰乌德、与西伯利亚铁路相连、途经蒙古首都乌兰巴托、南至中蒙边境扎门乌德的蒙古纵贯铁路（俄语：Трансмонгольская железная дорога，或称中蒙铁路）也于1955年底修通，至此中蒙两国铁路接轨。1955年12月26日，开行北京到蒙古首都乌兰巴托的直通旅客列车。1956年1月4日，由北京经乌兰巴托到莫斯科的3/4次（今K3/4次）直通国际旅客列车开始运行，列车均需要在集宁换轮库换轮，而国际联运货物换装则在集宁北站进行。但在1960年代中苏交恶，为防止苏联经铁路越过国境进行“突击”，1965年10月，中国将集二铁路全线改为标准轨距，而换轮库也随之迁到二连。
目前，中蒙之间已开通北京—乌兰巴托、呼和浩特—乌兰巴托、二连浩特—扎门乌德—乌兰巴托的国际联运旅客列车。而二連浩特口岸是中蒙之间最大的口岸，策克口岸則是内蒙古西部最重要的煤運鐵路口岸。二連鐵路口岸承擔著中蒙間70％的貨運量，中国由蒙古进口的矿产、原油亦主要经铁路运送。而目前世界上最大的铁路列车国际换轮库也设在二连。策克鐵路口岸則承擔著剩餘30%的運貨量。
为合作开发蒙古的那林苏海特煤田，蒙古国政府在2008年8月20日批准该国蒙古之金有限公司兴建蒙古国那林苏海图煤田至中国策克口岸的策那铁路，并与临哈铁路（巴彦淖尔市临河区—阿拉善盟额济纳旗济纳策克口岸）连接，建成後將成为继二连浩特后的又一个中蒙铁路口岸，实现蒙古煤田与中国境内铁路的直通运输。
珠恩嘎达布其口岸将是又一个中蒙铁路口岸。

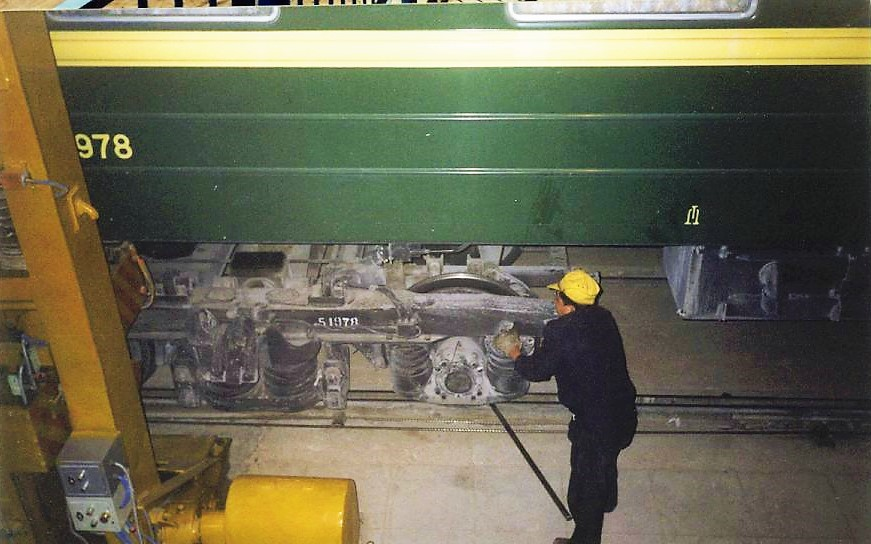
二连国际换轮库内进行的换轮作业
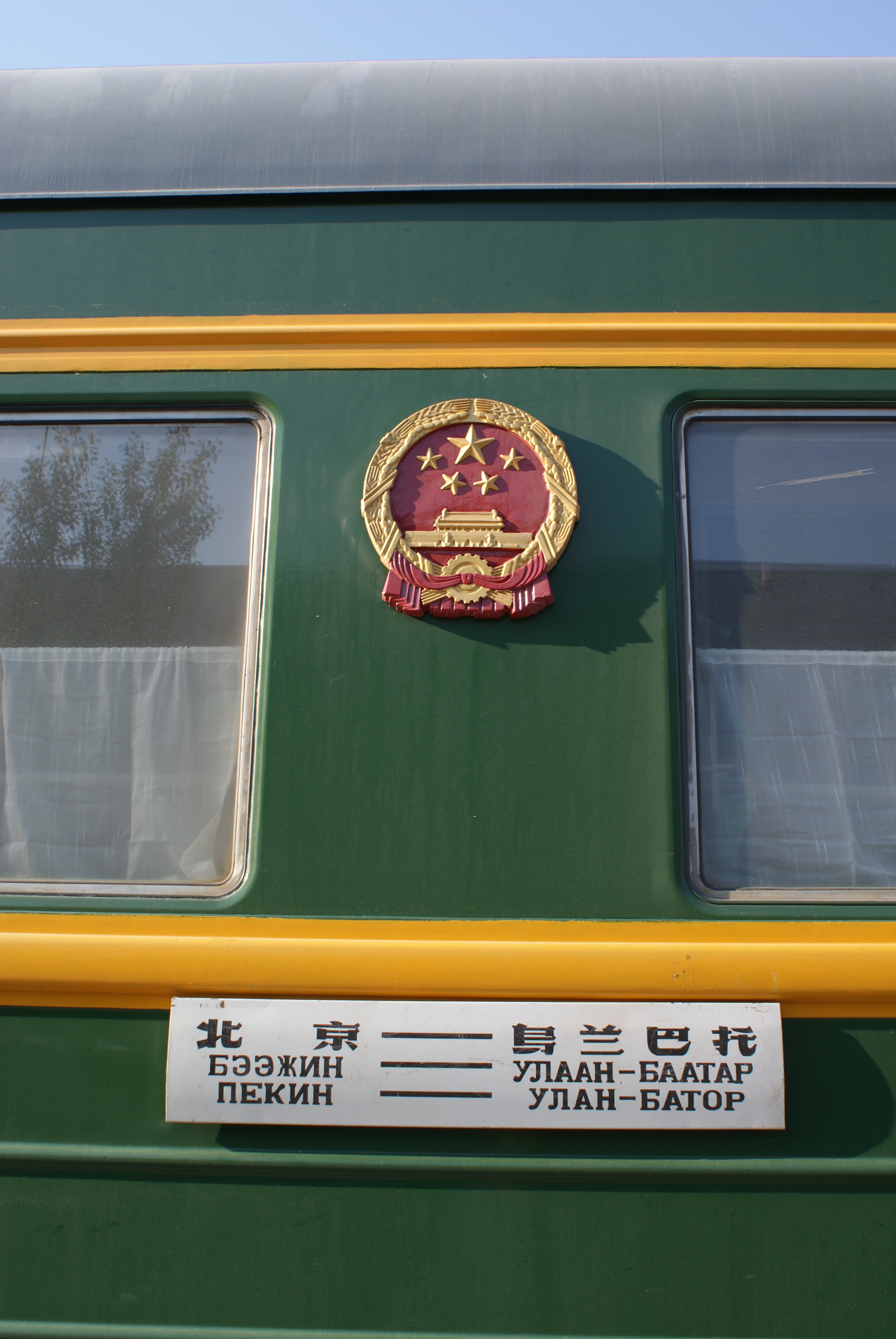
北京—乌兰巴托的K23/K24次列车
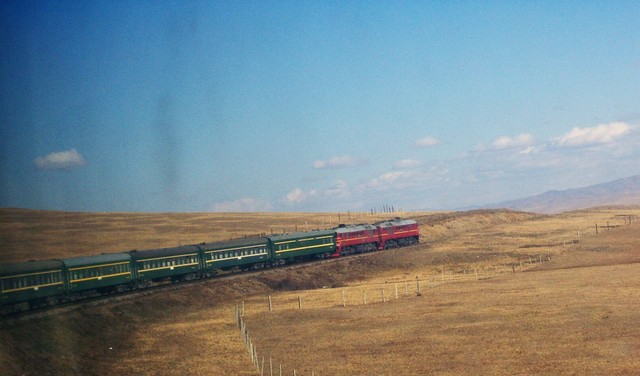
北京—乌兰巴托—莫斯科的K3/K4次列车运行在蒙古的戈壁沙漠

#### 
中国大陆与哈萨克斯坦的铁路有两个连接点。两国在1992年12月1日起正式开办经由阿拉山口—多斯特克铁路口岸的国际联运，1992年6月20日开通阿拉木图—乌鲁木齐国际旅客列车(即现在的K9795/9796次列车）。
2012年12月23日，中哈霍尔果斯至阿腾科里铁路口岸正式通车运营，这是继阿拉山口口岸之后，中哈建立的第二个铁路口岸。12月22日12时，从中国大陆开出的2001次列车、与从哈萨克斯坦开出的3602次列车在中哈铁路接轨点相遇，并分别驶向对方车站，标志着由中哈两国元首共同关心推动的中哈霍尔果斯至阿腾科里铁路口岸通车运营。这是继“新亚欧大陆桥”（中国连云港—阿拉山口—哈萨克斯坦阿拉木图—荷兰鹿特丹）开通运营20年后，中国大陆第二条向中亚、西亚及欧洲开放的国际铁路通道。
因阿拉山口处于“新亚欧大陆桥”的关键位置，口岸货物运量自开通后持续增长，由1993年年运量57万吨升到2006年超过1300万吨。在2007年由中国各主要港口（连云港、天津、青岛等）经阿拉山口口岸开往阿拉木图方向的集装箱列车为755列，以连云港—阿拉木图的列车为例，全程约4700公里，运行时间为7～8天。2007年10月，中国首次开行连云港—莫斯科的国际铁路集装箱班列，运输时间约16天。
由于中国大陆采用1435毫米的标准轨距，而哈萨克斯坦为1520毫米的宽轨，因此口岸设有换轮库及换装场。
目前，两国已经开行乌鲁木齐—阿拉木圖的K9795/9796次和乌鲁木齐—阿斯塔納的K9797/9798次国际旅客列车。

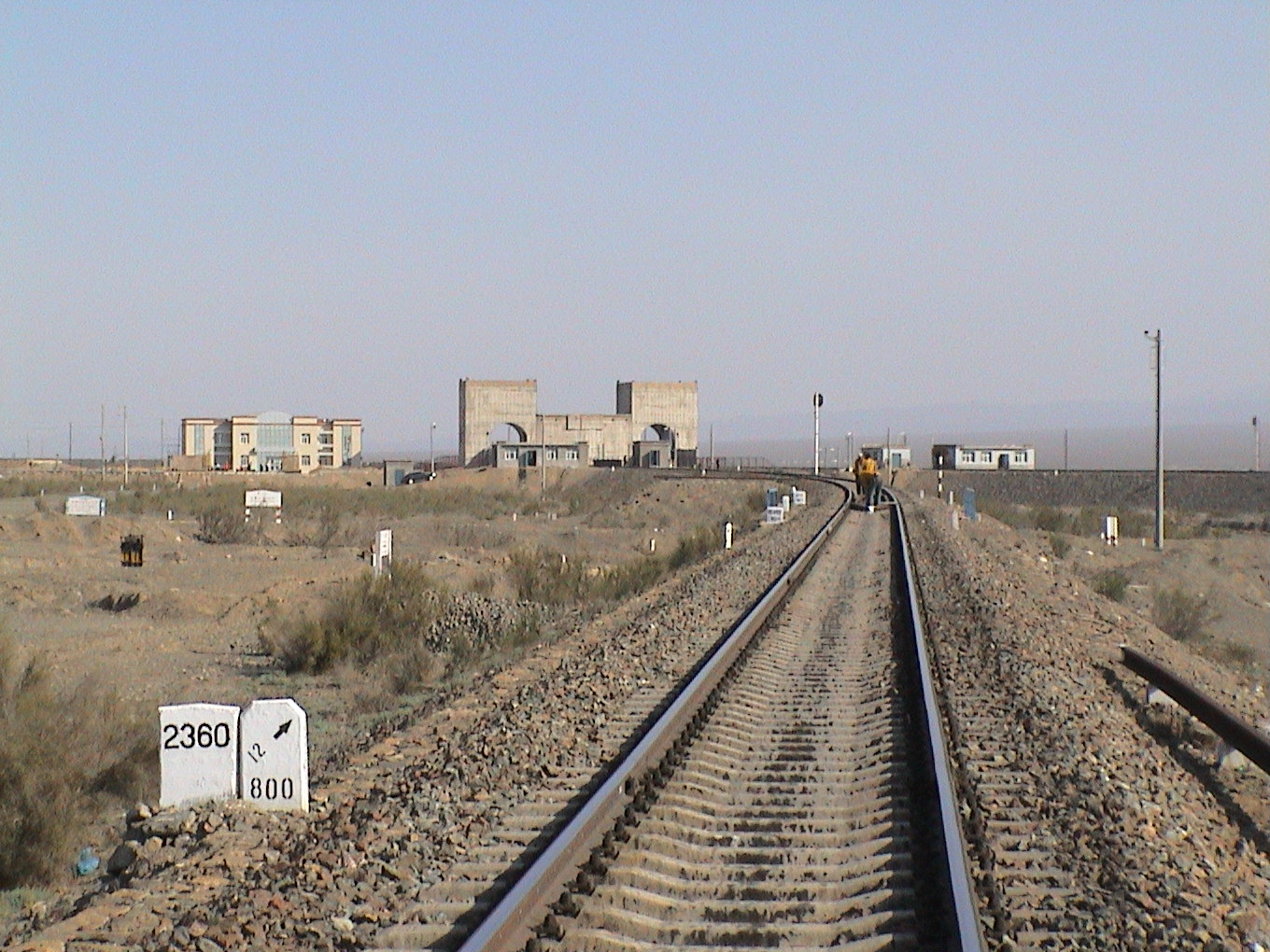
阿拉山口（往哈萨克方向）

老挝是东南亚唯一的内陆国家，在贸易上处于竞争劣势。在法国统治期间，法国未能实现在老挝修建铁路的可能计划，仅完成了7公里的Don Det-Don Khon铁路。通过老挝的铁路将大大减少老挝和中国之间的货物运输时间和运输成本。
关于连接老挝和中国的铁路的第一次谈判始于2001年，老挝和中国政界人士都在2009年确认了该计划。据报道，华裔老挝政界人士凌绪光是老挝方面项目的推动力。该项目最初在2011年中国铁道部部长刘志军的腐败丑闻之后停滞不前，但谈判仍在继续，到2015年，双方商定了一项修订计划，其中两国将在建设-运营模式下共同资助和运营该铁路。2015年9月，价值12亿美元的建设工程被授予中国中铁。
2016年12月25日在琅勃拉邦开工建设。到2017年底，建设阶段已完成20%，越南战争期间投下的未爆炸弹药也沿路线被拆除。
2020年3月，在破土动工五年后，数十条隧道和桥梁全部完工，施工人员开始在老挝段铺设轨道。2021年4月，琅南塔省最北端的路段已完成97%，乌多姆赛省最后一个开工路段的轨道铺设于5月完成。2021年10月12日正式完成铺轨。首辆动车组于2021年10月16日交付万象，该线路于2021年12月3日开通，即老挝建国46周年的第二天。2022年4月13日，时速120km/h的普速列车在该线投入使用。
2023年4月13日，中老铁路正式开始开通国际旅客列车。初期使用“复兴号”“澜沧号”动车组每日开行一对昆明南至万象的朝发夕至列车（D887/888次），单程包括通关用时10小时30分。全程票价为二等542元人民币，一等864元人民币，可在LCR Ticket购票。D887次列车（即昆明-万象方向）亦可在中国铁路12306（网站和客户端）购买，但D888次（即万象-昆明方向）不可在此购买。
根據兩國媒體的報導顯示，在磨万铁路开通後，两国貨物運輸成本降低了約20％~40％，使到老挝在2022年1月的貿易實現了順差4100萬美元，前年同月則為逆差1000萬美元。截至2023年1月10日，中老铁路累计发送货物突破1300万吨。其中，中国段发送货物1044万吨，老挝段发送285万吨，跨境货物运输246万吨。2023年第一季度，中老铁路老挝段累计开行货物列车1145列，同比增长141%；发送货物121万吨，同比增长286%。
客运方面，截至2023年1月5日，中老铁路累计发送旅客突破900万人次，其中中国段发送旅客754万人次，老挝段发送旅客146万人次。2023年一季度，中老铁路老挝段发送旅客67万人次，同比增长260%。
此外，这条铁路也吸引了周边国家的兴趣，未来泰国廊开省也将通过铁路吸引更多游客，以及受益于运输成本降低的从泰国到中国的水果出口。

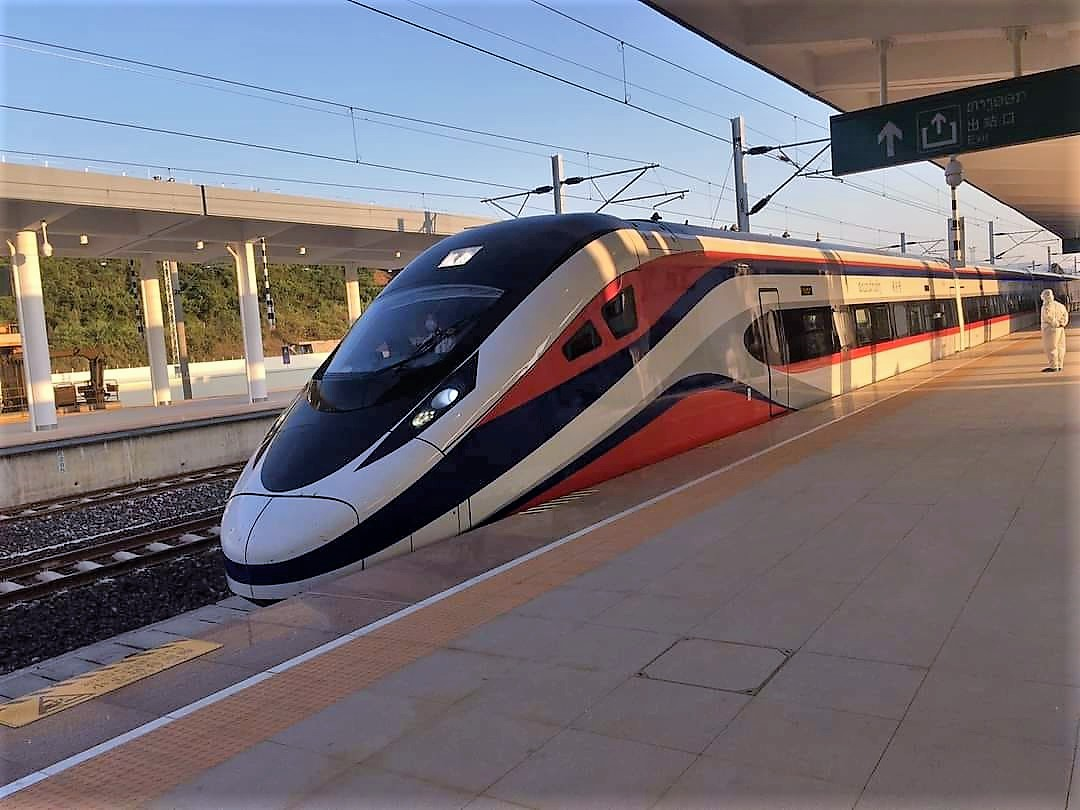
“澜沧号”涂装CR200J列车停靠万荣站

### 建設中和規劃中的國際聯運
近年来，中国积极探索和推动铁路网向周边国家和偏远地区延伸，包括俄罗斯远东、东南亚、南亚、中亚、中东乃至北美。

#### 俄羅斯遠東地區
2008年11月，俄罗斯和中国交通部签署了一项协议，在两国铁路系统之间再建一条连接线。一个项目涉及跨过黑龙江的同江铁路大桥，将黑龙江省的同江与俄罗斯犹太自治州下列宁斯科耶连接。该项目中国段于2014年开工建设，原预计2016年完工。2016年12月，俄罗斯段开工。但由于资金问题和俄方施工延误，该项目被叫停。2017年，该项目俄罗斯段被注入了额外资金。2018年10月，中国段主体工程完成。2021年8月17日，大桥中俄两段实现铺轨贯通。2022年4月27日，俄罗斯下列宁斯阔耶市举行中俄同江-下列宁斯阔耶界河铁路桥俄方段竣工典礼。
此外，中俄已经提出并讨论了珲春和海參崴之间的高速铁路连接。

#### 蒙古国
2014年10月，蒙古议会批准了两条通往中国的标准轨距跨境铁路。一条线路将运行240（150英里）从南戈壁省的塔温陶勒盖煤矿到加顺苏海特的边界，然后在乌拉特中旗的甘其毛都进入中国内蒙古的一部分的巴彦淖尔市。另一个将从蒙古中部运行到苏赫巴托尔省并在东乌珠穆沁旗准达布旗进入中国，隶属于内蒙古锡林郭勒盟。

#### 中亚
自1997年以来，中國一直希望建设一条由新疆的南疆鐵路的喀什站，由吐尔尕特山口出境，途經吉尔吉斯斯坦奧什州卡拉蘇，並以乌兹别克斯坦的安集延為終點的铁路，全長約523公里。中吉乌三国虽然早在1997年就簽訂了關於中吉烏鐵路的備忘錄，但这条铁路的建设一直受到俄罗斯的阻礙。2013年3月，中国路桥工程有限公司向吉尔吉斯斯坦政府提交了一份可行性研究报告，认为该项目过于昂贵。2013年12月，吉尔吉斯斯坦总统阿尔马兹别克·阿坦巴耶夫表达了他对替代线路的偏好，该线路将连接该国北部和南部。
由于当时中吉烏鐵路迟迟没有进展，2014年5月5日，中国进出口银行向乌兹别克斯坦贷款3.5亿美元，用于建设一条通过坎奇克山口的铁路，将费尔干纳河谷与其他地区连接起来。2014年5月12日，中共中央总书记兼中国国家主席习近平和土库曼斯坦总统库尔班古力·别尔德穆哈梅多夫签署声明，研究邀请中国公司建设连接两国的跨境铁路的可能性。2014年5月22日，据媒体报道，吉尔吉斯斯坦建议邀请中国参与另一个连接俄罗斯、中亚国家和波斯湾的区域铁路项目。
2022年，俄罗斯因入侵烏克蘭遭歐美国家和日本等国的制裁，為拉攏中國與中亞國家，2022年5月30日俄羅斯總統弗拉基米尔·普京與吉爾吉斯總統萨德尔·扎帕罗夫會面。此次会面中，普京明确表明俄罗斯将不再阻碍中吉烏鐵路的建设，扎帕羅夫则向普京表示中吉烏鐵路对吉尔吉斯斯坦来说像空氣和水一樣重要。
2022年9月14日，中共中央总书记兼中国国家主席习近平访问乌兹别克斯坦，参加上海合作组织（SCO）峰会期间，中国、吉尔吉斯斯坦、乌兹别克斯坦有关部门签署《关于中吉乌铁路建设项目（吉境内段）合作的谅解备忘录》。
中哈两国2015年12月签署的《中哈合作规划纲要（2015—2020年）》中明确加强构建互联互通的通道建设，研究建设克拉玛依—巴克图—阿亚古兹铁路项目的可行性。

#### 南亚
2018年，中国和尼泊尔签署了一系列协议，其中包括连接加德满都和中国铁路网的铁路。中尼铁路将连接加德满都和西藏日喀则。吉隆镇-加德满都段的勘测将于2019年初完成，预计建设将在6年内完成。
2007年以来，中巴当局探讨建设红其拉甫铁路的可能性，该铁路将穿越喀喇昆仑山脉，连接喀什与北部巴基斯坦阿伯塔巴德区的哈维连。2013年6月，巴基斯坦政府表示，拟建铁路可延伸至阿拉伯海上的瓜达尔港。然而，截至2014年2月，中国铁路专家表示，该铁路不太可能在短期内建成。
印度和中国铁路当局曾多次表示有兴趣启动一条高速铁路，该铁路将通过缅甸将加尔各答与中国昆明连接起来。该铁路线将利用正在建设中的从印度曼尼普尔到缅甸的铁路和大瑞铁路云南西部正在建设中。

## 铁路机车车辆

### 铁路机车

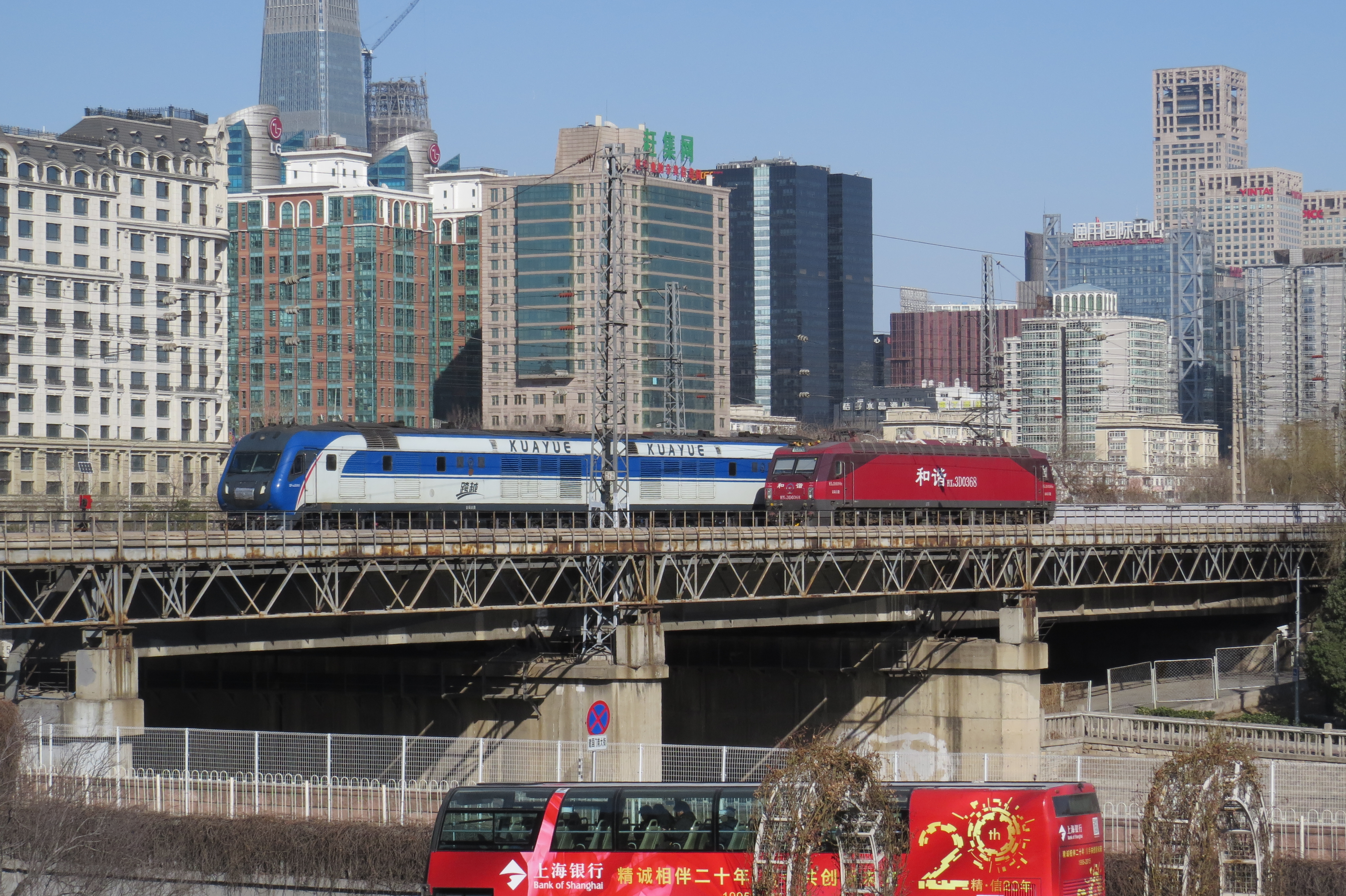
东风11G型柴油机车与和谐3D型电力机车分别于2004年和2014年成为中国铁路的主力准高速客运机车

截至2024年底，全国铁路机车保有量达到近2.25万台，其中电力机车有1.47万台，占65.3%；内燃机车有0.78万台，占34.7%。国家铁路机车拥有量为2.15万台，其中内燃机车0.73万台，占34.0%；电力机车1.42万台，占66.0%。全国主要干线全部实现内燃、电力机车牵引，国家铁路中的蒸汽机车已经全部被淘汰。2016-2019年，铁路固定投资中车辆购置投资均高达1000亿人民币水平。此外，电力机车受益于国家铁路电气化进程的推进稳步增长，逐渐取代内燃机车占比。未来预计电力机车比重将继续逐步增加。
现在铁路机车从直流传动方式，向更大功率的交流传动方式发展，是世界上的主流趋势，而中国近年也在这个领域发展迅速。通过引进国外成熟的交流电传动铁路机车制造技术，中国已经逐步掌握其重点技术并实现国产化。自2015年起，FXD3型（11200千瓦）和FXD1型（11200千瓦）、FXD2B型（9600千瓦）等“复兴型”大功率电力机车已在京广铁路、京沪铁路和大秦铁路等主要干线投入使用。9600千瓦和11200千瓦的大功率电力机车和6080千瓦的大功率内燃机车也在2015年起陆续投入使用。据铁道部估算，截止2012年，全国共有约7900台大功率机车运行。

### 铁路车辆
到2024年底，全国铁路客车保有量為8.1万辆，其中包括动车组4806标准组、38448辆。国家铁路客车拥有量为7.86万辆，其中动车组4613标准组、36902辆。中国以前的铁路旅客运输主流为机车牵引客车的机辆模式，其中由1990年代开始广泛运用的25型系列客车占了当时全国铁路客车数量的70%以上，是中国既有铁路线上的主力车型。然而，随着中国高速铁路的建设，普通铁路客车由于不适应高速铁路的运行，年均需求量逐步下降，自2006年起铁道部招标客车数量比以往下降，2006年至2008年间共计仅招标2652辆。但同时由于新建的高速铁路均采用时速200公里及300公里以上的高速动车组，动车组保有量自2006年起迅速增长，2014年7月1日调图之后，动车组车次数量首次超过机辆模式成为将来铁路客运的主力军。复兴号列车是中国标准动车组的中文命名，是继和谐号之后推出的具有完全自主知识产权、达到世界先进水平的高速列车。CR是China railway的缩写，即“中国铁路”，三个级别为CR400/300/200，数字表示最高时速，持续运营时速分别对应350/250/160公里，适用于高快速铁路和普通电气化铁路等。复兴号于2018年首次上线运行，将陆续替代现有和谐号和25T 型铁路客车，成为我国下一代主力铁路车辆。同时时速在160km/h的CR200J新型动力集中型动车组作为第四代普速列车，于2019年1月5日，首次在列车调整中担任车次。未来将替代部分普速客车。补齐了复兴号高铁与普速列车之间的产品空缺。
至2024年末，中国铁路货车保有量约101.9万辆，其中国家铁路货车拥有量为93.0万辆。主要车种为敞车、棚车、平车和罐车，占了货车总数的9成。由于中国铁路货运正朝“快速重载”的方向发展，铁路货车已经普遍升级到载重70吨级通用货车、80吨级运煤专用货车、时速100～120公里的新型提速、重载货车，到2006年末，满足提速要求的货车达到36万辆，占货车总保有量的62％。这些新型铁路货车均达到了要求的“轴重23吨、载重70吨、时速120公里、列车编组5000－5500吨”四大技术指标。而目前中国已完成研制30吨轴重专用货车、载重80吨级通用货车、载重100吨级KM100型煤炭漏斗车等专用货车以及时速120公里快捷货车。预研的快运货车的试验最高速度达到200km/h以上，并具备研制开发运行时速160公里的快捷货车和轴重42-45吨重载专用货车的能力。

## 磁懸浮鐵路

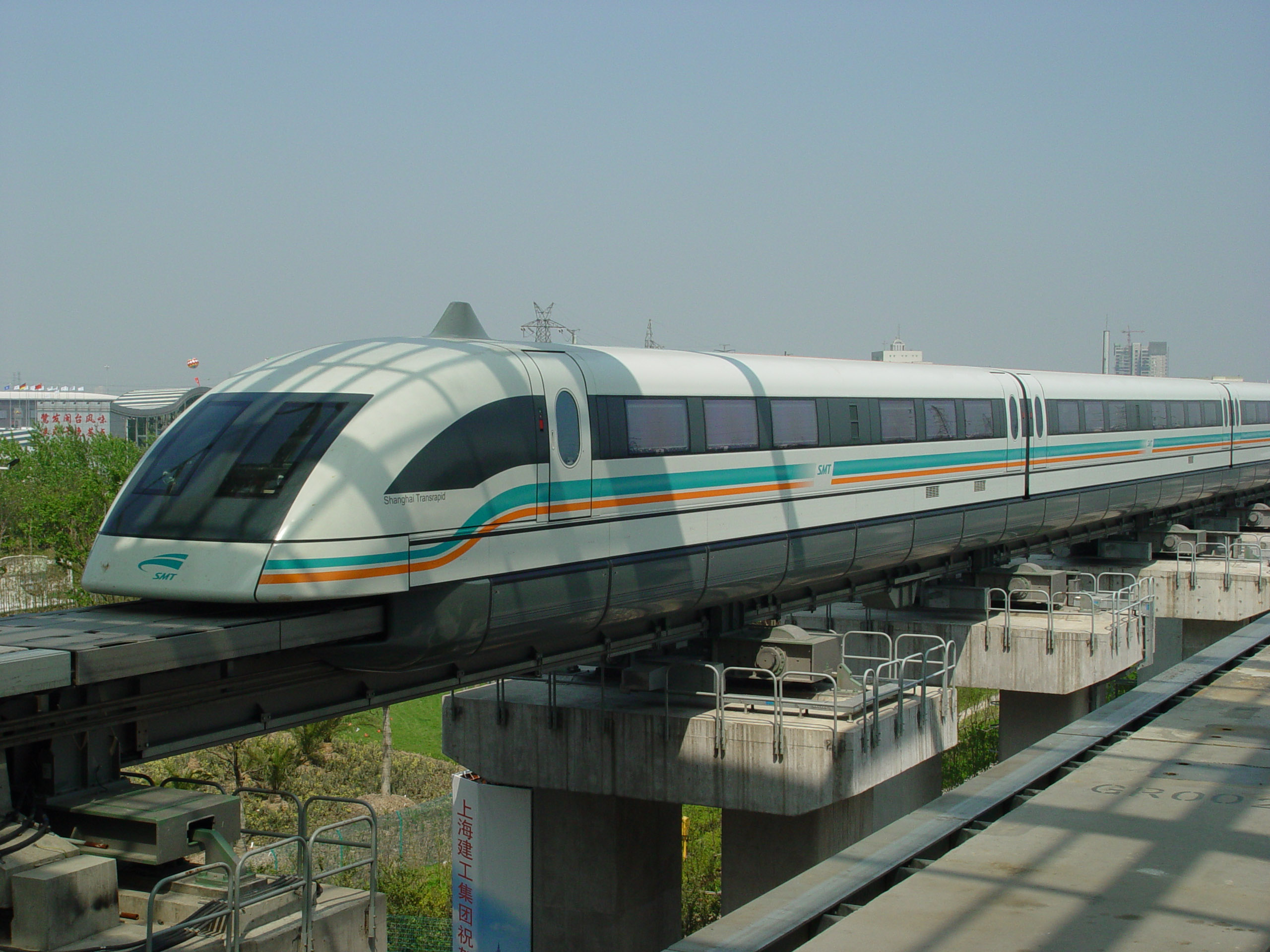
上海磁浮示范运营线

磁悬浮铁路在中国的历史相当短，但中国是世界上首个将磁悬浮铁路投入商业营运的国家。中国自国外引入磁悬浮铁路的构思，源于1990年代末期京沪高速铁路采用「高速輪軌」或「磁懸浮」技術之爭。时任国务院总理朱镕基对磁悬浮技术非常关注，许多专家也认为京沪高速铁路采用磁悬浮技术会比轮轨技术优胜，而以铁道部为首的支持轮轨技术一方对磁悬浮的应用十分保留。在论证过程中，两种意见相持不下，最后同意，为了显示磁悬浮技术相对轮轨技术的优势，可以在上海兴建一条“磁悬浮示范运营线”，验证磁悬浮的可靠性、安全性和经济性，为磁悬浮技术在中国的发展进行可行性研究。当时参与技术竞标的国家包括法国、德国和日本，中方最终决定采用了德国技术。上海磁浮示范运营线在2001年3月1日开工建设，2002年12月31日建成通车，2003年10月起对公众开放试运营，成为世界上首条商業運行的磁悬浮线。该线总长31.17公里，连接龙阳路站和浦东国际机场站，设计时速和商业运行时速分别为505公里和430公里，以“投入商业运营的最快的列车”被收入吉尼斯世界纪录大全。
2006年1月，在國務院常務會議上，時任國務院總理溫家寶批准了京滬高速鐵路採用輪軌技術的方案，磁悬浮技术落选，一度意味着磁悬浮技术已经被排除在中国这一轮高速铁路建设技术之外。2006年3月，國務院批准了興建上海至杭州磁懸浮鐵路（沪杭磁悬浮交通项目）的項目建議書，原计划于2010年上海世博会前建成投入运营，但因其安全、效益、设计等方面引起的争议很大，导致此项目被“冷处理”及暂时搁置。但中国国内对磁悬浮技术的研究仍然一直在进行。但到2010年3月，中国铁道部在第十一屆全國人大三次會議期间表示，上海至杭州磁悬浮项目立项已获批复，沪杭磁悬浮城际线将与磁悬浮上海机场联络线一起计划于2010年动工，2014年建成。但至2023年7月仍未建成。

## 城市軌道交通系統

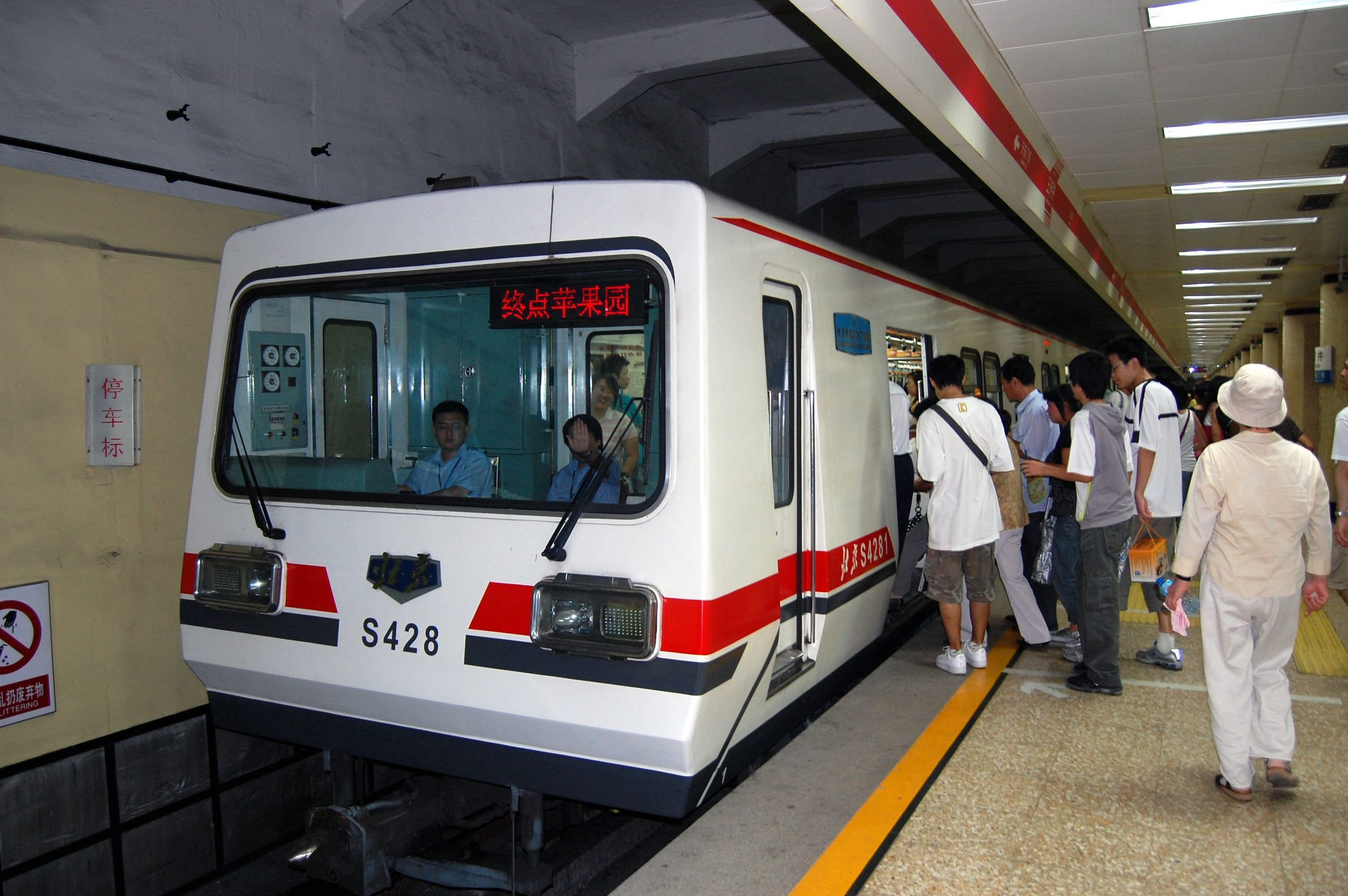
北京地铁1号线——中国第一条地铁线

按照中国大陆的分类，城市軌道交通系统属于城市公交系统的一部分，行政上属于建设部及各地地方政府管辖，不属于铁道部管理，因此一般不将城市轨道交通系统归于铁路运输。目前中国是全世界轨道交通系统最多、线路里程最长、车站总数最多的国家。
中国早在在20世纪初已经在少数城市出现有轨电车，例如天津、上海等地，此可视为中国早期城市轨道交通的雏形。但现代化的城市轨道交通系统则起于1960年代，而北京是中国第一個建設地鐵的城市。由於过去经济实力和技術水平的限制，中國城市軌道交通建設起步較晚。在1990年，中国大陆僅有北京、天津两個城市擁有軌道交通線路。在2000年前，在中国大陆僅有北京、上海、廣州三個城市擁有现代化的軌道交通線路。
随着經濟發展和城市化進程加快，中国城市轨道交通自1990年代以来迅速发展，目前中国已成为世界上城市轨道交通发展最快的国家。且于2013年成为城市轨道交通里程世界第一，并大幅领先其它国家。截止2021年底，上海、北京轨道交通营运里程分别位居世界第一第二，其中上海已经超过800公里。
在中国第十三个五年规划（十三五）末期，計劃通车超过6000公里軌道交通。而截止2023年12月31日，中国大陆地区共有55个城市开通运营城市轨道交通线路306条，运营里程10165.7公里，车站5897座，实际开行列车3759万列次，完成客运量294.4亿人次、进站量176.6亿人次，全年完成客运周转量2418亿人次公里。
| 中国大陆及香港澳门的城市轨道交通系统列表（运营中、建设中系统，不包括规划） |                  |                  |                                    |                                                                      |
| 地区                                                                       | 城市轨道交通系统 | 目前营运里程（） | 动工年份                           | 通车年份                                                             |
| 华北地区                                                                   | 北京地铁         | 836              | 1965年                             | 1971年                                                               |
| 华北地区                                                                   | 天津地铁         | 300              | 1970年                             | 1976年                                                               |
| 华北地区                                                                   | 石家庄地铁       | 76.5             | 2012年                             | 2017年                                                               |
| 华北地区                                                                   | 呼和浩特地铁     | 49               | 2015年                             | 2019年                                                               |
| 华北地区                                                                   | 太原地铁         | 23.65            | 2013年                             | 2020年                                                               |
| 东北地区                                                                   | 抚顺电铁         | 301.9            | 1903年                             | 1904年（2009年停运，2019年以觀光鐵路的名義恢復運營，2020年再次停运） |
| 东北地区                                                                   | 大连地铁         | 237.1            | 1999年                             | 2003年                                                               |
| 东北地区                                                                   | 长春轨道交通     | 111.2            | 2000年                             | 2002年                                                               |
| 东北地区                                                                   | 沈阳地铁         | 163.7            | 2005年                             | 2010年                                                               |
| 东北地区                                                                   | 哈尔滨地铁       | 84               | 2009年                             | 2013年                                                               |
| 华东地区                                                                   | 上海地铁         | 831              | 1990年                             | 1993年                                                               |
| 华东地区                                                                   | 合肥轨道交通     | 202              | 2012年                             | 2016年                                                               |
| 华东地区                                                                   | 南京地铁         | 520              | 2000年                             | 2005年                                                               |
| 华东地区                                                                   | 苏州轨道交通     | 252.1            | 2007年                             | 2012年                                                               |
| 华东地区                                                                   | 杭州地铁         | 516              | 2007年                             | 2012年                                                               |
| 华东地区                                                                   | 宁波轨道交通     | 182.5            | 2009年                             | 2014年                                                               |
| 华东地区                                                                   | 无锡地铁         | 114.8            | 2009年                             | 2014年                                                               |
| 华东地区                                                                   | 南昌地铁         | 128.45           | 2009年                             | 2015年                                                               |
| 华东地区                                                                   | 青岛地铁         | 318              | 2009年                             | 2015年                                                               |
| 华东地区                                                                   | 福州地铁         | 139              | 2009年                             | 2016年                                                               |
| 华东地区                                                                   | 厦门轨道交通     | 98.4             | 2013年                             | 2017年                                                               |
| 华东地区                                                                   | 温州轨道交通     | 116.4            | 2011年                             | 2019年                                                               |
| 华东地区                                                                   | 济南地铁         | 84.26            | 2015年                             | 2019年                                                               |
| 华东地区                                                                   | 常州地铁         | 54.03            | 2012年                             | 2019年                                                               |
| 华东地区                                                                   | 徐州地铁         | 64.35            | 2014年                             | 2019年                                                               |
| 华东地区                                                                   | 绍兴轨道交通     | 20.2             | 2012年                             | 2021年                                                               |
| 华东地区                                                                   | 芜湖轨道交通     | 46.2             | 2016年                             | 2021年                                                               |
| 华东地区                                                                   | 南通地铁         | 39               | 2017年                             | 2022年                                                               |
| 华东地区                                                                   | 金华轨道交通     | 58               | 2016年                             | 2022年                                                               |
| 华东地区                                                                   | 台州轨道交通     | 52               | 2016年                             | 2022年                                                               |
| 中南地区                                                                   | 武漢地鐵         | 486              | 2000年                             | 2004年                                                               |
| 中南地区                                                                   | 长沙地铁         | 226              | 2009年                             | 2014年                                                               |
| 中南地区                                                                   | 郑州地铁         | 344.4            | 2009年                             | 2013年                                                               |
| 中南地区                                                                   | 洛阳地铁         | 43.56            | 2016年                             | 2021年                                                               |
| 中南地区                                                                   | 广州地铁         | 652.8            | 1993年                             | 1997年                                                               |
| 中南地区                                                                   | 深圳地铁         | 555.4            | 1998年                             | 2004年                                                               |
| 中南地区                                                                   | 佛山地铁         | 112.6            | 2002年                             | 2010年                                                               |
| 中南地区                                                                   | 东莞轨道交通     | 37.8             | 2009年                             | 2015年                                                               |
| 中南地区                                                                   | 南宁轨道交通     | 127.9            | 2010年                             | 2016年                                                               |
| 中南地区                                                                   | 港鐵             | 227.9            | 1906年（九廣鐵路）／1975年（地鐵） | 1910年（九廣鐵路）／1979年（地鐵）                                   |
| 中南地区                                                                   | 澳門輕軌系統     | 12.5             | 2012年                             | 2019年                                                               |
| 西南地區                                                                   | 成都地铁         | 561.67           | 2005年                             | 2010年                                                               |
| 西南地區                                                                   | 重庆轨道交通     | 520              | 1999年                             | 2004年                                                               |
| 西南地區                                                                   | 昆明轨道交通     | 184.1            | 2009年                             | 2012年                                                               |
| 西南地區                                                                   | 贵阳轨道交通     | 86               | 2009年                             | 2017年                                                               |
| 西北地區                                                                   | 西安地铁         | 311              | 2006年                             | 2011年                                                               |
| 西北地區                                                                   | 乌鲁木齐地铁     | 27.6             | 2014年                             | 2018年                                                               |
| 西北地區                                                                   | 兰州轨道交通     | 35               | 2012年                             | 2019年                                                               |

## 鐵路事故
文化大革命中铁路运输受到严重影响，一度事故频发。国务院副总理邓小平主持国务院工作后，整顿铁路运输，颁发《关于加强铁路工作的决定》，实行统一计划、统一指挥、统一调度，铁路运输秩序好转。中国铁路大提速以前，客运列车停站多、车速慢，铁路事故主要来自司乘人员违规操作造成的列车相撞，以及乘客违规携带危险品、犯罪分子蓄意破坏铁路运输造成的火灾和爆炸。部分为自然灾害造成。提速以后，铁路部门加强了列车治安管理，实施进站安检以及身份检查，并实施了火车票实名制，以保证铁路客运安全，铁路事故发生频率减少。
近年來中國鐵路與運輸中發生的較大事故有2011年甬台温铁路列车追尾事故、2010年沪昆铁路列车脱线事故、2009年京广铁路郴州站列车相撞事故。

## 注解
1. ↑  其中，长珲城际铁路使用C1xxx作为其车次，京津城际铁路使用C2xxx作为其车次，郑州郑开城际铁路使用C28xx作为其车次，上海金山铁路使用C3xxx作为其车次，武汉武咸城际铁路、武黄城际铁路使用C50xx、C55xx作为其车次，成都成灌铁路、成绵乐客运专线使用C61xx - C63xx作为其车次，肇庆广佛肇城际铁路使用C68xx作为其车次，东莞、惠州莞惠城际铁路使用C69xx作为其车次。广州广深铁路使用C70xx - C71xx及部分C72xx作为其车次，深圳厦深铁路坪山捷运快线与江门广珠城际铁路江门线使用部分C72xx作为其车次，珠海广珠城际铁路（主线）使用C76xx - C77xx作为其车次，兰州兰中城际铁路使用C85xx - C86xx作为其车

### 引用
1. 1 2 3 4 5 6 7 8 9 10 11 12 13 14 15 16 17 18 19 20 21 22 23 24 25 26  国家铁路局.  (PDF). nra.gov.cn. 国家铁路局.   [2024-06-15].
2. 1 2 3 4 5  中国国家铁路集团有限公司. . china-railway.com.cn. 中国国家铁路集团有限公司.   [2024-06-15].
3. 1 2  巩江峰 王伟 黎旭 朱勇. . 隧道建设. 2023, 43 (4): 721–736  [2024-01-14]. ISSN 2096-4498. （原始内容存档于2023-05-29）.
4. ↑  . 中国中铁工程设计咨询集团. 2014-09-25  [2022-01-03]. （原始内容存档于2022-01-03）.
5. ↑  王萌. . 国务院国有资产监督管理委员会. 人民日报海外版.   [2020-11-23]. （原始内容存档于2021-01-21）.
6. ↑  .   [2016-01-09]. （原始内容存档于2016-03-04）.
7. ↑  . 国家铁路局. 2025-01-16  [2025-03-03].
8. ↑  Yu, Hong. . Journal of Contemporary China. 2015-11-02, 24 (96)  [2022-07-28]. ISSN 1067-0564. doi:10.1080/10670564.2015.1030957. （原始内容存档于2022-07-28） （英语）.
9. ↑  Qi, Zhongxi. . International Railway Journal. 2013-08-02  [2021-10-10]. （原始内容存档于2018-08-27）.
10. ↑  《漫话铁路》系列代序：时代的列车
11. ↑  财新网. . sohu.com.   [2020-11-25]. （原始内容存档于2021-01-21）.
12. ↑  没有高铁，美国铁路靠什么世界第一 （页面存档备份，存于） 2017年5月25日
13. ↑  .   [2019-12-01]. （原始内容存档于2020-03-26）.
14. ↑  .   [2009-11-29]. （原始内容存档于2019-05-03）.
15. ↑  . 人民铁道. 2010-07-27  [2020-06-27]. （原始内容存档于2020-06-27）.
16. ↑  铁路路徽扮靓铁路人[永久]
17. ↑  .   [2009-11-14]. （原始内容存档于2009-09-23）.
18. 1 2  .   [2009-11-14]. （原始内容存档于2008-06-28）.
19. ↑  .   [2015-09-14]. （原始内容存档于2016-03-04）.
20. ↑  .   [2011-12-03]. （原始内容存档于2010-01-12）.
21. ↑  .   [2015-09-14]. （原始内容存档于2016-03-04）.
22. ↑  . 广州日报 (广州市人民政府). 2020-12-01  [2020-12-12]. （原始内容存档于2021-06-14）.
23. ↑  西安地铁. .   [2022-10-31]. （原始内容存档于2022-11-01）.
24. ↑  .   [2009-07-16]. （原始内容存档于2009-02-28）.
25. ↑  .   [2009-07-16]. （原始内容存档于2011-11-16）.
26. ↑  .   [2009年11月14日]. （原始内容存档于2015年11月18日）.
27. ↑  .   [2009-11-14]. （原始内容存档于2020-03-26）.
28. ↑  . 聯合新聞網.   [2021-02-03]. （原始内容存档于2021-11-22）.
29. ↑  孙丽朝; 路炳阳. . 中国经营报. 2020-09-29  [2023-02-23]. （原始内容存档于2021-06-05） –新浪财经.
30. ↑  . 央视网. 2009-11-27  [2010-04-30]. （原始内容存档于2010-01-23）.
31. ↑  . 中華人民共和國國家旅游局. 2009-11-08  [2010-04-30]. （原始内容存档于2011-11-16）.
32. ↑  . 国家铁路局. 人民铁道网. 2022-12-28  [2024-01-14]. （原始内容存档于2024-01-14）.
33. ↑  . 人民日报. 2023-11-27  [2024-01-14]. （原始内容存档于2023-12-04）.
34. ↑  鐵路強化八縱八橫 （页面存档备份，存于），人民网
35. ↑  . 广西新闻网. 2009-07-01  [2010-04-30]. （原始内容存档于2009-07-04）.
36. ↑  .   [2015-10-27]. （原始内容存档于2015-11-18）.
37. ↑  . 忻州新闻. 2009-11-24  [2010-04-30]. （原始内容存档于2013-01-01）.
38. ↑  . 全刊杂志赏析网.   [2010-04-30]. （原始内容存档于2020-12-06）.
39. ↑  .   [2009-11-29]. （原始内容存档于2015-01-12）.
40. ↑  .   [2009-04-07]. （原始内容存档于2007-02-13）.
41. ↑  .   [2009-12-01]. （原始内容存档于2009-01-08）.
42. ↑  .   [2009-11-18]. （原始内容存档于2019-05-03）.
43. ↑  .   [2009-12-01]. （原始内容存档于2013-06-15）.
44. ↑  .   [2008-05-01]. （原始内容存档于2009-09-12）.
45. ↑  . 新浪网. 2009-11-24  [2010-04-30].[永久]
46. 1 2  . 新浪财经. 2009-11-24  [2010-04-30]. （原始内容存档于2015-11-18）.
47. 1 2  . 中国铁路网. 2008-09-03  [2010-04-30]. （原始内容存档于2009-05-17）.
48. ↑  . 联合幕墙网. 2007-12-10  [2010-04-30]. （原始内容存档于2008-06-05）.
49. ↑  .   [2009-12-18]. （原始内容存档于2013-04-24）.
50. ↑  .   [2009-12-18]. （原始内容存档于2009-12-31）.
51. ↑  亚洲最大的列车编组站---郑州北站[永久]
52. ↑  .   [2009-12-18]. （原始内容存档于2009-05-24）.
53. ↑  郑州、武汉北站较量“亚洲第一”[永久]
54. ↑  新建武汉北编组站设计心得[永久]
55. ↑  覃文书. .   [2009-12-02]. （原始内容存档于2010-01-12）.
56. ↑  铁路跨越式发展专栏（三） （页面存档备份，存于），《铁道科研报》，2003年8月10日（总第536期）
57. ↑  . 香港貿易發展局. 2009年9月4日  [2010-04-30]. （原始内容存档于2022-04-17）.
58. ↑  . 新浪财经. 中国商业电讯网. 2013-08-23  [2022-05-04]. （原始内容存档于2022-05-04）.
59. ↑  . 中华人民共和国中央人民政府. 2018-07-03  [2019年4月14日]. （原始内容存档于2018年9月5日）.
60. ↑  . 铁路运输网. 2010-01-28  [2010-04-30]. （原始内容存档于2019-02-20）.
61. ↑  . 中华人民共和国铁道部.   [2010-04-30]. （原始内容存档于2011-01-04）.
62. ↑  . 中国政府网. 2008-08-25  [2010-01-23]. （原始内容存档于2016-02-05）.
63. ↑  .[永久]
64. ↑  . 大公報. 2009-10-04  [2010-04-30]. （原始内容存档于2010-04-14）.
65. ↑  . 中国铁路网. 2007-08-02  [2009-03-13]. （原始内容存档于2008-10-13）.
66. ↑  . 人民网. 2008-12-31  [2010-04-30]. （原始内容存档于2011-11-17）.
67. ↑  . 人民网. 2009-02-09  [2010-04-30]. （原始内容存档于2011-11-17）.
68. ↑  . 人民网. 2010-01-20  [2010-10-16]. （原始内容存档于2011-01-09）.
69. ↑  . 中国经济网. 2010-01-01  [2010-10-16]. （原始内容存档于2016-03-04）.
70. ↑  . 新浪网. 2010-09-13  [2010-10-16]. （原始内容存档于2016-03-04）.
71. ↑  . 21CN. 2011-12-31  [2011-12-31]. （原始内容存档于2012-07-19）.
72. ↑  .   [2011-12-21]. （原始内容存档于2011-12-22）.
73. ↑  . 东方今报. 2011-12-30  [2011-12-31]. （原始内容存档于2012-01-07）.
74. ↑  . 中国铁路客户服务中心. 2017-12-16  [2017-12-20]. （原始内容存档于2017-12-20）.
75. ↑  .   [2018-09-20]. （原始内容存档于2018-09-20）.
76. ↑  . 郑州日报. 2015-07-08  [2015年9月19日]. （原始内容存档于2015年9月30日）.
77. ↑  . 北京青年报. 2016年1月10日  [2016年1月10日]. （原始内容存档于2016年1月26日）.
78. ↑  . 鲁中网. 2016年2月5日  [2016年2月27日]. （原始内容存档于2016年3月5日）.
79. ↑  . 观察者. 2018-09-10  [2018-09-10]. （原始内容存档于2018-09-10）.
80. ↑  . 香港01. 2023-06-26  [2023-08-08]. （原始内容存档于2022-08-08） （中文（香港））.
81. ↑  . 香港01. 2023-06-26  [2023-08-08]. （原始内容存档于2023-03-26） （中文（香港））.
82. ↑  chinanews. . www.chinanews.com.   [2023-01-01]. （原始内容存档于2019-03-27）.
83. ↑  .   [2017-07-20]. （原始内容存档于2017-07-31）.
84. ↑  Lai, Stephanie. . macaubusiness.com. 2015-12-28  [2023-01-01]. （原始内容存档于2023-01-01）.
85. ↑  . TDM.   [2023-01-15]. （原始内容存档于2022-09-30）.
86. ↑  深圳新闻网. . dc.sznews.com.   [2017-07-20]. （原始内容存档于2017-07-31）.
87. ↑  .   [2016-10-04]. （原始内容存档于2016-08-22）.
88. ↑  . 2017-02-28  [2018-03-25]. （原始内容存档于2017-06-30）.
89. ↑  三立新聞網. .   [2016-10-04]. （原始内容存档于2016-03-10）.
90. ↑  . 新臺灣新聞周刊. 2002-09-04  [2010-04-03]. （原始内容存档于2011-11-16）.
91. ↑  . 财经滚动新闻. 凤凰网. 2009-09-26  [2009-12-23]. （原始内容存档于2014-08-26）.
92. ↑  . 铁路合作组织. （原始内容存档于2007-08-13） （英语）.
93. ↑  . 俄罗斯铁路. （原始内容存档于2011-11-17） （英语）.
94. ↑  . 新亚欧大陆桥信息網. 2007-11-27  [2010-01-09].[永久]
95. ↑  . 新华网. 2009-06-12  [2010-04-03]. （原始内容存档于2012-07-10）.
96. ↑  . 人民网. 2009-06-12  [2010-04-03]. （原始内容存档于2016-03-04）.
97. ↑  张宁.  (PDF). 欧亚经济: 45–51.   [2022-05-04]. （原始内容 (PDF)存档于2022-05-04）.
98. ↑  .   [2009-12-24]. （原始内容存档于2011-11-16）.
99. ↑  . 延边州政府.   [2010-04-30]. （原始内容存档于2010-02-06）.
100. ↑  . 香港大公报吉林办事处.   [2010-04-30]. （原始内容存档于2008-11-21）.
101. ↑  . 中新社. 2013-08-02  [2013-08-06]. （原始内容存档于2014-03-05）.
102. ↑  . 吉林省政府. 2010-01-15  [2010-10-16]. （原始内容存档于2010-07-13）.
103. ↑  . 主流网——长春日报. 2010-10-13  [2010-10-16]. （原始内容存档于2010-10-19）.
104. ↑  王馨源. . 中国铁道出版社. 2002年: 第167页. CSBN 15113·1633.
105. ↑  K20/19次国际列车中取消俄朝联运车厢 （页面存档备份，存于）. 内蒙古满洲里市人民政府. 2011年3月18日.
106. ↑  . 中国新闻网. 国际先驱导报. 2009-10-15  [2022-05-04]. （原始内容存档于2022-05-04）.
107. 1 2  . 中国青年报. 2007-06-07  [2010-04-03]. （原始内容存档于2009-04-11）.
108. ↑  . 人民网. 2007-11-24  [2010-04-30]. （原始内容存档于2012-07-19）.
109. ↑  . 中国政府网. 2009-12-13  [2010-01-14]. （原始内容存档于2010-06-14）.
110. ↑  . 中國中央电视台. 2019-06-09  [2021-02-22]. （原始内容存档于2021-05-09）.
111. ↑  . chinaneast.xinhuanet.com.   [2025-01-12]. （原始内容存档于2009-08-11）.
112. 1 2  . 新聞中心-中國網. 2009-11-20  [2010-04-03]. （原始内容存档于2012-10-28）.
113. ↑  . 中国网. 2008-11-27  [2022-05-04]. （原始内容存档于2011-07-07） （俄语）.
114. ↑  . 新华网. 2009-09-24  [2010-04-30]. （原始内容存档于2010-01-25）.
115. 1 2  . 新华网.   [2022-04-27]. （原始内容存档于2022-04-27）.
116. ↑  尹虹. . 党史纵横. 2002, (12).
117. ↑  .   [2009-12-25]. （原始内容存档于2011-11-17）.
118. ↑  . 中国政府网. 新华社. 2014-04-01  [2022-05-04]. （原始内容存档于2022-05-04）.
119. ↑  . 金融时报中文网. 2007-10-19  [2022-05-04]. （原始内容存档于2021-05-09）.
120. ↑  . 云南省人民政府. 2005-04-26  [2010-04-30]. （原始内容存档于2011-03-05）.
121. 1 2  . 新华网. 2009-08-02  [2010-04-03]. （原始内容存档于2016-09-18）.
122. ↑  . 人民网. 2009-08-19  [2010-04-30]. （原始内容存档于2015-03-22）.
123. ↑  王贤根. . 北京: 国际文化出版公司. 1990. ISBN 978-7-80049-625-7.
124. ↑  .   [2009-12-25]. （原始内容存档于2009-08-03）.
125. ↑  . 广西新闻网.   [2010-04-30]. （原始内容存档于2017-09-26）.
126. ↑  . 南宁市人民政府. 2009-01-02  [2010-04-30]. （原始内容存档于2011-11-16）.
127. ↑  . 《图们江新报》. 2006-11-01  [2010-04-02]. （原始内容存档于2012-12-01）.
128. ↑  .   [2009-12-25]. （原始内容存档于2008-06-07）.
129. ↑  . 中國政府網.   [2009-09-20]. （原始内容存档于2015-12-22）.
130. ↑  . 额济纳旗信息服务网. 2008-11-04  [2010-10-16]. （原始内容存档于2017-09-24）.
131. ↑  . 中国政府网. 2009-12-26  [2010-10-16]. （原始内容存档于2010-10-07）.
132. ↑  .   [2022-02-06]. （原始内容存档于2022-02-06）.
133. ↑  . 新华网. 2004-05-17  [2010-04-30]. （原始内容存档于2013-11-17）.
134. ↑  . 中华人民共和国商务部. 2006-08-23  [2010-04-30]. （原始内容存档于2012-07-01）.
135. ↑  . 《连云港日报》.   [2010-04-30].[永久]
136. ↑  Freeman, Nick. . ThinkChina - Big reads, Opinion & Columns on China. 2019-12-11  [2020-11-05]. （原始内容存档于2022-03-31） （英语）.
137. ↑  . East Asia Forum. 2021-03-05  [2021-05-02]. （原始内容存档于2022-04-06） （英语）.
138. ↑  . 日经亚洲评论. 2017-06-24  [2022-02-18]. （原始内容存档于2021-04-27）.
139. ↑  .   [2019-04-19]. （原始内容存档于2019-04-19）.
140. ↑  . 国家（英语：The Nation (Thailand)）. 2018-02-07. （原始内容存档于2019-06-12）.
141. ↑  . 新华社. 2019-09-22  [2020-01-31]. （原始内容存档于2021-06-10）.
142. ↑  . 中国网.   [2022-02-18]. （原始内容存档于2022-03-27）.
143. ↑  . 新华网.   [2022-02-18]. （原始内容存档于2021-10-25）.
144. ↑   [Construction of Lao-China Railway Infrastructure via Luang Namtha Province Completed 97%]. Target Magazine.   [2021-05-04]. （原始内容存档于2021-05-04） （老挝语）.
145. ↑  齐磊. . cn.chinadaily.com.cn.   [2021-12-03]. （原始内容存档于2021-10-20）.
146. ↑  . 都市时报. 2021-12-01  [2021-12-01].[]
147. ↑  . 人民网-国际频道. 2022-04-13  [2022-05-04]. （原始内容存档于2022-04-27）.
148. ↑  念新洪. . 新华网. 2023-04-11  [2023-04-11]. （原始内容存档于2023-04-27）.
149. 1 2  . 日經中文網 (日本經濟新聞). 2022-03-17  [2022-03-25]. （原始内容存档于2022-03-22） （中文）.
150. ↑  . 中工网 (工人日报). 2023-01-11  [2023-01-11]. 原始内容存档于2023-01-14 （中文）.
151. ↑  . 云南日报 (CRI国际在线). 2023-04-17  [2023-04-17]. 原始内容存档于2023-04-20 （中文）.
152. ↑  . 新华社. 2023-01-06  [2023-01-06]. 原始内容存档于2023-01-14 （中文）.
153. ↑  . South China Morning Post. 2021-08-10  [2021-08-12]. （原始内容存档于2022-03-31） （英语）.
154. ↑  . РИА Новости. 2014-05-20  [2022-04-04]. （原始内容存档于2020-12-23） （俄语）.
155. ↑  Salvacion, Manny. . 2017-02-09  [2022-02-18]. （原始内容存档于2021-02-14）.
156. ↑  宋静丽. . www.chinadaily.com.cn.   [2022-02-18]. （原始内容存档于2017-02-07）.
157. ↑  . Construction.RU - Russia-wide construction online journal.   [2022-04-04]. （原始内容存档于2020-12-05） （俄语）.
158. ↑  王君宝. . 新华社. 2021-08-17  [2021-08-17]. （原始内容存档于2021-08-19）.
159. ↑  . siberiantimes.com.   [2022-02-18]. （原始内容存档于2020-11-08）.
160. ↑  . www.guancha.cn.   [2022-02-18]. （原始内容存档于2022-02-18）.
161. ↑  . primamedia.ru.   [2022-04-04]. （原始内容存档于2021-02-14） （俄语）.
162. ↑  . www.guancha.cn.   [2022-02-18]. （原始内容存档于2022-02-18）.
163. ↑  Copyright@中国时刻网、深圳广播电影电视集团. . www.s1979.com.   [2025-01-12]. （原始内容存档于2015-09-24）.
164. ↑  . Bloomberg.com. 2014-10-24  [2025-01-12] （英语）.
165. ↑  . finance.sina.com.cn.   [2025-01-12]. （原始内容存档于2017-02-26）.
166. ↑  . Refworld.   [2025-01-12]. （原始内容存档于2017-02-14）.
167. ↑  . Azernews.Az. 2014-05-05  [2025-01-12]. （原始内容存档于2018-08-17） （英语）.
168. ↑  . www.china.org.cn.   [2025-01-12]. （原始内容存档于2017-02-18）.
169. ↑  . finance.sina.com.cn.   [2025-01-12]. （原始内容存档于2017-02-26）.
170. ↑  . 巴士的報. 2022-06-03  [2022-06-23]. （原始内容存档于2022-07-10）.
171. ↑  . www.guancha.cn.   [2022-09-16]. （原始内容存档于2022-09-22）.
172. ↑  . www.nbd.com.cn.   [2022-09-16]. （原始内容存档于2022-09-23）.
173. ↑  . eurasianet.org.   [2022-09-16]. （原始内容存档于2023-02-01） （英语）.
174. ↑  . Reuters. 2018-06-22  [2018-07-01]. （原始内容存档于2018-06-22）.
175. ↑  Om Astha Rai. . Nepali Times. 2018-06-21  [2018-07-01]. （原始内容存档于2021-02-14）.
176. ↑  . 新浪新闻. 21世纪经济报道. 2014-02-21  [2022-05-04]. （原始内容存档于2022-05-04）.
177. ↑  . 印度时报. 2011-03-10. （原始内容存档于2011-11-21）.
178. ↑  . 今日商业（英语：Business Today (India)）. 2018-09-13  [2019-03-08]. （原始内容存档于2019-03-27）.
179. ↑  刘芷君.  (PDF). 东方财富网. 广发证券.   [2020-11-25]. （原始内容存档 (PDF)于2020-12-17）.
180. ↑  网易. .   [2014-08-28]. （原始内容存档于2014-09-03）.
181. ↑  王宝权 杨荣成.  (PDF). 东方财富网. 招商银行研究院.   [2020-11-25]. （原始内容存档 (PDF)于2020-12-17）.
182. ↑  陈伯施. . 全路车辆工作会议. 2007年3月17日.
183. ↑  王凤华 刘智.  (PDF). 天眼查. 联讯证券.   [2020-11-26]. （原始内容存档 (PDF)于2020-12-06）.
184. 1 2  . 《联合早报》. 2000-10-17  [2010-04-30]. （原始内容存档于2009-12-16）.
185. ↑  . 上海市科学技术委员会.   [2010-04-21].[永久]
186. ↑  . 新华网. 2002-12-31  [2010-02-11]. （原始内容存档于2011-11-17）.
187. ↑  . 中国城市轨道交通网. 2010-01-16  [2010-04-30]. （原始内容存档于2016-03-05）.
188. ↑  沪杭磁悬浮交通项目有望年内开工 世博会前运营 （页面存档备份，存于），新华社，中国政府网，2006年4月1日
189. ↑  沪杭磁悬浮项目已获批[永久]，2010年3月16日，中国交通运输经济信息网，於2010年3月20日查閱
190. ↑  俞展猷. . 现代城市轨道交通. 2006-06-13, (2): 1–3  [2022-04-17].
191. ↑  . 豆丁网. 艾凯行研. 2009-07  [2022-04-17]. （原始内容存档于2022-04-17）.
192. ↑  . 中国政府网. 2009-06-13  [2010-04-30]. （原始内容存档于2011-04-29）.
193. ↑  冷德熙. . 中央政府门户网站. 科技日报.   [2020-11-25]. （原始内容存档于2020-12-17）.
194. ↑  . 微信. 交通运输部. 2024-01-12  [2024-01-14]. （原始内容存档于2024-01-12）.
195. ↑  . 哔哩哔哩.   [2020-11-26]. （原始内容存档于2021-01-21）.
196. ↑  新闻抚顺. . 新浪網. 2019-09-06  [2019-09-11]. （原始内容存档于2021-05-09） （中文（简体））.
197. ↑  . ah.ifeng.com.   [2019-08-20]. （原始内容存档于2019-08-20）.
198. ↑  . 上海市地方志辦公室.   [2010-05-29]. （原始内容存档于2015-10-27）.
199. ↑  . 《中国刑警学院学报》. 2009年3月  [2019-09-18]. （原始内容存档于2014-01-07）.